# Anatoli Karpov
Pour les articles homonymes, voir Karpov.
Anatoli Ievguenievitch Karpov (en russe : Анатолий Евгеньевич Карпов) est un joueur d'échecs, homme politique et homme d'affaires soviétique puis russe né le 23 mai 1951 à Zlatooust, dans l'oblast de Tcheliabinsk en URSS.
Grand maître international depuis 1970, il a été champion du monde d'échecs de 1975 à 1985 et de 1993 à 1999. Karpov a disputé onze finales de championnat du monde d'échecs (une victoire par forfait en 1975 et dix matchs joués de 1978 à 1998), notamment contre Viktor Kortchnoï (en 1978 et 1981) et Garry Kasparov (en 1984, 1985, 1986, 1987 et 1990), et possède un des plus grands palmarès de l'histoire du jeu avec, en décembre 2012, plus de 170 premières places en tournoi. Il a remporté six olympiades d'échecs, trois championnats d'URSS et neuf « Oscars » du meilleur joueur de l'année (en 1973, 1974, 1975, 1976, 1977, 1979, 1980, 1981 et 1984).
Il est notamment réputé pour son style de jeu positionnel, ainsi que pour son traitement des positions simples (quand il reste peu de matériel en jeu, notamment en finale), domaine où la précision de son jeu s'exprime le mieux. Il est également un excellent défenseur.
En 2010, Anatoli Karpov s'est présenté sans succès à la présidence de la Fédération internationale des échecs (FIDE) contre Kirsan Ilioumjinov. Depuis décembre 2011, il est député à la Douma.
Il est également un éminent philatéliste.

## Synthèse de sa carrière échiquéenne

### Années de formation (1955 à 1964)
Né en mai 1951 et passant son enfance à Zlatooust, à l'ouest de Tcheliabinsk dans l'Oural, Anatoli (Tolia) Karpov apprend à jouer aux échecs à quatre ans avec son père, un ingénieur en chef dans la métallurgie. Il a une sœur, devenue métallurgiste.
À l'âge de sept ans, Karpov atteignait le niveau d'un joueur de troisième catégorie. À Zlatoust, au palais des sports de l'usine de métallurgie, il reçoit les conseils d'un joueur de première catégorie et lorsqu'il dépasse son premier maître, il a pour entraîneur Leonid Gratvol, qui fut aussi l'entraîneur de Leonid Svechnikov et d'autres grands maîtres du jeu d'échecs. Leur collaboration commence en 1961 alors que Karpov a neuf ans et durera trois ans et demi jusqu'en 1964.
Lorsque Anatoli Karpov venait voir Gratvol, qui habitait à Tcheliabinsk, il participait à de nombreuses compétitions. En 1961, il marque cinq points sur dix au championnat junior de la république soviétique de Russie (RSFSR) à Borovitchi. À 11 ans, il devient candidat à la maîtrise. À 12 ans, il est admis dans la prestigieuse école d'échecs de l'ancien champion du monde Mikhaïl Botvinnik à Moscou. Pendant ses vacances, en 1963 et 1964, il se rend à Moscou. Botvinnik aurait alors dit à son sujet : « Ce garçon ne comprend rien aux échecs et il n'y a pas de futur pour lui dans cette profession ». Mais l'enseignement du père des échecs soviétiques développa rapidement sa compréhension de la théorie.

### Champion d'Europe et champion du monde junior (1965 à 1969)

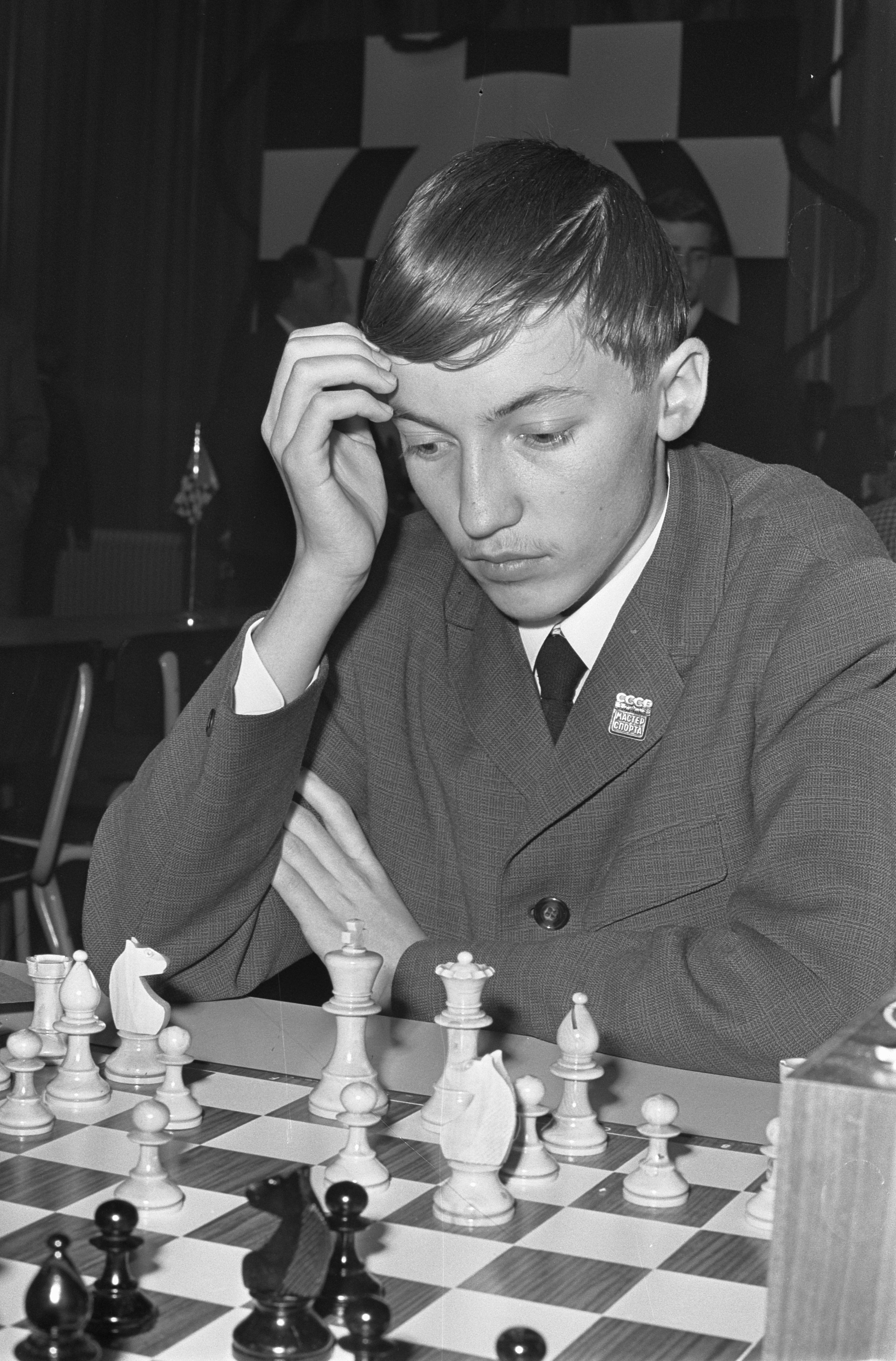
Anatoli Karpov en 1967.

En 1965, à l'âge de quatorze ans, Karpov déménage avec sa famille à Toula, à 180 km au sud de Moscou. À l'âge de quinze ans, en 1966, il remporte le tournoi de maîtres et candidats-maîtres de Léningrad et devient Maître des sports de l'URSS (1966). Il égale ainsi le record de précocité que Boris Spassky avait établi en 1952. Cependant, de 1964 à 1967, Karpov dispute quatre championnats d'URSS junior sans jamais dépasser la cinquième place. Il échoue à se qualifier pour la finale en 1967, ce qui devient sa deuxième déception dans sa carrière (auparavant il n'avait pas réussi à obtenir le grade de joueur de deuxième catégorie lors de sa première tentative).
Après une victoire lors du tournoi international de Třinec (+9 =4) en 1966-1967, Karpov remporte en 1967-1968 le championnat d'Europe junior de Groningue (+4 =3) et, en 1969, le championnat du monde junior à Stockholm avec dix points sur onze possibles en finale (+9 =2). Grâce à cette victoire, il obtient le titre de maître international, devenant « le plus jeune grand maître en activité sur la scène internationale ».
En 1968, il entre à l'université d'État de Moscou pour y étudier les mathématiques, puis demande son transfert vers l'université d'État de Léningrad d'où il sort avec un diplôme d'économie. La raison principale de ce déménagement était de se rapprocher de son entraîneur, Semion Fourman.

### Premiers succès dans les tournois internationaux (1970-1972)
En 1970, le classement de Karpov au tournoi international de Caracas (4e - 6e avec +8 -2 =7) lui fait obtenir le titre de grand maître international. En 1971, il remporte la demi-finale du 39e championnat d'URSS avec 13 points sur 17 (+9 =8), puis s'adjuge la quatrième place de la finale dudit championnat à Léningrad (+7 -2 =12), qui le qualifie pour l'un des deux tournois interzonaux.
Sa première grande sortie parmi l'élite internationale, lors du Mémorial Alekhine à Moscou en 1971, est couronnée de succès. Il partage la première place (+5 =12) ex æquo avec Leonid Stein, devançant Vassily Smyslov, Tigran Petrossian, Boris Spassky et Mikhaïl Tal, tous quatre ex-champions du monde. Trois semaines plus tard, il remporte, ex æquo avec Viktor Kortchnoï, le tournoi de Noël de Hastings (+8 -1 =6).
L'année 1972 fut surtout consacrée aux compétitions par équipes (Olympiade des Étudiants à Graz et Olympiade de Skopje). Il ne participe qu'au tournoi de San Antonio (Texas, États-Unis) où il termine 1er ex æquo avec Tigran Pétrossian et Lajos Portisch (+7 -1 =7).

### Vainqueur du cycle des candidats et champion du monde (1973-1975)

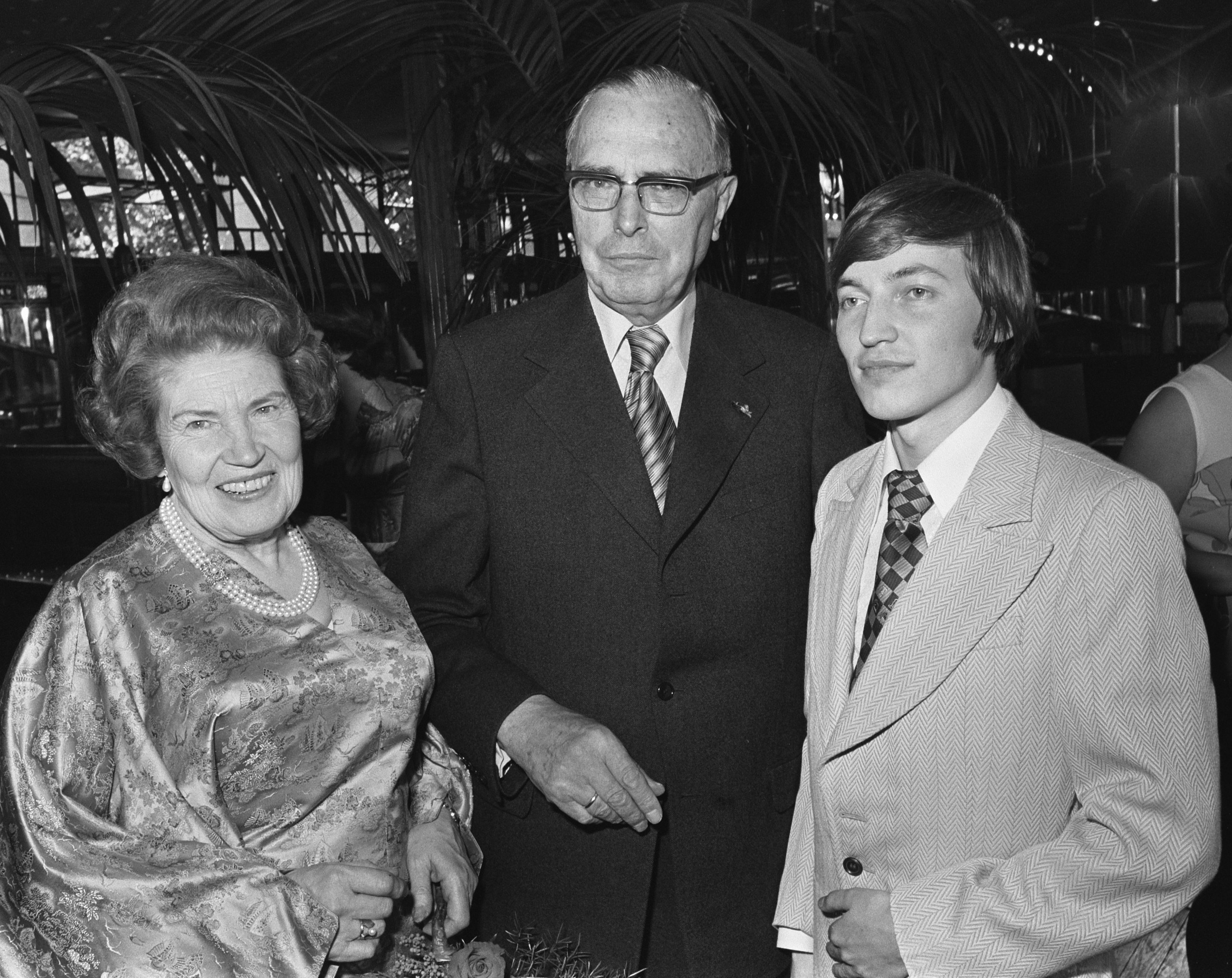
Anatoli Karpov rencontrant le président de la fédération internationale des échecs (FIDE) Max Euwe et sa femme en 1976.

L'année 1973 débute avec une deuxième place à Budapest (+4 =11), puis Karpov commence sa route vers les matches des candidats en remportant ex æquo avec Viktor Kortchnoï le tournoi interzonal de Léningrad (+10 =7). En octobre 1973, il finit 2e-6e, ex æquo avec Viktor Kortchnoï, Tigran Petrossian, Lev Polougaïevski et Guennadi Kouzmine, du 41e championnat d'URSS remporté par Boris Spassky, à Moscou. À la fin de l'année, il remporte le tournoi de Madrid (+7 =8) et reçoit son premier oscar des échecs (prix du meilleur joueur de l'année décerné par des journalistes).
Lors des matches des candidats, en 1974, il bat successivement Polougaïevski (+3 =5), Spassky (+4 -1 =6), puis Kortchnoï (+3 -2 =19) et devient, par défaut, champion du monde d'échecs en 1975 à la suite du forfait du tenant du titre, l'américain Bobby Fischer.

### Champion d'URSS (1976, 1983 et 1988)
En 1975, Anatoli Karpov était devenu champion du monde sans avoir auparavant remporté le championnat national. En 1976, il est le premier champion du monde en titre à disputer un championnat d'URSS, depuis la participation de Botvinnik en 1955. Il remporte son premier titre de champion d'URSS en 1976, puis à nouveau en 1983 et en 1988 (ex æquo avec Kasparov).
- 1970 : 5e-7e à Riga
- 1971 : 4e à Léningrad
- 1973 : 2e-6e à Moscou
- 1976 : champion d'URSS à Moscou
- 1983 : champion d'URSS à Moscou
- 1988 : champion d'URSS à Moscou (avec Kasparov)

### Victoires dans les tournois classiques internationaux

#### 1975 à 1985

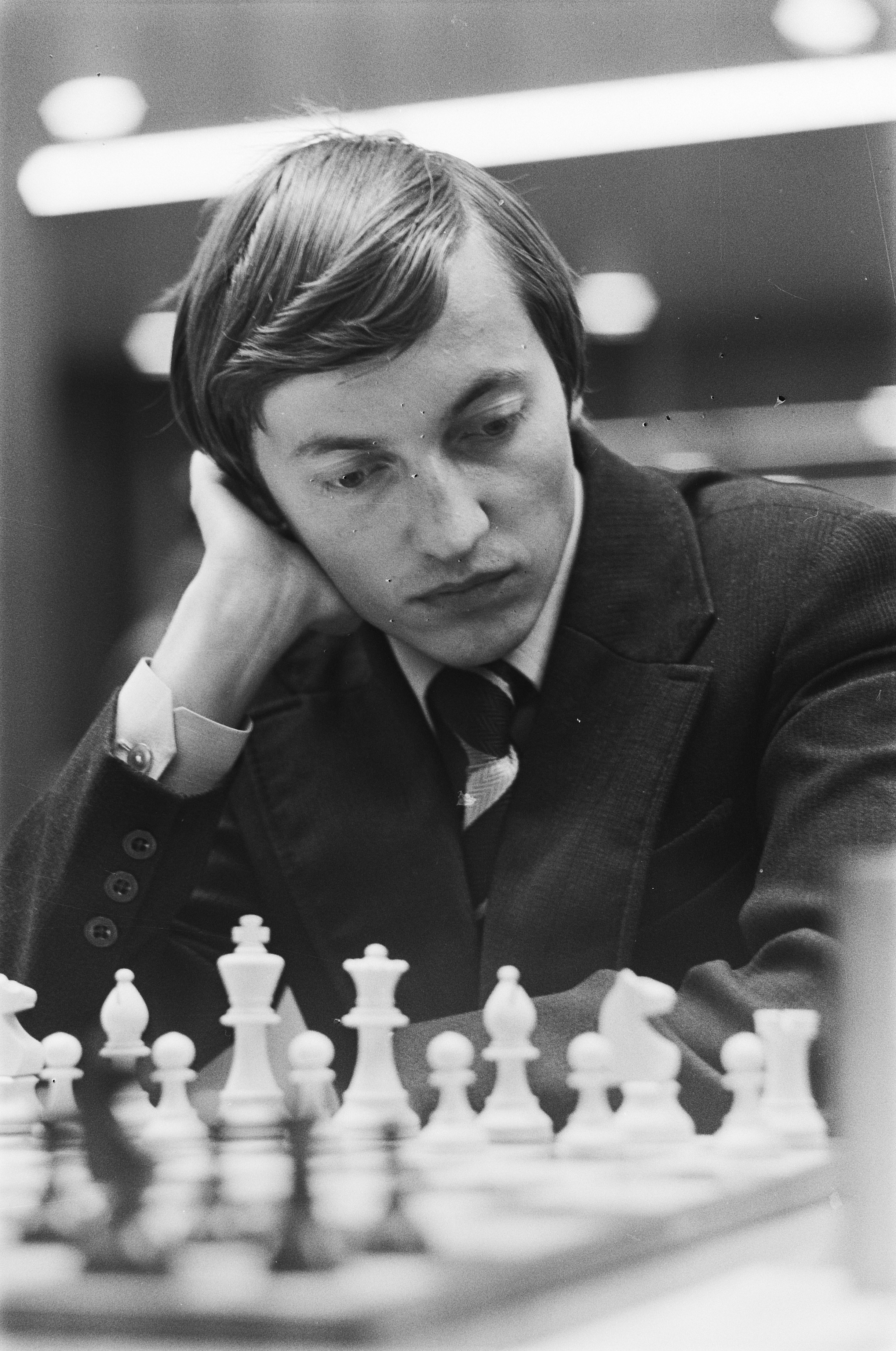
Anatoli Karpov en 1977.

En 1971, quatre ans après le tournoi de Trinec 1966-1967, Anatoli Karpov remporte son premier tournoi international important à Moscou : le mémorial Alekhine, En 1972, il gagne les tournois de Hastings (1971-1972) et San Antonio, puis, en 1973, celui de Madrid ainsi que le tournoi interzonal de Léningrad.
Karpov est le premier champion du monde depuis 1948 à conquérir son titre sans avoir pu livrer de match contre son prédécesseur. Sa victoire contre Fischer obtenue « sur le tapis vert » et les moqueries qui s'ensuivirent en Occident, où la presse le qualifiait de « champion de papier », amenèrent Karpov, dans le souci d'asseoir définitivement sa légitimité, à concourir dans les tournois où l'opposition était la plus forte. Il devint ainsi le champion en titre le plus actif de l'après-guerre.
De 1972 à 1985, rares furent les tournois où la victoire échappa à Karpov mais, dans la même période (de 1976 à 1984), il refusa, comme les autres joueurs soviétiques, de participer aux tournois où jouait le dissident et numéro deux mondial Viktor Kortchnoï. De 1975 à 1985, il ne concède la première place que dans sept tournois sur trente sept disputés : à Manille 1976 (2e), Leningrad 1977 (4e-5e), Buenos Aires 1980 (4e-5e), Amsterdam 1981 (2e-3e), Mar del Plata 1982 (4e-5e), Linares 1983 (2e-3e) et Bath 1983 (battu par Miles lors de la finale).
Durant cette période, outre deux championnats d'URSS et deux championnats du monde, Karpov remporte les tournois internationaux suivants :
- 1975 : vainqueur des tournois de Portorož-Ljubljana (mémorial Milan Vidmar) et de Milan,
- 1976 : vainqueur des tournois de Skopje, d'Amsterdam (jubilé Max Euwe) et de Montilla,
- 1977 : vainqueur des tournois de Bad Lauterberg, de Las Palmas, de Londres et de Tilburg
- 1978 : covainqueur avec Boris Spassky du tournoi de Bugojno
- 1979 : covainqueur du tournoi de Montréal (avec Mikhaïl Tal) et seul vainqueur des tournois de Waddinxveen et de Tilburg
- 1980 : vainqueur des tournois de Bad Kissingen, de Bugojno, d'Amsterdam (tournoi IBM) et de Tilburg
- 1981 : vainqueur du tournoi de Linares (1er au départage devant Larry Christiansen) et du tournoi du club central de Moscou (devant Kasparov)
- 1982 : covainqueur, avec Ulf Andersson, des tournois de Londres et de Turin, et seul vainqueur des tournois de Hambourg et de Tilburg
- 1983 : vainqueur des tournois de Hanovre et de Tilburg,
- 1984 : vainqueur des tournois d'Oslo et de Londres
- 1985 : vainqueur du tournoi d'Amsterdam (tournoi OHRA)

#### 1986 à 1996

Anatoli Karpov à Dortmund en 1993.

À partir de 1987, Karpov doit souvent laisser la première place dans les tournois à Garry Kasparov. Dans toute sa carrière, les seuls tournois où Karpov devança Kasparov sont les tournois de Moscou 1981 et de Linares 1994.
À partir de 1991, la nouvelle génération de joueurs (Vassili Ivantchouk, Boris Guelfand, Nigel Short, Viswanathan Anand, Gata Kamsky, Vladimir Kramnik, Michael Adams, etc.) le prive de nombreux premiers prix dans les tournois.
- 1986 : vainqueur des tournois de Bugojno et de Bruxelles (mars, SWIFT)
- 1987 : vainqueur du tournoi de Bilbao et covainqueur du tournoi d'Amsterdam (mémorial Max Euwe) avec Jan Timman
- 1988 : vainqueur des tournois de Wijk aan Zee, de Bruxelles (avril, Coupe du monde) et de Tilburg
- 1989 : covainqueur du tournoi de Skellefteå (coupe du monde, avec Kasparov)
- 1990 : vainqueur du tournoi de Bienne
- 1991 : vainqueur du tournoi de Reggio Emilia (janvier 1991) et covainqueur du tournoi de Reykjavik (avec Vassili Ivantchouk)
- 1992 : vainqueur des tournois de Madrid, de Bienne et de Baden-Baden
- 1993 : vainqueur des tournois de Dos Hermanas, de Dortmund, de Wijk Aan Zee (tournoi K.O.) et de Tilburg (tournoi K.O.)
- 1994 : vainqueur du tournoi de Linares (+9 -0 =4) : 11 / 13
- 1995 : vainqueur du tournoi de Groningue ; covainqueur du tournoi de Dos Hermanas (avec Michael Adams et Gata Kamsky)
- 1996 : covainqueur des tournois de Vienne (avec Boris Guelfand et Veselin Topalov) et de Bienne (avec Milov).

Après 1996, Karpov ne remporte qu'un seul tournoi individuel en cadence lente : le mémorial Najdorf de Buenos Aires en 2001, devant Viktor Kortchnoï, Teimour Radjabov, Nigel Short et Judit Polgár.

#### Bilan
Au total, Karpov a remporté :
- sept fois le tournoi d'échecs de Tilburg ;
- quatre fois le tournoi d'Amsterdam (tournois IBM, OHRA, jubilé Max Euwe et mémorial Max Euwe) ;
- trois fois le tournoi de Bugojno et le festival d'échecs de Bienne ;
- deux fois les tournois de Londres (Phillips and Drew), de Linares, de Bruxelles (tournoi SWIFT), de Wijk aan Zee et de Dos Hermanas ;
- une fois les tournois de Hastings, de Reggio Emilia et de Dortmund.

### Victoire au tournoi de Linares en 1994
En 1994, motivé par les critiques qui dévalorisaient son nouveau titre de champion du monde FIDE acquis en 1993 face à Jan Timman, Anatoli Karpov remporte le prestigieux tournoi de Linares qu'il n'avait jamais gagné seul et qui regroupe traditionnellement chaque année les meilleurs joueurs d'échecs au monde. Ce fut, avec le tournoi de Moscou en 1981, le seul tournoi où il devança Garry Kasparov. Il y établit au passage un record ; en effet, lors de ce tournoi auquel participaient entre autres Kasparov, Vladimir Kramnik et Viswanathan Anand, il ne perdit aucune partie et marqua 11 points sur 13 possibles (+9 -0 =4).
Sa performance Elo pour ce tournoi, qui laissait ses poursuivants Garry Kasparov et Alexeï Chirov à 2,5 points, équivalait à un classement Elo de 2 977. Le classement Elo maximum jamais atteint par Karpov lors de toute sa carrière fut celui 2 780 en juillet 1994 (actuellement, le classement Elo le plus élevé jamais enregistré est de 2 882 points en mai 2014 par l'actuel numéro 1 mondial, Magnus Carlsen).

### Championnats du monde
Anatoli Karpov a disputé onze finales de Championnat du monde : en 1975 (victoire par forfait), en 1978 et 1981 (victoires contre Viktor Kortchnoï), 1984-1985 (match annulé, contre Garry Kasparov), 1985 et 1986 (défaites contre Kasparov), 1987 (match nul contre Kasparov), 1990 (défaite contre Kasparov), 1993, 1996 et 1998 (victoires).

#### Matchs contre Kortchnoï (1978 et 1981)

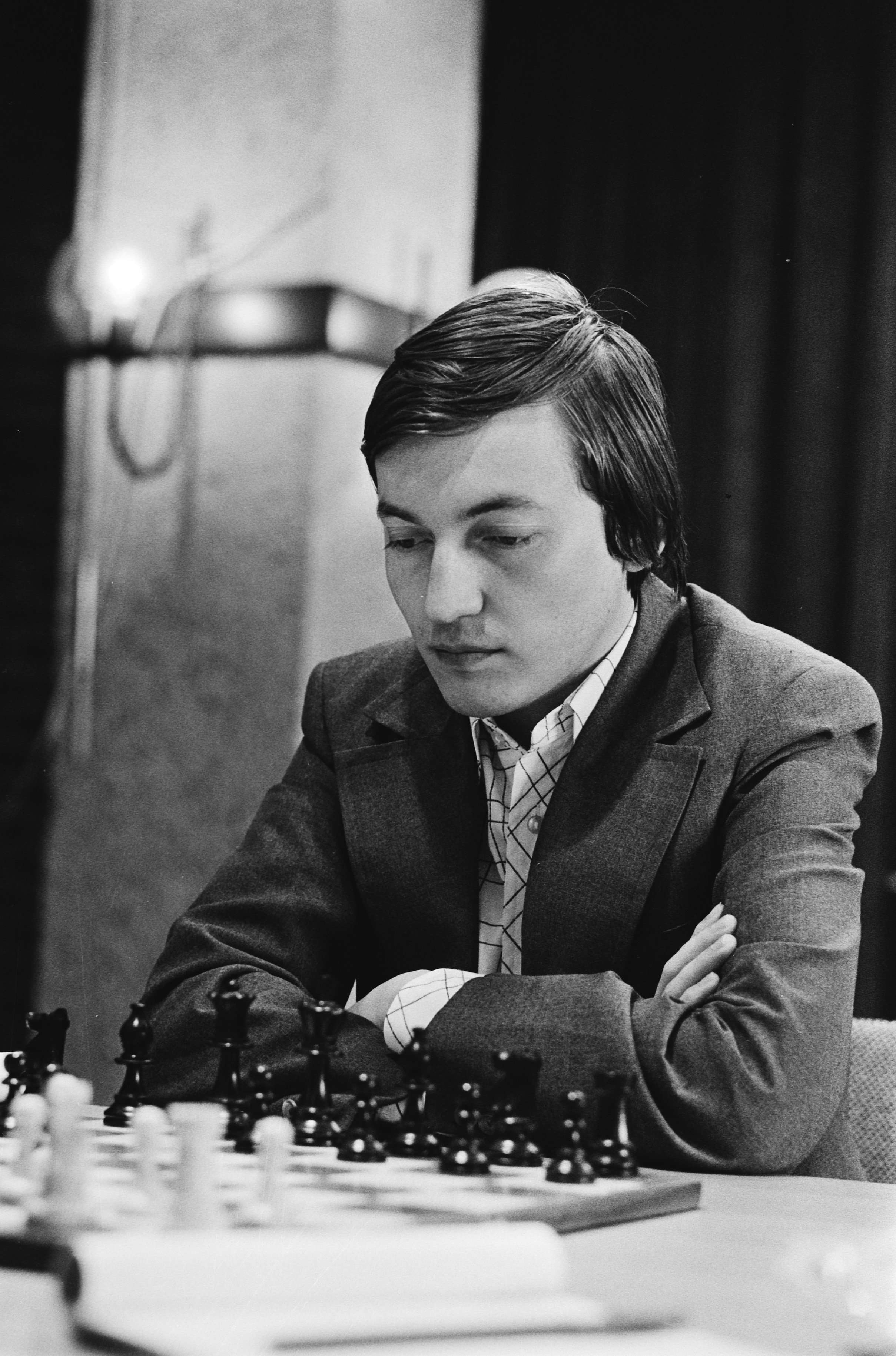
Anatoli Karpov en 1979.

En 1978, l'ami et entraîneur depuis 1968 d’Anatoli Karpov, Semion Fourman, meurt et, la même année, à Baguio (Philippines), il doit défendre son titre contre Viktor Kortchnoï qui avait fui l'URSS en 1976, devenu apatride et ayant perdu ses soutiens et secondants habituels. La Fédération soviétique des échecs faisait tout pour écarter le dissident du circuit professionnel.
Le match prit des allures de « guerre psychologique », car Karpov aurait utilisé les services d'un parapsychologue, le Dr Zoukhar ; mais deux yogis locaux vinrent en aide à Kortchnoï pour contrer l'influence de Zoukhar. Le dissident joua même avec des lunettes aux verres réfléchissants, censés renvoyer les ondes négatives de Zoukhar. Il protesta aussi, au début du match, contre l'apport, durant les parties, de yoghourts à Karpov où ses secondants auraient pu dissimuler des suggestions (suivant la couleur du yoghourt) sur la meilleure tactique à adopter. Le match dura trois mois (94 jours), marqué tant par les tentatives de déstabilisation psychologique des deux camps que par les parties elles-mêmes. Cette confrontation, qui se jouait en six parties gagnantes, fut remportée à la 32e partie par Karpov, sur le score de 6 victoires à 5 (+6 -5 =21).
Au cycle suivant, en 1981 à Mérano (Italie), Karpov affronta le même adversaire dans un match plus court. Kortchnoï, diminué par ses problèmes personnels et par un adversaire en pleine confiance, ne fut pas en mesure de l’inquiéter et Karpov conserva son titre « à la régulière » assez facilement en 18 parties, sur le score de 6 victoires à 2 (+6 -2 =10).

#### La perte du titre mondial (1984-1986)

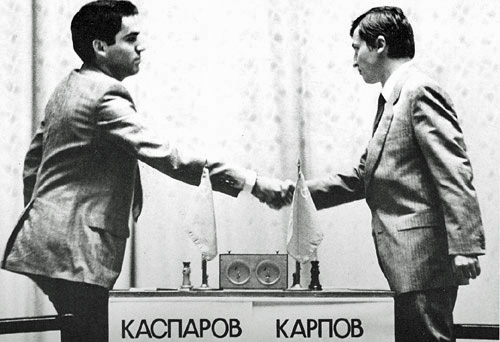
Garry Kasparov et Anatoli Karpov en 1985 lors du match-marathon du Championnat du monde débuté en 1984.

D'octobre 1984 à février 1985, à Moscou, Anatoli Karpov rencontra pour la première fois son challenger Garry Kasparov dans un match marathon pour le championnat du monde 1984. Comme précédemment, le titre revenait au joueur ayant obtenu six victoires, les parties nulles ne comptant pas.
Après 9 parties, Karpov menait 4 - 0, puis s'ensuivit une série de 17 parties nulles. Karpov gagna la 27e partie (5 - 0), puis Kasparov gagna la 31e partie (5 - 1). Mais, après une nouvelle série de 15 parties nulles, quand Kasparov remonta à 5 - 3, le match fut interrompu après la 48e partie, sans qu'un vainqueur fût désigné. On accusa le président de la Fédération internationale des échecs, Florencio Campomanes de protéger Karpov. Certains, comme Boris Spassky, surnomment alors ce dernier Karpomanès. En septembre – novembre 1985, le match fut rejoué en 24 parties ; Kasparov l'emporta : 13 à 11 (+5 –3 =16).
En 1986 eut lieu le match revanche, disputé à Londres et Léningrad, qui vit la victoire de Kasparov sur le score de 12,5 à 11,5 (+5 –4 =15).

#### Les tentatives de reconquête face à Kasparov (1987 et 1990)
Par la suite, Karpov tenta deux fois de récupérer la couronne :
En 1987, après qu'il eut écarté Andreï Sokolov de la course (+4 –0 =7), sa confrontation de Séville contre Kasparov se disputa en 24 parties et s'acheva sur une égalité 12 à 12 (+4 –4 =16) qui favorisait le tenant du titre (Kasparov égalisa dans la dernière partie, conservant son titre de justesse).
Durant le cycle des candidats suivant, en 1988-1989, il élimina successivement Jóhann Hjartarson (+2 –0 =3), Arthur Youssoupov (+2 –1 =5) et Jan Timman (+4 –0 =5) et se qualifia à nouveau pour la finale de 1990, disputée à New York et Lyon, qu'il perdit 11½ - 12½ (+3 –4 =17).
Au cours de leurs cinq matchs, Karpov disputa un total de 144 parties contre Kasparov avec un résultat de +19 –21 =104. Sur ces 144 parties, 23 ont correspondu à des débuts ouverts et 16 à des débuts semi-ouverts.

#### Champion du monde FIDE (1993)
En 1991-1993, après avoir battu Viswanathan Anand (+2 -1 =5), il perdit, en 1992, contre toute attente son match en demi-finale des candidats contre Nigel Short (+2 -4 =4), mais put récupérer le titre laissé vacant par Kasparov, en battant Jan Timman (+6 -2 =13), en 1993, car Garry Kasparov, qui s'était brouillé avec la FIDE, avait quitté la FIDE et créé un championnat du monde « parallèle » (PCA, Professional Chess Association) avec Nigel Short.

#### Matchs contre Kamsky et Anand (1996 et 1998)
Lors de deux finales, il réussit à défendre son titre : en 1996, après avoir écarté Boris Guelfand en demi-finale (+4 -1 =4), il battit en finale Gata Kamsky à Elista (Russie) (+6 -3 =9) ; et, en janvier 1998, à Lausanne, en disposant de Viswanathan Anand, visiblement épuisé par les matchs de sélection, après des parties de départage (+4 -2 =2).

#### Perte du titre de champion du monde FIDE (1999-2001)
Karpov conserva son titre jusqu'au tournoi de Las Vegas en 1999 qui vit l'instauration d'un nouveau système à élimination directe pour décerner le titre et non plus un match entre le champion et un candidat. Karpov poursuivit la FIDE devant le tribunal arbitral du sport de Lausanne car son titre lui était acquis pour deux ans, mais un accord à l'amiable fut finalement trouvé.
Il refusa cependant de participer à cette nouvelle formule et perdit son titre au profit du méconnu Aleksandr Khalifman.
En 2001, il fut rapidement éliminé au premier tour du championnat du monde FIDE à Moscou par le Chinois Zhang Pengxiang sur le score de 1 à 3 (=2, -2). La finale fut disputée en janvier 2002 et remportée par Ruslan Ponomariov.

## Activités depuis 2002
Après son échec lors du championnat du monde FIDE en 2001, Karpov s'est fait plus rare devant les échiquiers, disputant principalement des tournois à cadence rapide. Il a remporté, outre les éditions de 1996 et 1998, le tournoi de parties rapides du Cap d'Agde pour la troisième fois lors de son édition 2012. Il a battu Kasparov lors d'un match rapide en quatre parties disputé à New York en 2002. Ses dernières apparitions en tournoi ne lui apportèrent pas de grands succès et il termina en fin de classement au Championnat du monde de blitz de novembre 2007. Son activité échiquéenne est plus dirigée vers l'enseignement. Il a fondé de nombreuses écoles dans les pays de la CEI, mais aussi en Europe, aux États-Unis et en Amérique du Sud. Il était classé 17e joueur russe au classement FIDE d'avril 2008 avec un classement Elo de 2 655 points. À cette date, son classement international le situait à la 66e place mondiale. En 2008, les deux adversaires historiques Karpov et Kortchnoï, ont joué pour la même équipe Ioujniï Oural de Tchéliabinsk dans la première division du Championnat de Russie par équipes. En 2009, il a disputé un nouveau match rapide et blitz contre Kasparov à Valence où Kasparov a obtenu sa revanche de sa défaite en 2002.
Karpov avait fondé en 1999 une petite compagnie pétrolière nommée Petromir. Au début 2007, celle-ci annonça la découverte d'un énorme gisement de gaz naturel en Sibérie orientale, dans la région d'Irkoutsk, mais est accusée de fraude.
Le 1er mars 2010, Karpov a annoncé sa candidature à la présidence de la Fédération internationale des échecs.
En mai 2010, la fédération russe des échecs le nomme candidat à la présidence de la FIDE, aux dépens de Kirsan Ilioumjinov,. Ce même mois, Karpov obtient le soutien de Garry Kasparov et Magnus Carlsen pour sa campagne mais en septembre, Kirsan Ilioumjinov est réélu président de la FIDE, par 95 voix contre 55.

## Engagements politiques
À l'époque de l'Union soviétique, Anatoli Karpov était membre de la Commission des Affaires étrangères du Soviet Suprême et très engagé dans l'organisation des jeunesses communistes Komsomol.
Par ailleurs, Karpov fut à partir de 1982 et durant de nombreuses années Président de la Fondation soviétique pour la Paix qui fut créée dans les premières années de l'Union soviétique. Depuis la disparition de l'URSS, il conserve toujours cette fonction dans la structure russe analogue, l'Association Internationale des Fonds de la Paix (AIFP).
Depuis 2005, Karpov est membre de la « chambre des communes » ((ru)Общественная палата) comme représentant des associations russes. La « chambre des communes » est chargée de suivre la législation et les activités du parlement ainsi que des différents gouvernements qui composent la fédération de Russie.
Karpov a été élu député à la Douma, l'Assemblée nationale russe, en décembre 2011 et nommé à la vice-présidence de la commission des ressources naturelles de la chambre des députés début 2012.
Le 15 février 2022, Anatoli Karpov fait partie des 351 députés de la Douma à voter en faveur de la résolution no 58243-8 demandant au président Vladimir Poutine de reconnaître diplomatiquement les républiques populaires de Donetsk et de Lougansk. À ce titre, il est sanctionné par l'Union européenne le 23 février 2022 (soit le surlendemain de l'acceptation de la demande de la Douma). Depuis cette date, il ne peut plus voyager dans l'UE, en recevoir de l'argent et ses avoirs potentiels y sont gelés.

## Le philatéliste
Karpov est aussi un éminent philatéliste. Il est spécialiste de la Belgique, dont il aurait possédé la plus riche collection au monde. Elle fut dispersée le 8 décembre 2011 lors d'une vente aux enchères de la maison David Feldman à Genève qui rapporta la somme totale de 2 532 000 €[réf. nécessaire]. Il est aussi spécialiste de la Russie et de l'Union soviétique dont sa collection se situerait au troisième rang mondial. Il possède aussi une grande collection thématique sur les échecs. Son activité philatélique le place sur le plan mondial parmi les plus grands collectionneurs actuels[réf. souhaitée].

## Palmarès détaillé (individuel et par équipes)

### Nombre de victoires
Anatoli Karpov détient un des plus grands palmarès de l'histoire du jeu avec, en décembre 2012, plus de 170 premières places. Dans Mes 64 plus belles victoires, il avait écrit en 1994, p. 1 : « Au cours de ma vie échiquéenne déjà assez longue, j'ai disputé quelque deux cents tournois et matches (sans compter les rencontres par équipes, les tournois de parties rapides et semi-rapides) et j'en ai emporté plus d'une centaine. ». Karpov a intitulé un de ses livres 101 glorieuses victoires.
Dans My Great Predecessors V, Garry Kasparov écrit page 202 : « Karpov aime compter le nombre de premières places qu'il a remportées ou partagées dans divers tournois, y-compris les compétitions par équipes et même les compétitions les plus insignifiantes. Là, il a dépassé largement les cent et il se considère le détenteur du record — et ce pourrait être le cas (...). Mais si un décompte aussi scrupuleux devait être fait pour Kortchnoï — qui sait si ce dernier ne dépasserait pas son rival historique. ». En effet, le site www.chessdiagonals.ch compte plus de 220 victoires en tournoi classique ou rapide seul ou ex æquo, en compétition par équipes et en match, senior, et vétéran à l'actif de Viktor Kortchnoï.

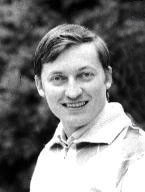
Anatoli Karpov dans les années 1980.

### Titres
- Maître ès sport de l'URSS en 1966
- Maître international en 1969 et maître émérite ès sport de l'URSS en 1974
- Grand maître de l'URSS et grand maître international depuis 1970
- Champion d'Europe junior 1967-1968
- Champion du monde junior 1969
- Champion du monde FIDE en 1975, 1978, 1981, 1993, 1996 et 1998
- Champion d'URSS en 1976, 1983 et 1988 (ex æquo avec Kasparov)
- Vainqueur (avec l'URSS) des Olympiades en 1972, 1974, 1980, 1982, 1986 et 1988
- Champion d'Europe par équipe (avec l'URSS) en 1973, 1977, 1980 et 1983
- Champion du monde par équipe (avec l'URSS) en 1985 et 1989
- Détenteur de l'Oscar du meilleur joueur de l'année à neuf reprises, en 1973, 1974, 1975, 1976, 1977, 1979, 1980, 1981 et 1984.

### Tournois et matchs classiques

#### Premières compétitions et premières parties publiées
En 1961, Karpov disputa le championnat de la ville de Zlatoust (+5 =3).
Sa première participation au championnat de la RSFSR des écoliers (juniors) date de juillet 1961 : il avait neuf ans et marqua cinq points sur dix, devançant quarante joueurs tous plus âgés que lui à Borovitchi. L'année suivante, en 1962, il affronta Viktor Kortchnoï lors d'une partie simultanée à Tcheliabinsk et fit partie nulle. La même année, il était encore le plus jeune joueur du championnat de la RSFSR des écoliers à Vladimir et marqua à nouveau la moitié des points (5 points sur 10).
Seulement trois parties de 1963, cinq parties de 1964 et cinq parties de 1965 disputées par Karpov, nous sont parvenues.
En 1964, Karpov déménagea à Toula (au sud de Moscou). Il rencontra Mikhaïl Botvinnik à Moscou (en 1964) et Boris Spassky à Vladimir (en 1965) lors de parties simultanées ; il fit match nul contre les champions. Il disputa à nouveau le championnat de RSFSR junior en 1964 à Vladimir mais son score est inconnu (Karpov a conservé quatre de ses victoires lors du tournoi),.
En 1965, Karpov disputa plusieurs compétitions nationales pour jeunes. Il joua neuf parties lors des spartakiades d'URSS junior à Kharkiv et obtint un premier prix (ex æquo) pour le meilleur résultat (7 / 9) au troisième échiquier. Il joua huit parties lors du championnat d'URSS junior où il était le plus jeune participant.
Une de ses parties, jouée à Toula lors du tournoi zonal des forces armées de 1965, fut publiée dans Chakhmatni Bulletin.
En 1966, l'Informateur des échecs publia sa première partie de Karpov : une nulle contre Igor Zaïtsev disputée à Léningrad en juin 1966 lors du tournoi candidats maîtres contre maîtres.

#### 1965–1970: champion du monde junior et grand maître international
| Année | Vainqueur ou ex æquo | Deuxième à sixième |
| ----- | --- | --- |
| 1965  | (Kharkov) Spartakiade d'URSS des jeunes (3e éch. de la RSFSR) (ex æquo avec Koudichevitch) : 7 / 9 | Championnat d'URSS junior (6e-7e) (Moscou, système suisse) : 4,5 / 8 |
| 1966  | Tournoi maîtres–candidats maîtres (Léningrad) : 10 / 15 (+5 =10) Match Scandinavie-URSS junior contre Einar Hatlelbakk (Stockholm, 6e échiquier) : 1,5–0,5 | Championnat d'URSS junior (5e-6e) (Moscou, système suisse) : 6 / 9 (+4 -1 =4)(Vladimir) Spartakiade d'URSS des jeunes (7e échiquier) : 6,5 / 8 (+5 =3) |
| 1967  | 1966-1967 : Třinec (tournoi de maïtres) : 11 / 13 (+9 =4) 1967-1968 : Championnat d'Europe junior (Groningue) : 10 / 14 (+6 =8) Demi-finale (2e-5e) : 4,5 / 7 (+2 =5) ; finale (+4 =3) | (Vladimir) Spartakiade de la RSFSR : 4,5 / 7 (+4 –2 =1) Demi-finale du championnat d'URSS junior, (5e)(Moscou) : 3,5 / 7 (+3 -3 =1, victoire de Grigorian)(Léningrad) Spartakiade d'URSS des jeunes (2e échiquier) : 7 / 9 (+5 =4)                                                     |
| 1968  | Match URSS-Yougoslavie contre Vujakovic (Sotchi, 2e éch. junior) : 3,5 / 4(Riga) Championnat d'URSS par équipes (6e échiquier) : 10 / 11 (+9 =2)1968-1969 : Championnat de l'université de Moscou : 10 / 13 (+7 =6) | Match URSS–Scandinavie junior contre Bo Jakobsen (Tallinn, 2e échiquier) : 0,5 – 1,5 |
| 1969  | Tournoi triangulaire de sélection pour le championnat du monde junior (Léningrad) : 7,5 / 12 (+5 -2 =5) ; matchs gagnés contre Vaganian : 3,5–2,5 (+2 –1 =3) et Shteinberg : 4–2 (+3 –1 =2)Match URSS–Yougoslavie junior contre Evrosimovski (Moscou, +2 –0 =2)Championnat du monde junior (Stockholm) : 14,5 / 17 (+12 =5) Demi-finale : 4,5 / 6 (+3 =3) ; finale : 10 / 11 (+9 =2)Championnat des forces armées par équipes (Léningrad) : 5,5 / 7 (+5 -1 =1) | (Stockholm) Championnat du monde blitz junior (2e après Adorjan) Match Hongrie-R.S.F.S.R. (3e) : 1 / 4 (+0 -2 =2) (Budapest, échiquier junior, match-tournoi avec Adorján et Ribli) |
| 1970  | Championnat des forces armées par équipes (demi-finale, Riga) : 4,5 / 6 (+3 =3) Championnat de la R.S.F.S. de Russie (Kouïbychev) (demi-finale du championnat d'URSS) : 12,5 / 17 (+8 =9) | Tournoi de Caracas (4e-6e) : 11,5 / 17 (+8 -2 =7) (victoire de Kavalek devant Panno et Stein)Championnat des forces armées par équipes finale (Léningrad) : 3,5 / 7 (+2 -2 =3)Championnat d'URSS (5e-7e) : 12 / 21 (+5 -2 =14) (Riga, victoire de Kortchnoï devant Toukmakov et Stein) |

#### 1971–1976: la conquête du championnat du monde
| Année | Seul vainqueur ou ex æquo | Deuxième à quatrième |
| ----- | --- | --- |
| 1971  | (Léningrad) Match contre Kortchnoï (entrainement) : 3–3 (+2 -2 =2)Daugavpils (demi-finale du championnat d'URSS) : 13 / 17 (+9 =8)Olympiade universitaire (Mayagüez) (3e échiquier) : 7,5 / 8 (+7 =1)Championnat d'URSS par équipes (Rostov, éch. junior) : 6,5 / 7Championnat de l'Université de Léningrad par équipes : 4 / 4Mémorial Alekhine (Moscou) : 11 / 17 (+5 =12) (ex æquo avec Stein)1971-1972 : Hastings : 11 / 15 (+8 -1 =6) (ex æquo avec Kortchnoï) | Tournoi de blitz de Moscou (4e-6e) : 9,5 / 15 (victoire de Petrossian devant Kortchnoï) Championnat de l'armée par équipes (4e-5e) (Léningrad) : 4 / 7 (+2 -1 =4) Championnat d'URSS (4e) : 13 / 21 (+7 -2 =12) (Léningrad, tournoi remporté par Savon) |
| 1972  | Moscou (tournoi blitz) : 24 / 32Olympiade universitaire (Graz) : 7 / 9 (+5 =4)Olympiade de Skopje (1re réserve) : 13 / 15 (+12 -1 =2)San Antonio : 10,5 / 15 (+7 -1 =7) (ex æquo avec Portisch et Petrossian) | Olympiade d'URSS (3e au 2e échiquier) (Moscou) : 5,5 / 9 (+4 -2 =3) |
| 1973  | Moscou (tournoi des sélections, 1er échiquier) : 3 / 4 (+2 =2)Léningrad (interzonal) : 13,5 / 17 (+10 =7) (ex æquo avec Kortchnoï)Championnat d'Europe par équipes (4e échiquier) (Bath) : 5 / 6 (+4 =2)Tournoi de Madrid : 11 / 15 (+7 =8) Oscar des échecs pour l'année 1973 | Budapest (2e derrière Geller) : 9,5 / 15 (+4 =11) Championnat d'URSS (2e-6e derrière Spassky) (Moscou) : 10,5 / 17 (+5 -1 =11) |
| 1974  | Tournoi des candidats : (Moscou) Match contre Polougaïevski : 5,5–2,5 (+3 –0 =5), (Léningrad) Demi-finale contre Spassky : 7–4 (+4 –1 =6) (Moscou) Finale contre Kortchnoï : 12,5–11,5 (+3 –2 =19)Olympiade de Nice (1er échiquier) : 12 / 14 (+10 =4) | |
| 1975  | Champion du monde (par forfait) Tournoi de Portorož et Ljubljana : 11 / 15 (+7 =8) Spartakiade d'URSS (Riga) : 5,5 / 7 (+4 =3) Milan (tournoi préliminaire et phase finale) : 12 / 21 (+4 -1 =16) (Milan) Demi-finale contre Petrossian : 2–2 (+0 –0 =4) ; (Milan) Finale contre Portisch : 3,5–2,5 (+1 –0 =5) | Tournoi préliminaire de Milan (2e-4e derrière Portisch) : 6,5 / 11 (+3 –1 =7) |
| 1976  | Skopje : 12,5 / 15 (+10 =5) Amsterdam (tournoi pour le 75e anniversaire de Euwe) : 4 / 6 (+2 =4)Montilla-Moriles : 7 / 9 (+5 =4)Championnat d'URSS (Moscou) : 12 / 17 (+8 -1 =8) | Coupe d'URSS par équipes (2e après Kortchnoï) (Tbilissi) : 4 / 6 (+2 =4) Manille (2e derrière Torre) : 3 / 6 (+1 –1 =4) |

#### 1977–1983: la défense du championnat du monde
En 1977, Karpov fut invaincu pendant les trois premières compétitions de l'année : Bad Lauterberg (+9 =6), Moscou (5-0) et Las Palmas (+12 =3). Il marqua 30,5 points sur 35 possibles (soit 87 %) et réalisa une série de 13 victoires consécutives. À la fin de l'année, son classement Elo fut de 2 725 points (classement de janvier 1978), un score qu'il ne dépassa qu'en janvier 1989.
Karpov obtint ses plus mauvaises performances lors de compétitions par équipes en 1980 : la coupe d'URSS (Rostov-sur-le-Don) : 3 / 7 (+0 –1 =6) et le championnat d'Europe par équipes à Skara : 2 / 5 (+0 –1 =4) où il perdit une partie célèbre contre Tony Miles.
| Année | Seul vainqueur ou covainqueur | Deuxième à quatrième |
| ----- | --- | --- |
| 1977  | Bad Lauterberg : 12 / 15 (+9 =6) Championnat d'Europe par équipes (Moscou) : 5 / 5Las Palmas : 13,5 / 15 (+12 =3)Tilbourg : 8 / 11 (+5 =6) Londres (TV) : 4,5 / 6 (+3 =3) | Léningrad, tournoi international (4e-5e) : 10 / 17 (+5 -2 =10) (victoire de Tal et Romanichine devant Smyslov et Vaganian)                                                                                         |
| 1978  | Bugojno : 10 / 15 (+6 -1 =8) (ex æquo avec Spassky)Championnat du monde contre Kortchnoï (Baguio) : 6-5 (+6 -5 =21)                                                       | |
| 1979  | Munich (tournoi interrompu) : 3,5 / 5 (+2 =3)Montréal : 12 / 18 (+7 –1 =10) (ex æquo avec Tal)Waddinxveen : 5 / 6 (+4 =2) Tilburg : 7,5 / 11 (+4 =7)                      | Moscou (spartakiade d'URSS) : 4,5 / 7 (+3 –1 =3) |
| 1980  | Bad Kissingen : 4,5 / 6 (+3 =3) Bugojno : 8 / 11 (+5 =6)Amsterdam (tournoi IBM) : 13 / 14 (+7 –1 =6) Tilburg : 7,5 / 11 (+5 –1 =5)                                        | Buenos Aires (4e-5e) : 7,5 / 13 (+4 –2 =7) (victoire de Larsen devant Timman, Ljubojevic et Andersson) Olympiade de Malte (4e) : 9 / 12 (+6 =6)                                                                    |
| 1981  | Moscou (tournoi international) : 9 / 13 (+5 =8)Linares : 8 / 11 (+5 =6) (ex æquo avec Christiansen)Championnat du monde contre Kortchnoï (Mérano) : 6-2 (+6 –2 =10)       | Moscou (tournoi quadrangulaire des sélections) : 3,5 / 6 (+1 =5) Amsterdam (2e-3e) : 7 / 11 (+4 –1 =6) (tournoi IBM, victoire de Timman devant Portisch)                                                           |
| 1982  | Londres : 8,5 / 13 (+5 –1 =7) (ex æquo avec Andersson) Turin : 7 / 12 (+3 –1 =8) (ex æquo avec Andersson) Hambourg : 7 / 10 (+5 –1 =4) Tilburg : 7,5 / 11 (+5 –1 =5)      | Mar del Plata (3e-5e) : 7,5 / 13 (+4 –2 =7) (victoire de Timman devant Portisch, Polougaïevski et Seirawan) Olympiade de Lucerne : 6,5 / 8 (+5 =3)                                                                 |
| 1983  | Championnat d'URSS (Moscou) : 9,5 / 15 (+5 -1 =9) Hanovre : 11 / 15 (+8 -1 =6) Tilburg : 7 / 11 (+3 =8)                                                                   | Linares (2e-3e) : 6 / 10 (+2 =8) (victoire de Spassky devant Andersson)Championnat d'Europe par équipes : 2,5 / 4 (+1 =3)Moscou (spartakiade d'URSS) : 3,5 / 5 (+2 =3)Bath (2e derrière Miles) : 5 / 7, (+4 -1 =2) |

#### 1984–1990: la lutte contre Kasparov
En 1986, à l'olympiade de Dubaï, au 2e échiquier, Karpov marqua 6 / 9 (+4 –1 =4) et termina douzième.
| Année | Vainqueur | Deuxième ou troisième |
| ----- | --- | --- |
| 1984  | Oslo : 6 / 9 (+3 =6) Londres (tournoi Phillips & Drew) : 9 / 13 (+6 -1 =6)Match URSS - Reste du monde (Londres) Match contre Andersson : 2,5-1,5 (+1 –0 =3) | Championnat du monde (septembre 1984-février 1985) : (Moscou) Match annulé contre Kasparov : 25–23 (+5 −3 =40) |
| 1985  | Amsterdam (tournoi OHRA) : 7 / 10 (+4 =6) | Championnat du monde (octobre-novembre 1985) (Moscou) Match contre Kasparov : 11 à 13 (+3 −5 =16) |
| 1986  | Bruxelles (tournoi SWIFT) : 9 / 11 (+7 =4) Bugojno : 8,5 / 14 (+4 −1 =9) Championnat d'Europe par équipes : 1,5 / 2 (+1 =1) | Open de Vienne (3e-9e après Kortchnoï et Beliavski) : 6 / 9 (+3 =6)Championnat du monde, match revanche contre Kasparov (Londres et Léningrad) : 11,5-12,5 (+4 −5 =15)Tournoi de Tilburg (3e) : 7,5 / 14 (+2 −1 =11) (tournoi remporté par Beliavski devant Ljubojevic)          |
| 1987  | Finale des candidats (Linares) Match contre Andreï Sokolov : 7,5-3,5 (+4 −0 =7)Amsterdam (mémorial Max Euwe) : 4 / 6 (+2 =4) (ex æquo avec Timman)Bilbao : 7 / 9 (+5 =4) | Bruxelles (tournoi SWIFT, 3e) : 7 / 11 (+3 =8) (tournoi remporté par Kasparov et Ljubojevic : 8,5 / 11) Championnat du monde (Séville) Match contre Kasparov : 12-12 (+4 −4 =16)                                                                                                 |
| 1988  | Tournoi de Wijk aan Zee : 9 / 13 (+6 −1 =6)Bruxelles (SWIFT, coupe du monde GMA) : 11 / 16 (+7 −1 =8)Championnat d'URSS (Moscou) : 11,5 / 17 (+6 =11) (ex æquo avec Kasparov)Tournoi de Tilburg : 10,5 / 14 (+7 =7) Olympiade de Thessalonique (2e échiquier) : 8 / 10 (+6 =4)                                                                                    | Amsterdam (mémorial Max Euwe, 2e-3e) : 3,5 / 6 (+2 −1 =3) (tournoi remporté par Short devant Ljubojevic) Amsterdam (Optiebeurs, 2e après Kasparov) : 6,5 / 12 (+3 −2 =7) Belfort (GMA, 2e après Kasparov) : 10,5 / 15 (+7 −1 =7)                                                 |
| 1989  | (Marostica) Match contre Andersson : 2,5–1,5 (+1 −0 =3)Skellefteå (GMA) : 9,5 / 15 (+4 =11) (ex æquo avec Kasparov) 1989-1990 : Tournoi des candidats : (Seattle) Match contre Hjartarsson : 3,5-1,5 (+2 −0 =3) (Londres) Demi-finale contre Youssoupov : 4,5-3,5 (+2 −1 =5) (Kuala Lumpur) Finale contre Timman : 6,5 - 2,5 (+4 −0 =5) Bienne : 9,5 / 14 (+5 =9) | Tournoi de Linares (2e derrière Ivantchouk) : 7 / 11 (+4 −1 =6) Rotterdam (GMA, 2e après Timman) : 9,5 / 15 (+7 −3 =5)Championnat du monde par équipes (Lucerne) : 3 / 4 (+2 =2)1989-1990 : Reggio Emilia (3e) : 6 / 10 (+2 =8) (tournoi remporté par Ehlvest devant Ivantchouk) |
| 1990  | (Marostica) Match contre Andersson : 2,5–1,5 (+1 −0 =3)Skellefteå (GMA) : 9,5 / 15 (+4 =11) (ex æquo avec Kasparov) 1989-1990 : Tournoi des candidats : (Seattle) Match contre Hjartarsson : 3,5-1,5 (+2 −0 =3) (Londres) Demi-finale contre Youssoupov : 4,5-3,5 (+2 −1 =5) (Kuala Lumpur) Finale contre Timman : 6,5 - 2,5 (+4 −0 =5) Bienne : 9,5 / 14 (+5 =9) | Haninge (2e-3e) : 7,5 / 11 (+5 −1 =5) (tournoi remporté par Seirawan devant Ehlvest)Championnat du monde (New York - Lyon) Match contre Kasparov : 11,5 -12,5 (+3 −4 =17) |

#### 1991–1996: champion FIDE et vainqueur du tournoi de Linares
Au début 1991, à Linares, pour la première fois depuis 1982, un joueur (Ivantchouk) devança Kasparov (deuxième) et battit dans le même tournoi Karpov et Kasparov. Dans le tournoi de Linares, Karpov ne marqua que la moitié des points (6,5 points sur 13, +4 –4 =5) et termina 7e-8e. Peu de temps après, Karpov et Kasparov étaient relégués à la troisième place dans le tournoi d'Amsterdam (mémorial Max Euwe) remporté par Short et Salov. À la fin de l'année, Anand et 
Guelfand devancèrent Karpov et Kasparov au tournoi de Reggio-Emilia.
En 1992, Karpov perdit un match des candidats contre Nigel Short.
| Année | Vainqueur ou ex æquo | Deuxième à septième |
| ----- | --- | --- |
| 1991  | Reggio Emilia : 7,5 / 12 (+3 =9) (Gjøvik) Match contre Agdestein : 2–2 (+1 –1 =2) Quart de finale des candidats (Bruxelles) Match contre Anand : 4,5–3,5 (+2 –1 =5) Reykjavik : 10,5 / 15 (+7 -1 =7) (coupe du monde GMA, ex æquo avec Ivantchouk)                                             | Linares (7e-8e) : 6,5 / 13 (+4 –4 =5) (victoire de Ivantchouk devant Kasparov, Beliavski, Youssoupov et Salov) Amsterdam (3e-4e) : 5,5 / 9 (+2 =7) (mémorial Max Euwe remporté par Short et Salov devant Kasparov)Tilburg (4e) : 7,5 / 14 (+4 -3 =7) (tournoi remporté par Kasparov devant Short et Anand)1991-1992 : Reggio Emilia (4e) : 5 / 9 (+2 -1 =6) (victoire de Anand devant Guelfand et Kasparov)                                                           |
| 1992  | Madrid : 7,5 / 9 (+6 =3) Bienne : 10,5 / 14 (+8 -1 =5) Baden-Baden : 9,5 / 11 (+8 =3) | Linares (4e) : 7,5 / 13 (+5 -3 =5) (victoire de Kasparov devant Timman)Tournoi des candidats (Linares) Demi-finale des candidats contre Short : 4–6 (+2 –4 =4)Tilburg (tournoi k.o., éliminé au 1er tour par Tchernine) : 1 / 2 (+0 –0 =2) (éliminé au départage rapide, finale remportée par Adams)Moscou (mémorial Alekhine) (4e-6e) : 3,5 / 7 (+2 –2 =3) (victoire de Anand et Guelfand devant Kamsky, Youssoupov et Salov)                                        |
| 1993  | Wijk Aan Zee (tournoi k.o.) : 9 / 14 (+6 –2 =6) 6,5 / 10 en parties classiques (+4 –1 =5)Tournoi de Dortmund : 5,5 / 7 (+5 -1 =1)Dos Hermanas : 7,5 / 9 (+6 =3)Championnat du monde FIDE contre Timman (Pays-Bas et Djakarta) : 12,5–8,5 (+6 –2 =13) Tilburg (tournoi k.o.) : 7,5 / 12 (+3 =9) | Linares (2e-3e) : 8,5 / 13 (+6 -2 =5) (tournoi remporté par Kasparov devant Anand) León (3e-5e) : 5,5 / 9 (+2 =7) (victoire de Youdassine devant Vyjmanavine, Léko et Topalov) |
| 1994  | (Las Palmas) Match contre Morovic Fernandez : 5–1 (+4 –0 =2) Tournoi de Linares : 11 / 13 (+9 =4) (San Nicolas) Match contre Cámpora : 1,5–0,5(Buenos Aires) Match contre Spangenberg (+3 –1 =0) (Ubeda) Match contre Lautier : 4–2 (+2 –0 =4)                                                 | Dos Hermanas (2e derrière Guelfand) : 6 / 9 (+4 -1 =4)Las Palmas (2e derrière Kamsky) : 6 / 9 (+4 -1 =4)Dortmund (4e-7e) : 4,5 / 9 (+2 -2 =5) (victoire de Piket devant Adams, Epichine, Youssoupov, Dreïev et Kortchnoï)Tilburg (tournoi k.o.) : 7,5 / 10 (demi-finaliste, éliminé par Bareïev) (finale remportée par Salov contre Bareïev)Buenos Aires (5e-6e) : 6,5 / 14 (+2 –3 =9) (tournoi thématique) (victoire de Salov devant Anand, J. Polgar et Ivantchouk) |
| 1995  | Tournoi des candidats (Sanghi Nagar (en)) Match contre Guelfand : 6–3 (+4 -1 =4)Dos Hermanas (1er-3e) : 5,5 / 9 (+3 -1 =5) (ex æquo avec Kamsky et Adams)Groningue : 7,5 / 11 (+4 =7) | Linares (2e derrière Ivantchouk) : 9 / 13 (+5 =8) Dortmund (2e derrière Kramnik) : 6,5 / 9 (+4 =5) |
| 1996  | (Podgorica) Match contre Ivanovic : 3–1 (+2 –0 =2) Championnat du monde FIDE (Elista) Match contre Kamsky : 10,5–7,5 (+6 -3 =9)Bienne : 7,5 / 11 (+4 =7) (ex æquo avec Milov)Vienne (1er-3e) : 5,5 / 9 (+3 -1 =5) (ex æquo avec Topalov et Guelfand)                                           | Belgrade (3e-4e) : 2,5 / 5 (+1 -1 =3) (victoire de Bareïev devant Salov et Leko) Tilburg (6e-7e) : 5,5 / 11 (+2 -2 =7) (victoire de Guelfand et Piket devant Chirov, Van Wely, Leko et Adams) Las Palmas (5e-6e) : 4 / 10 (+0 -2 =8) (victoire de Kasparov devant Anand, Kramnik, Topalov et Ivantchouk) |

#### 1997–2010: derniers championnats du monde FIDE

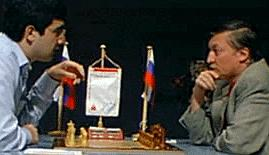
Karpov (à droite) face à Kramnik à Dortmund en 1999.

Le mémorial Najdorf de Buenos Aires 2001 est le dernier tournoi à cadence lente que Karpov remporta dans sa carrière. Après ce tournoi, Karpov ne remporta que des matchs. En 2003, il termina 11e-12e du tournoi de Wijk aan Zee (remporté par Anand) et dernier du tournoi Essent (remporté par Judit Polgár). En 2004, il se retira de la finale du championnat de Russie. En 2007, il termina dernier de la ligue des champions d'échecs (remportée par Topalov) et en 2009, dernier du tournoi de Saint-Sébastien en Espagne. En 2010, Karpov présenta sa candidature à la présidence de la FIDE.
| Année | Vainqueur ou ex æquo | Deuxième à onzième |
| ----- | --- | --- |
| 1997  | (Jakarta) Match contre Adianto : 2–2 0,5–1,5 en parties lentes puis 1,5–0,5 en rapides | Dos Hermanas (3e-5e) : 5 / 9 (+2 -1 =6) (victoire de Kramnik et Anand)Tournoi d'échecs de Dortmund (6e-8e) : 4 / 9 (+1 -2 =6) (victoire de Kramnik devant Anand, Topalov, Ivantchouk et J. Polgar)Festival d'échecs de Bienne (2e derrière Anand) : 7 / 10 (+5 -1 =4) |
| 1998  | Championnat du monde FIDE contre Anand (Lausanne) : 3 – 3 (+2 –2 =2), puis 2 – 0 (rapide) | Wijk Aan Zee (6e-10e) : 6,5 / 13 (+2 -2 =9) (victoire de Anand et Kramnik)Polanica-Zdrój (mémorial Rubinstein) (7e-8e) : 4 / 9 (+1 -2 =6) (victoire de Guelfand devant Chirov, Leko, Krasenkow, Roublevski et Ivantchouk)                                             |
| 1999  | (Monaco) Match contre Piket : 4–4 (+0 -0 =8) | Dos Hermanas (5e-6e) : 4,5 / 9 (+1 -1 =7) (victoire de Adams devant Kramnik)Dortmund (3e-5e) : 4 / 7 (+1 =6) (victoire de Leko devant Kramnik, Adams et Anand)VAM Hoogeveen (3e) : 3 / 6 (+1 –1 =4) (victoire de J. Polgar et Timman)                                 |
| 2000  | (Cannes) Match contre Bacrot : 3–3 1–1 (+0 –0 =2) puis 0–2 en rapide et 2–0 en blitz(Canton) Match contre Xie Jun : 4–2 2,5–1,5 (+1 –0 =3) puis 1,5-0,5 en rapide(Shenyang) Match contre Ye Jiangchuan : 3–1 1–1 (+0 -0 =2) puis 2–0 en rapide | Bali (2e-3e) : 6 / 9 (+3 =6) (tournoi JAPFA remporté par J. Polgar devant Khalifman) Buenos Aires (4e) : 5,5 / 9 (+3 -1 =5) (mémorial Najdorf remporté par J. Polgar et Bologane)                                                                                     |
| 2001  | (Kalouga) Match contre Dreïev : 1–1 (=2) (match par équipe Europe-Tatarstan) Buenos Aires (mémorial Najdorf) : 6,5 / 9 (+4 =5) | Linares (2e-6e derrière Kasparov) : 4,5 / 10 (+1 -2 =7)Championnat du monde FIDE (Moscou) 1er tour : match contre Zhang Pengxiang : +0 –0 =2 (éliminé au départage) (victoire de Ponomariov en finale contre Ivantchouk)                                              |
| 2002  | | Cannes (3e-7e) : 4,5 / 9 (+2 -2 =5) (tournoi de maîtres du NAO remporté par Guelfand et Topalov) |
| 2003  | | Tournoi de Wijk aan Zee (11e-12e) : 6 / 13 (+2 –3 =8) (victoire de Anand) Essent Hoogeveen (4e et dernier) : 2 / 6 (+0 –2 =4) (tournoi remporté par J. Polgar devant I. Sokolov et Aronian)                                                                           |
| 2004  | | (Astana) Match contre Sadvakassov : 1,5–2,5 (+0 –1 =3) (2-2 en parties rapides) |
| 2005  | (Bucarest) Match contre Istratescu : 6–2 2,5–1,5 (+2 –1 =1) puis 3,5–0,5 en parties rapides(Prague) Match contre Navara : 1–1 (+0 –0 =2) | |
| 2007  | | Valjevo (3e) : 5,5 / 9 (+3 –1 =5) (tournoi Gorenje, victoire de Roiz et Atalik)Vitoria-Gasteiz (6e et dernier) : 3 / 10 (+0 –4 =6) (« Ligue des champions ») (victoire de Topalov devant Ponomariov, Nisipeanu, J. Polgar et Qosimjonov)                              |
| 2008  | | Marianske Lazne (2e derrière Hort) : 5,5 / 8 (+4 –1 =3) (match par équipe Jeunesse contre Expérience) |
| 2009  | (Teheran) Match contre Maghami : 4–4 2–2 (+1 –1 =2) puis 2-2 en parties rapides (Karpov gagna 6,5-0,5 en blitz) | Donostia Saint-Sébastien (10e et dernier) : 1,5 / 9 (+0 –6 =3) (victoire de Nakamura devant Ponomariov, Svidler, Qosimjonov et Vallejo Pons) |
| 2010  | (Sanya) Match contre Hou Yifan : 1,5–0,5 | |

### Compétitions blitz et rapides

#### Championnats du monde de blitz et de parties rapides
- 1988 :
  - Championnat du monde de blitz de Saint-Jean au Canada : éliminé au deuxième tour par Aleksandr Tchernine (victoire de Mikhaïl Tal)
  - Mazatlán (décembre) : champion du monde Active Chess : tournoi rapide (30 min pour toute la partie), système suisse (9 / 13) puis k.o. (+8 -2 =12, 5-5 en finale)
- 2003 : championnat du monde de parties rapides du Cap-d'Agde : éliminé lors du tournoi préliminaire
- 2007 : 18e du championnat du monde de blitz à Moscou (mémorial Tal, vingt joueurs).
- 2008 : douzième sur dix-huit joueurs du tournoi de blitz du mémorial Tal à Moscou.
- 2009 : seizième (sur 22 joueurs) du championnat du monde de blitz 2009 (avec 19 points sur 42)

#### Tournois Amber  à Roquebrune et Monaco (rapide et à l'aveugle)
- 1992 : Melody Amber rapide à Roquebrune : 3e-5e (victoire de Ivantchouk)
- 1993 : covainqueur du tournoi à l'aveugle (ex æquo avec Anand) et neuvième du tournoi rapide ; troisième du classement combiné
- 1994 : 9e-10e du tournoi rapide et sixième du tournoi à l'aveugle
- 1995 : vainqueur du tournoi rapide (25 min) : 10 / 11 (+9 =2) et du classement combiné (aveugle et rapide) ; sixième du tournoi à l'aveugle  6 / 11 (+4 –3 =4)
- 1996 : neuvième du tournoi rapide et quatrième du tournoi à l'aveugle[77]
- 1997 : quatrième du tournoi rapide et du tournoi à l'aveugle
- 1998 : troisième du tournoi rapide et huitième du tournoi à l'aveugle
- 1999 : sixième du tournoi rapide et du tournoi à l'aveugle
- 2000 : huitième du tournoi rapide et du tournoi à l'aveugle
- 2001 : 5e-6e du tournoi rapide et 10e-11e du tournoi à l'aveugle

#### Rencontres du Cap-d'Agde (rapide et blitz)

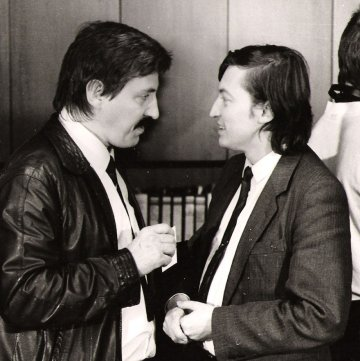
Dagobert Kohlmeyer et Anatoli Karpov à Berlin en 1988.

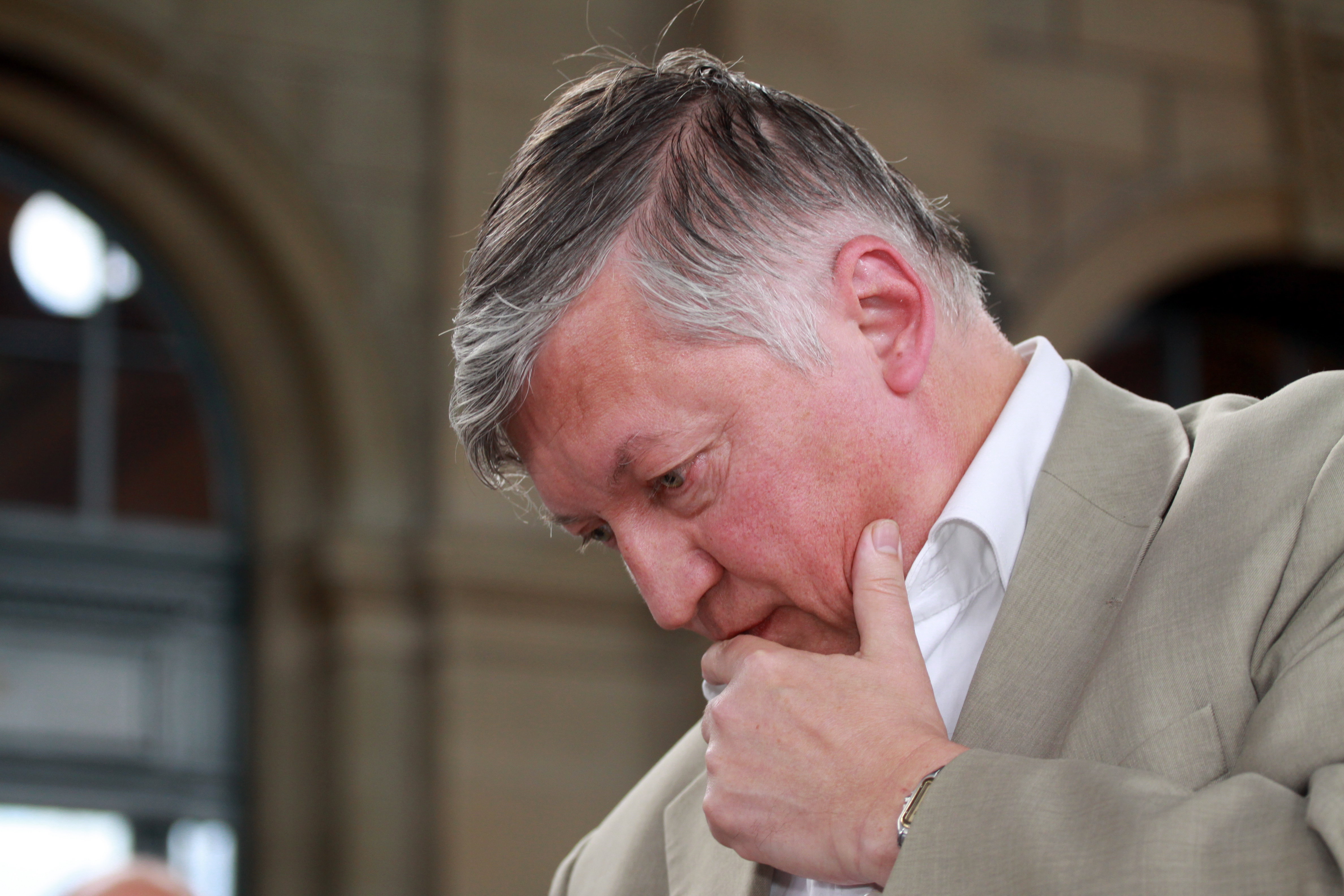
Anatoli Karpov lors d'une simultanée à Zurich en 2009.

Anatoli Karpov a participé à toutes les éditions des « rencontres nationales et internationales du Cap d'Agde » depuis 1994 jusqu'en 2017. En 2012, le tournoi principal, le trophée CCAS, a été rebaptisé « trophée Anatoli Karpov ».
1. 1994 : vainqueur du match contre Guelfand après départages en blitz (Guelfand avait remporté le tournoi préliminaire et Karpov était qualifié directement pour la finale)
2. 1996 (« championnat d'Europe de parties rapides ») : vainqueur de la finale contre Loek van Wely après départages
3. 1998 : vainqueur du tournoi préliminaire (groupe A, 5 / 7) ; vainqueur de la finale contre Guelfand (après départages en blitz)
4. 2000 : vainqueur du tournoi préliminaire (groupe A, 5 / 7) ; battu en finale par Mikhaïl Gourevitch.
5. 2002 : battu en finale par Guelfand
6. 2003 (« Championnat du monde d'échecs de parties rapides ») : dernier de son groupe (1,5 / 7)
7. 2006 : sixième du groupe B (3,5 / 7) (tournoi groupe B remporté par Volokitine devant Carlsen)
8. 2008 :  éliminé en demi-finale par Nakamura : 1-1, puis 0-2 en blitz
9. 2010 : sixième du groupe A avec 2,5 points sur 7
10. 2012 : vainqueur du tournoi préliminaire : 11,5 / 14 (ex æquo avec Ivantchouk) ; vainqueur de la finale contre Ivantchouk (+3 –2 =1)
11. 2013 : battu en finale par Bacrot après départages en blitz
12. 2014 : match de l'amitié France-Russie (blitz et rapide) : bat Romain Édouard (2-0 en blitz et 1,5-0,5 en parties rapides) et Marie Sebag (1,5-0,5 en blitz et 2-0 en parties rapides)[78]
13. 2015 : battu en finale par Fressinet après départages en blitz
14. 2016 : deuxième du tournoi préliminaire, éliminé en demi-finale par Édouard[79] : 0-2
15. 2017 : match défi contre Anatoli Vaïsser (1-1 en parties semi-rapides (50 min + 10 s par coup), 2,5-1,5 en parties rapides (25 min + 10 s par coup) et 2,5-3,5 en parties de blitz)[80]
16. 2018 : absent des tournois, pas de trophée Karpov organisé

#### Matchs rapides et blitz
Années 1980 et 1990
- 1989 (Belgrade) Match contre Ljubojevic (parties rapides, 20 min) : 3,5 - 2,5 (+2 –1 =3)[81].
- 1995
  - (Enköping) Match rapide contre Andersson (+1 –1 =0)
  - (Varna) Match rapide contre Topalov : 3 - 3  (+2 –2 =2)
- 1996
  - (La Haye) Match exhibition contre Fritz : 1,5-0,5
  - (Nussloch) Match exhibition rapide contre Lobron : 2-0
- 1997
  - (Athènes) Match rapide contre Kotronias : 1,5-2,5 (+1 –2 =1)
  - (Walldorf) Match exhibition rapide contre Lobron : 2-0
  - (Jakarta) Match contre Adianto : 1,5–0,5 (rapide)
- 1998
  - (Lausanne) Mini-match de départage en parties rapides en finale du championnat du monde FIDE contre Anand (2-0)
  - (Budapest) Match rapide perdu contre J. Polgar : 3 - 5 (+0 –2 =6)
- 1999 : (León) Match rapide, avec ordinateur, contre Anand : 1-5

Années 2000
- 2000
  - (Cannes) Match contre Bacrot :  0–2 (rapide) et 2–0 (blitz)
  - (Canton) Match contre Xie Jun : 1,5-0,5 (rapide)
  - (Shenyang) Match contre Ye Jiangchuan : 2–0 (rapide)
- 2001 :
  - (Moscou) Premier tour du championnat du monde FIDE, match de départage rapide perdu contre Zhang Pengxiang (0-2)
  - (Réthymnon) Match contre María Kouvátsou : 1-1 (rapide)
- 2002
  - (Cologne) Match télévisé WDR perdu contre Hübner : 1-2 : 1-1 en parties rapides et 0-1 en départage blitz
  - (New York) Match contre Kasparov (rapide) : +2 -1 =1
- 2003 (Varsovie) Match contre Macieja[82] (rapide) : +4 -2 =2
- 2004
  - (Lindsborg) Match contre Susan Polgar : rapide (+1 =1), aléatoire Fischer (1-1) et blitz (0,5-1,5)
  - (Astana) Match contre Sadvakassov : 2-2 en parties rapides
- 2005 (Bucarest) Match contre Istratescu : 3,5-0,5 (rapide)
- 2006
  - (Novi Sad) Match rapide contre Portisch : 2,5-1,5 (+1 =3)[83]
  - (Porto-Vecchio) Match contre Spassky perdu : 0,5–1,5
  - (Miskolc) Match perdu contre Leko (rapide) : 3,5 - 4,5 (–1 =7)
  - (Guarulhos) Match rapide contre Vescovi[84] (+2 –1 =1)
- 2009
  - (Teheran) Match contre Ehsan Ghaem Maghami : 10,5–9,5 (+1 -1 =2, classique), (+2 -2, rapide) et (6,5 - 5,5, blitz)
  - (Valence) Match contre Kasparov : 3–9 (+1 -3, rapide) et (2 à 6, blitz)
  - (Bastia et Ajaccio, circuit corse) Match rapide contre Anand : 0,5-3,5

Années 2010
- 2010
  - (Sanya) Match contre Hou Yifan : 3,5–2,5 : 1,5–0,5 (classique) et +0 –0 =4 (rapide)
  - (Niš) Match rapide contre Mijkovic : 3,5–0,5
- 2011 (Train Madrid-Valence) Match en blitz contre Anand : égalité : 1-1 (=2)
- 2012 (Saint-Louis) Match contre Seirawan : 9–7 (+0-0=2 classique), (+0-0=2 rapide) et (+6 –4 =2 en blitz)
- 2013 (Groningue) Match semi-rapide (40 min + 30 s par coup) contre Timman[85] : 2,5-1,5 (+1 =3)
- 2015 (Riga) Match rapide contre Svechnikov : +3 –1 =2
- 2016 (Mourmansk ) Match rapide (30 min + 30 s par coup) contre Timman[86] : 1,5-2,5 (+0 –1 =3)
- 2018 (Harbin) Match rapide contre Hou Yifan[87] : +3 –2 =1

#### Autres tournois de 1988 à 1999
| Année | Vainqueur | Tournois perdus |
| ----- | --- | --- |
| 1988  | Gijón (championnat d'Europe rapide) (parties de 20 min) : 10 / 13 (+8 –1 =4) Lugano (blitz) : 13,5 / 15 Berlin (rapide, 20 min) : 5 / 6 (+4 =2)                                        | |
| 1989  | | San Bernardino (blitz, 2e) : 8 / 9 (+ 8 -1 =0) |
| 1991  | | Paris (Immopar, 25 min) : éliminé au 2e tour par Timman (0-2), bat Speelman au 1er tour (1,5-0,5)                                                                                                  |
| 1992  | Moscou (rapide, covainqueur avec 10,5 / 13, +8 = 5), (ex aquo avec Goulko et A. Ivanov)                                                                                                | Bruxelles (tournoi SWIFT k.o.) : éliminé au premier tour par Seirawan (+0 –1 =1) (tournoi reporté par Adams)Paris (Immopar) : éliminé au 1er tour par Bareïev (+1 –2)                              |
| 1995  | Bank-Hoffman-Cup (Baden-Baden) (tournoi k.o. rapide, 25 min + 5 s) : 7 / 8 (+6 =2) Karpov bat J. Hickl (1,5-0,5), Vaisser (1,5-0,5), puis Youssoupov (2-0) et Gavrikov en finale (2-0) | Alma-Ata (tournoi blitz (2 min) à quatre, 1er-2e) : 15,5 / 24 Match de départage contre J. Polgar perdu 3,5 - 4,5 (3e : Tkachiev ; 4e : Salov)                                                     |
| 1997  | | Francfort (rapide, 2e derrière Anand) : 3,5 / 6 (+3 –2 =1) Finale perdue contre Anand : 1 - 3 (+0 –2 =2)Villarrobledo (open rapide, 3e-9e) : 7 / 9 (victoire de Kiril Georgiev devant Vadim Milov) |
| 1998  | Wijk aan Zee (blitz) : 8 / 11 (+5 =6) (ex æquo avec Guelfand)Pékin (tournoi rapide) : 3,5 / 4                                                                                          | |
| 1999  | | Francfort (Siemens Giants rapide, 4e) : 4,5 / 12 (+1 –4 =7) (victoire de Kasparov devant Anand et Kramnik)                                                                                         |

#### Autres tournois (années 2000)
En 2009, Karpov finit dernier du tournoi rapide de Zurich (tournoi anniversaire du club de Zurich). Lors de la troisième Coupe ACP rapide à Odessa, en mai 2009, il fut éliminé au premier tour par Svidler (1-1, parties rapides, puis 0,5-1,5 en blitz).
| Année | Vainqueur ou ex æquo | Autres tournois |
| ----- | --- | --- |
| 2000  | | Varsovie (coupe du monde GSM plus, 2e-7e) : 17 / 22 (tournoi de blitz, victoire de Anand) |
| 2002  | Festival de Manises (10 min) Finale : match contre Kosteniouk : +3 -1 =0 | Dubaï (coupe du monde FIDE, tournoi k.o., cinquième) (éliminé en quarts de finale par Georgiev)Prague (tournoi Eurotel rapide k.o.) (battu en finale par Anand)Moscou (match Russie-Reste du monde) : 5 / 9 (+3 -2 =4)Circuit corse (tournoi rapide k.o.) : battu en finale par AnandBenidorm (tournoi rapide Gran Hotel Bali) (3e-4e) : 7,5 / 11 (victoire de Polgar et Ponomariov devant Chirov) |
| 2003  | Lindsborg (Texas, tournoi rapide) : 3,5 / 5 (+2 =3) | Circuit corse : éliminé au 2e tour (quart de finale) par Chirov |
| 2004  | Grand Prix d'Aix-en-Provence (rapide) | Reykjavik (blitz, 4e-5e) : 9,5 / 15 (16 joueurs) (victoire de Aronian devant Kasparov et Sutovsky)Reykjavik rapide (k.o.) : éliminé en demi-finale par Dreïev Sao Paulo (4e-5e) : 4,5 / 10 (tournoi rapide, victoire de Anand) |
| 2005  | Mayence (rapide) : 3,5 / 6 (+3 -2 =1) (jubilé Unzicker, ex æquo avec Kortchnoï) Grand prix rapide de Bordeaux (tournoi k.o.) | Tallinn (mémorial Kérès rapide) (4e-5e) : 3,5 / 7 (victoire de Chirov devant Malaniouk, Balachov et Guelfand) |
| 2006  | Tallinn (mémorial Kérès, rapide) (1er-3e) : 7 / 9 (ex æquo avec Ivantchouk et Qosimjonov)Zurich (ex æquo avec Kasparov) : 4,5 / 6 (+3 =3) (tournoi Crédit suisse à 4 en blitz, =2 contre Kasparov) (Lichthof Chess Champions, avec J. Polgar et Kortchnoï) | |
| 2007  | | Festival Villa de Cañada de Calatrava rapide (15e=) : 6,5 / 9 (victoire de Chirov devant Fridman, I. Sokolov et Guelfand) Circuit corse (rapide) : éliminé en demi-finale par Kasimdjanov |
| 2008  | | Odessa (5e) : 8,5 / 14 (tournoi de la banque Pivdenni) (victoire de Tregoubov (1er-4e) au départage devant Ponomariov, Guelfand et Drozdovskyï) |
| 2009  | | Zurich (rapide, 6e-8e) : 2,5 / 7 (victoire de Kramnik) |

#### Autres tournois (années 2010)
| Année | Vainqueur ou ex æquo                                    | Autres tournois |
| ----- | ------------------------------------------------------- | --- |
| 2012  |                                                         | Open de blitz de Ciamannacce (2e après Koziak)Trans Europa Schach (rapide) : 6,5 / 8                                                                                          |
| 2013  |                                                         | Moscou (Open Aeroflot rapide, tournoi k. o.) : éliminé au premier tour par Nepomniachtchi (0-2)Kiev (tournoi Sherbank rapide, 9e) : 3 / 9 (victoire de Kariakine, 10 joueurs) |
| 2015  |                                                         | Budapest (Highlander Cup rapide) : éliminé au premier tour par Gledura : 0,5-1,5                                                                                              |
| 2017  | Tournoi de blitz des légendes (Platja d'Aro) : 3,5 / 6  | Tournoi rapide des légendes(Platja d'Aro, 3e) : 3 / 6 (victoire de Timman devant Ribli)Bienne (tournoi Accentus rapide) : éliminé au premier tour par Morozevitch (0,5-1,5)   |
| 2018  | Tournoi de blitz des légendes (Platja d'Aro) : 8,5 / 12 | Tournoi des légendes rapide (2e après Vaïsser) : 4 / 6Festival de Salamanque (3e-4e) : 4,5 / 7 (+4 –2 =1) (rapide, victoire de Topalov devant Santos Ruiz)                    |

### Compétitions par équipes

#### Matchs URSS et Russie contre le Reste du monde (1984 et 2002)
Trop jeune et inexpérimenté pour participer à la première rencontre URSS - Reste du monde de Belgrade en 1970, Karpov joua au premier échiquier lors du second match disputé à Londres en 1984, où il domina Ulf Andersson (+1 =3) dans leur match individuel.
Après la disparition de l'URSS, la Russie fut à nouveau opposée (à cadence rapide) aux meilleurs joueurs non russes à Moscou en 2002. Karpov ne marqua que 5 points sur 9 (+3 -2 =4) contre neuf adversaires différents.
L'équipe de Russie fut défaite par l'équipe du Reste du monde.

#### Olympiades (1972-1988)

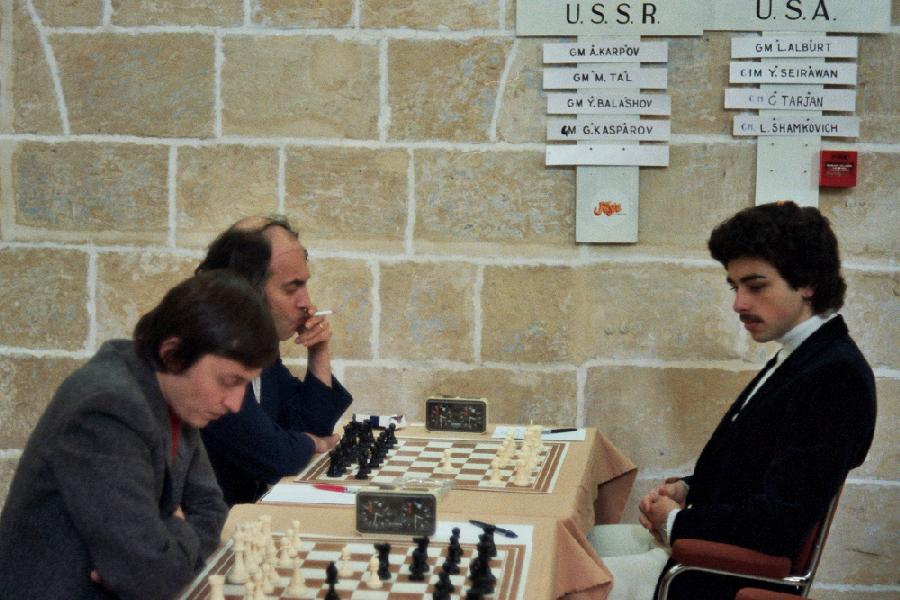
Karpov, Tal et Seirawan à l'Olympiade de Malte 1980.

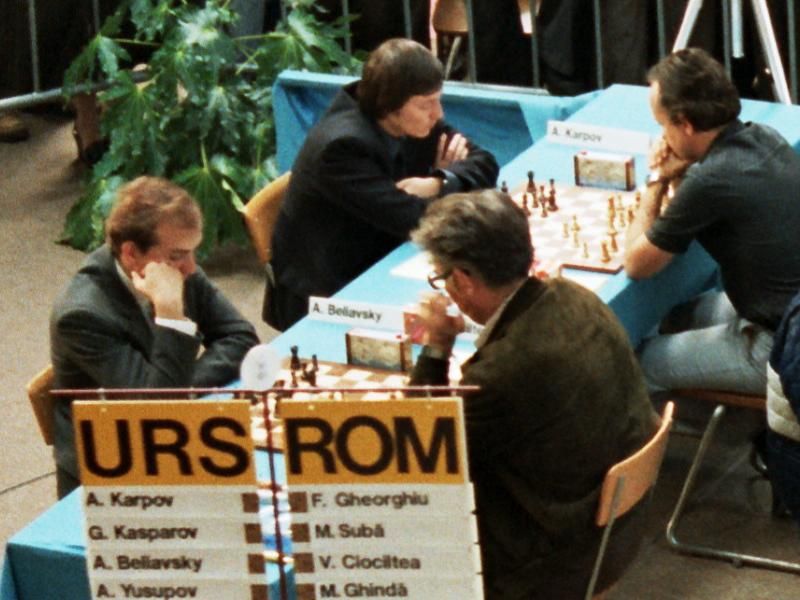
Beliavski et Karpov face à Ciocâltea et Gheorghiu à l'olympiade de Lucerne 1982.

À six reprises, Anatoli Karpov représenta l'URSS lors des Olympiade d'échecs, considérées jusqu'au milieu des années 1980 comme le championnat du monde par équipes. À chaque fois, l'URSS remporta la médaille d'or.
En 1972, à Skopje, en 1er remplaçant, il marqua 13 points sur 15 (+12 -1 =2) et obtint la médaille d'or individuelle pour les cinquième échiquiers.
À Nice, en 1974, au 1er échiquier, il obtint 12 points sur 14 (+10 =4) et la médaille d'or individuelle.
En 1976, les Olympiades furent organisées à Haïfa en Israël et l'Union soviétique refusa d'y participer pour raisons politiques.
En 1978 à Buenos Aires, Karpov ne joua pas pour son équipe, car il avait été épuisé par son match de championnat du monde qui venait de s'achever. Son absence eut pour conséquence que, pour la première fois depuis 1952, l'URSS dut se contenter de la 2e place, devancée par la Hongrie.
Karpov fut de retour au 1er échiquier, en 1980 à La Valette et marqua 9 points sur 12 (+6 =6).
À Lucerne en 1982, toujours au 1er échiquier, il marqua 6½ points sur 8 (+5 =3).
Karpov ne participa pas à l'Olympiade de Thessalonique de 1984, car il disputait alors son premier match contre Kasparov qui dura cinq mois (de septembre 1984 à février 1985).
En 1986 à Dubaï, au 2e échiquier, Karpov inscrivit 6 points sur 9 (+4 -1 =4) et termina douzième au deuxième échiquier.
Pour sa dernière participation, au 2e échiquier, en 1988 à Thessalonique, Karpov marqua 8 points sur 10 (+6 =4), obtint la médaille d'or individuelle au deuxième échiquier et réalisa la deuxième meilleure performance absolue (Elo).
Au total, lors de ses six participations, dont trois au premier échiquier, Karpov disputa 68 parties dans le cadre des olympiades, pour un résultat de 54,5 / 68 (+43 -2 =23).

#### Championnats d'Europe par équipes
À quatre reprises, Karpov joua au Championnat d'Europe par équipes pour l'URSS qui remporta la médaille d'or.
- 1973 : Bath - 4e échiquier (+4 -0 =2) - Médaille d'or
- 1977 : Moscou - 1er échiquier (+5 -0 =0) - Médaille d'or
- 1980 : Skara - 1er échiquier (+0 -1 =4)
- 1983 : Plovdiv - 1er échiquier (+1 -0 =3)

#### Championnats du Monde par équipes à Lucerne
De même, l'URSS s'imposa lors des deux participations de Karpov.
- 1985 : 1er échiquier (+3 -0 =4) - Médaille de bronze
- 1989 : 1er échiquier (+2 -0 =2)

#### Autres compétitions internationales par équipes (de 1968 à 1972)
Matchs internationaux
- 1968 : Match URSS - Yougoslavie à Sotchi - 2e échiquier junior (+3 -0 =1 contre Branko Vujaković)
- 1969 : Match URSS - Yougoslavie junior à Moscou - 3e échiquier (+2 -0 =2 contre Evrosimovski)
- 1969 : Match Hongrie - RSFSR à Budapest - 1er échiquier junior (+1 -1 =2)

Olympiades universitaires
- 1971 : XVIIIe Olympiade universitaire à Mayagüez (Porto Rico) - 3e échiquier (+7 -0 =1)
- 1972 : XIXe Olympiade universitaire à Graz - 1er échiquier (+5 -0 =4)

#### Compétitions soviétiques par équipes (1968 à 1983)
Championnats d'URSS par équipes / coupe d'URSS
Karpov joua à chaque fois dans l'équipe des Forces Armées.
- 1968 : à Rīga - échiquier junior : 10 / 11 (+9 -0 =2)
- 1971 : à Rostov-sur-le-Don - échiquier junior : 7,5 / 8 (+7 -0 =1)
- 1976 : à Tbilissi - 1er échiquier : 3 / 6 (+2 -0 =4)
- 1980 : à Rostov-sur-le-Don - 1er échiquier : 3 / 7 (+0 -1 =6)

Matchs-tournois des équipes d'URSS à Moscou
- 1973 : 1er échiquier de l'équipe Jeunesse contre Boris Spassky (+1 -0 =1) et contre Mark Taimanov (+1 -0 =1)
- 1981 : 1er échiquier de l'équipe 1 contre Garry Kasparov, Vassili Smyslov et Oleg Romanichine (+1 -0 =5)

Olympiade de l'URSS à Moscou
- 1972 : 2e échiquier de la RSFSR : 5,5 / 9 (+4 -2 =3)

Spartakiades des peuples de l'URSS
Karpov joua à chaque fois au 1er échiquier de l'équipe de Léningrad.
- 1975 : VIe Spartakiade à Riga : 5,5 / 7 (+4 -0 =3)
- 1979 : VIIe Spartakiade à Moscou : 4,5 / 7 (+3 -1 =3)
- 1983 : VIIIe Spartakiade à Moscou : 3,5 / 5 (+2 -0 =3)

#### Championnats inter-clubs (1996 à 2008)

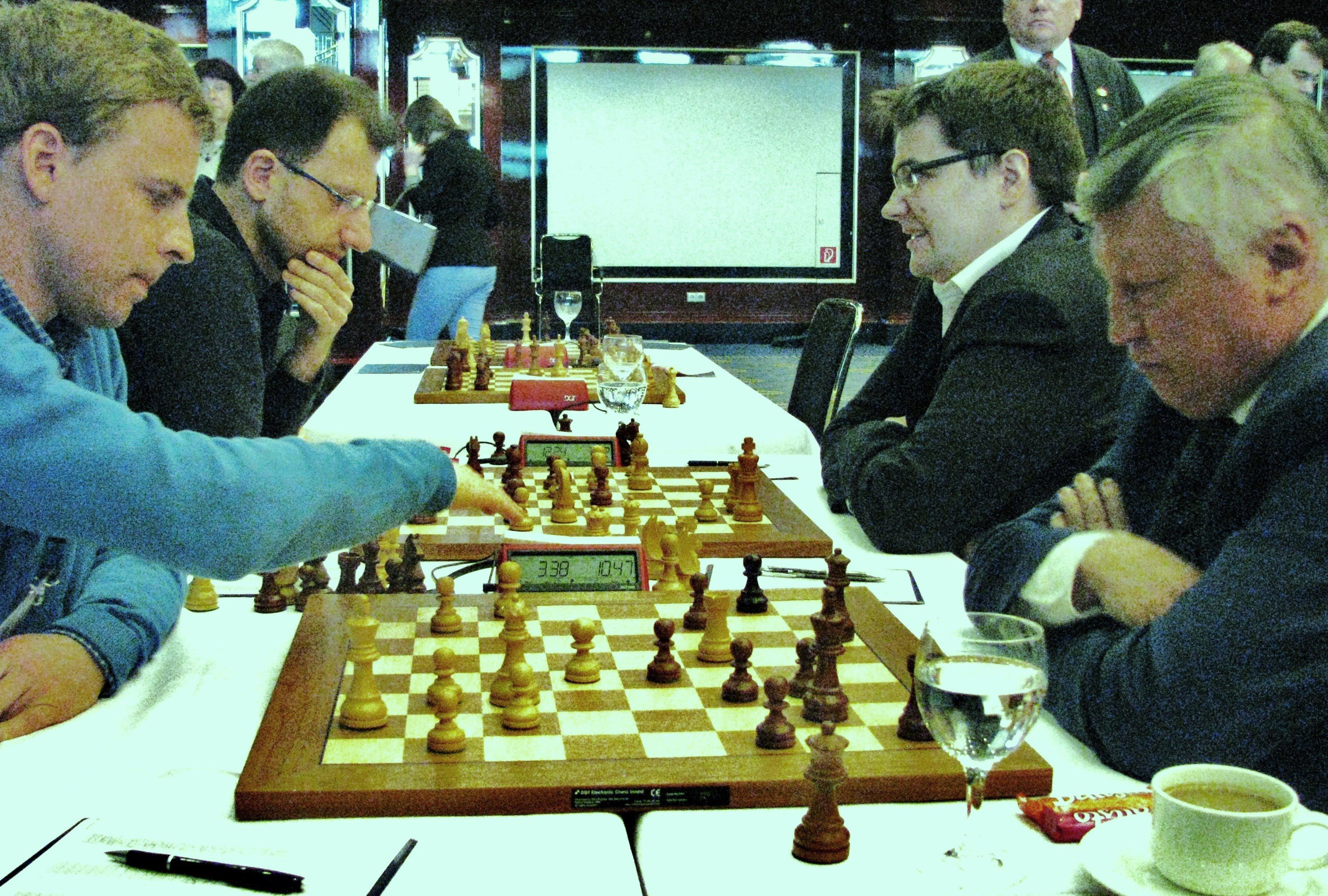
Anatoli Karpov (à droite) lors d'un match de Bundesliga (championnat d'Allemagne par équipe) en 2017.

- 1995 : Championnat d'Espagne par équipes : 1,5 / 3 (+0 –0 =3)
- 1996
  - Championnat d'Espagne par équipes : 3 / 4 (+2 =2)
  - Championnat de Yougoslavie par équipes : 2 / 3 (+1 =2)
- 2001 : Championnat d'Espagne par équipes : 2 / 3 (+1 =2)
- 2002 : Championnat de Belgique par équipes : 1 / 1
- 2003 : Championnat d'Espagne par équipes (Lanzarote) : 4,5 / 6 (+3 =3)
- 2005 : Championnat de Russie par équipes : 1 / 2 (+1 –1)
- 2006 : Championnat de Russie par équipes : 1 / 3 (+0 –1 =2)
- 2007 : Championnat de Russie par équipes : 1,5 / 3 (=3)
- 2008 : Championnat de Russie par équipes : 1 / 3 (+0 –1 =2)

## Style de jeu
Dans son ouvrage Karpov vers les sommets, Jacques Le Monnier compare le style de Karpov à celui d'un philatéliste, qui ne cesse d'échanger une caractéristique de sa situation contre une autre plus avantageuse. De fait, durant sa prime jeunesse, Karpov avait pour livre de chevet un recueil de parties de l'ancien champion du monde José Raúl Capablanca, dont les parties influencèrent profondément son jeu et l'orientèrent vers un style très positionnel.

Karpov a toujours dit jouer « aux vrais échecs » et ne pas laisser place au « hasard » comme le faisait, par exemple, Mikhaïl Tal avec ses attaques virevoltantes et ses sacrifices invraisemblables, parfois douteux, qui ébranlaient psychologiquement ses adversaires. Selon le grand maître John Nunn : 

« [Karpov] est cependant capable de sacrifices s'il pense que ces derniers sont corrects. Il n'est pas un « théoricien » des ouvertures remarquable, et préfère retarder la lutte principale au milieu de jeu. C'est là que son talent se fait jour. Son point fort est sa capacité à restreindre le contrejeu adverse, mais à la différence de Petrossian, il ne s'agit pas là d'une stratégie passive, mais d'un moyen de mener à bien ses propres plans sans être contrarié. Souvent, ses adversaires en sont réduits à s'empêtrer sans pouvoir réagir, incapables de trouver un plan actif, alors que les desseins à long terme mais finalement mortels de Karpov prennent forme progressivement. »

La particularité de Karpov est d'obtenir un petit, voire minuscule avantage dans l'ouverture, puis de l'accroître progressivement par la pression sur une faiblesse créée dans le camp de l'adversaire jusqu'à ce que la position de ce dernier s'écroule. Il est aussi un excellent joueur de finales.
En outre, il se distinguait à ses débuts par la grande rapidité et la précision de ses calculs, ce qui lui permettait de jouer vite et d'empêcher ainsi ses adversaires d'élaborer leurs plans sur son propre temps de réflexion (cela a changé, l'âge venant). Une autre évolution de Karpov avec le temps tient au fait que son répertoire d'ouvertures est passé de 1. e4 à 1. d4 comme premier coup (alors que Garry Kasparov prenait le chemin inverse, notamment au cours de leur premier affrontement lors du championnat du monde).

Nunn conclut : 

« À bien des égards, Karpov fait preuve de la grande combativité caractéristique de la période post-Bobby Fischer. La seule exception est qu'il se contente habituellement de la partie nulle avec les Noirs lorsqu'il rencontre un fort grand maître ; par exemple, nombre de ses parties se sont déroulées ainsi (Karpov ayant les Noirs) : 1. e4 e5 2. Cf3 Cc6 3. Fb5 a6 4. Fa4 Cf6 5. 0-0 Fe7 6. Te1 b5 7. Fb3 d6 8. c3 0-0 9. h3 Fb7 10. d4 Te8 11. Cg5 Tf8 12. Cf3 Te8 13. Cg5 Tf8 1/2-1/2. »

## Quelques parties remarquables
Cette section utilise la notation algébrique pour décrire les coups joués dans une partie d'échecs.

### Karpov-Ribli, 1980
À propos de la partie suivante, Garry Kasparov a écrit : « l'aisance avec laquelle Karpov se défait des meilleurs grands-maîtres du monde, dans ce qui semblait être des positions sans aucun venin, cause une très forte impression ».
Anatoli Karpov-Zoltán Ribli, Amsterdam, ronde 13, 12 juillet 1980
Ouverture anglaise (Code ECO : A35) :

1. c4 c5 2. Cf3 Cf6 3. Cc3 Cc6 4. g3 d5 5. cxd5 Cxd5 6. Fg2 g6 7. 0-0 Fg7 8. Cxd5 Dxd5 (« une variante jouée par Karpov des deux côtés de l'échiquier, et dont il maîtrise parfaitement les arcanes », selon Kasparov) 9. d3 0-0 10. Fe3 Fd7! 11. Cd4 Dd6 12. Cxc6 Fxc6 13. Fxc6 Dxc6 14. Tc1 De6 15. Txc5 Dxa2 16. Tb5! (« une nouveauté théorique qui m'est venue sur l'échiquier », selon Karpov) 16...b6 17. Da1! 17...Dxa1? (17...De6) 18. Txa1 Tfb8 19. Ta6! Rf8 20. Tb4 Fe5 21. Tba4! b5? (21...Fxb2 22. Fxb6 Tb7 23. Fxa7 Tc8) 22. Ta2 Tb7 23. b3! Fb8 24. Fc5 Re8 25. d4 Rd7 26. e4! e6 27. b4 Rc8 28. d5! exd5 29. exd5 Td7 30. d6 Td8 31. Rg2 Rd7 31. Te2! Rc8 33. Te7 Td7 34. Ta2! a5 35. Tc2  1-0.

### Karpov - Hübner, 1982
Si Anatoli Karpov a l'habitude de ne pas prendre de risques lorsque cela n'est pas nécessaire, la partie suivante démontre qu'il est capable de velléités combinatoires lorsque la position l'exige.
Anatoli Karpov - Robert Hübner, Interpolis 6th, Tilbourg, ronde 1, 30 septembre 1982
Défense Caro-Kann, variation classique (Code ECO : B18) :

1. e4 c6 2. d4 d5 3. Cd2 dxe4 4. Cxe4 Ff5 5. Cg3 Fg6 6. h4 h6 7. Cf3 Cd7 8. h5 Fh7 9. Fd3 Fxd3 10. Dxd3 Cgf6 11. Ff4 e6 12. 0-0-0 Fe7 13. Ce5 0-0 14. c4 c5 15. d5! Cxe5 16. Fxe5 Cg4 17. Fxg7!? Rxg7 (Hübner a choisi de ne pas emprunter la voie 17...Cxf2 suivi de 18...Fg5+!) 18. De2 Fg5+ 19. Rb1 Cf6 20. dxe6 Dc8 21. e7 Te8 22. Td6! Dg4 23. De5 Rg8 24. Te1 Cd7 25. Txd7!! Dxd7 26. Cf5 f6 27. Dd5+!! Dxd5 28. cxd5 (Karpov a une tour de moins, mais ses deux pions passés et liés vont décider de la partie) 28...Ff4 29. g3 Fc7 30. Rc2 b5 31. Cxh6+ Rh7 32. Cf5 Tg8 33. d6 Fa5 34. Te6 Tg5 35. Txf6 Txh5 36. d7 Th2 37. Ce3 1-0.

### Quinzième partie du match Karpov-Kasparov, 1987
La partie ci-dessous, jouée durant le championnat du monde 1987 à Séville en Espagne, qui a vu Karpov marquer le même nombre de points que Kasparov, a été jugée par Raymond Keene comme « l'une des plus aiguës et des plus excitantes disputées entre ces deux grands champions ».
Anatoli Karpov - Garry Kasparov, championnat du monde 1987, Séville, 15e partie
Défense Grünfeld (Code ECO : D97) :

1. d4 Cf6 2. c4 g6 3. Cc3 d5 4. Cf3 Fg7 5. Db3 d5xc4 (défense Grunfeld, variante russe) 6. Dxc4 0-0 7. e4 Ca6 8. Fe2 c5 9. d5 e6 10. 0-0 e6xd5 11. e4xd5 Ff5 12. Td1 Te8 13. d6 h6!! (un coup extraordinaire, joué après 23 minutes de réflexion, mais ce coup d'attente a forcé Karpov à réfléchir pendant 29 minutes) 14. h3 Cb4 15. Ff4 Cd7 16. Td2!! (la réponse du berger à la bergère : le pion d6 survivra dans toute sa gloire) a6 17. Db3 b5 18. Dd1 c4 19. a4 Cc5 20. a4xb5 Cbd3 21. Fxd3 Cxd3 22. Txd3 c4xd3 23. Cd5 a6xb5 24. Ce7+ Rh7 25. Txa8 Dxa8 26. Cxf5 g6xf5 27. Dxd3 De4 28. Dxb5 Ta8 29. Fd2 Td8 (29...Ff8!) 30. Dc5 De6 31. Ff4 Fxb2 32. Ch4 Ff6 33. Dxf5+ Dxf5 34. Cxf5 h5 35. g4 h5xg4 36. h3xg4 Rg6 37. Rg2 Fb2 38. Ce7+ Rf6 39. Cc6 Td7 40. Cb8 Td8 41. d7 Re6 42. Rf3 Fa3 43. Fc7 1/2-1/2

### Karpov-Topalov, 1994
La partie ci-dessous, jouée durant le meilleur tournoi de la carrière de Karpov, voit ce dernier offrir sa tour à trois reprises. Elle a remporté le concours de la meilleure partie de l’Informateur d'échecs no 60.
|   | a | b | c | d | e | f | g | h |   |
| 8 | Tour noire sur case blanche a8 · Dame noire sur case noire b8 · Tour noire sur case blanche c8 · Roi noir sur case blanche g8 · Dame blanche sur case blanche d7 · Fou noir sur case noire e7 · Pion noir sur case blanche f7 · Pion noir sur case blanche a6 · Cavalier noir sur case blanche c6 · Pion noir sur case blanche e6 · Pion noir sur case blanche g6 · Pion noir sur case blanche b5 · Pion noir sur case noire c5 · Pion blanc sur case blanche c4 · Pion blanc sur case noire f4 · Cavalier blanc sur case noire c3 · Pion blanc sur case noire g3 · Pion blanc sur case blanche a2 · Pion blanc sur case noire b2 · Pion blanc sur case noire f2 · Fou blanc sur case blanche g2 · Tour blanche sur case noire a1 · Tour blanche sur case noire e1 · Roi blanc sur case noire g1 | Tour noire sur case blanche a8 · Dame noire sur case noire b8 · Tour noire sur case blanche c8 · Roi noir sur case blanche g8 · Dame blanche sur case blanche d7 · Fou noir sur case noire e7 · Pion noir sur case blanche f7 · Pion noir sur case blanche a6 · Cavalier noir sur case blanche c6 · Pion noir sur case blanche e6 · Pion noir sur case blanche g6 · Pion noir sur case blanche b5 · Pion noir sur case noire c5 · Pion blanc sur case blanche c4 · Pion blanc sur case noire f4 · Cavalier blanc sur case noire c3 · Pion blanc sur case noire g3 · Pion blanc sur case blanche a2 · Pion blanc sur case noire b2 · Pion blanc sur case noire f2 · Fou blanc sur case blanche g2 · Tour blanche sur case noire a1 · Tour blanche sur case noire e1 · Roi blanc sur case noire g1 | Tour noire sur case blanche a8 · Dame noire sur case noire b8 · Tour noire sur case blanche c8 · Roi noir sur case blanche g8 · Dame blanche sur case blanche d7 · Fou noir sur case noire e7 · Pion noir sur case blanche f7 · Pion noir sur case blanche a6 · Cavalier noir sur case blanche c6 · Pion noir sur case blanche e6 · Pion noir sur case blanche g6 · Pion noir sur case blanche b5 · Pion noir sur case noire c5 · Pion blanc sur case blanche c4 · Pion blanc sur case noire f4 · Cavalier blanc sur case noire c3 · Pion blanc sur case noire g3 · Pion blanc sur case blanche a2 · Pion blanc sur case noire b2 · Pion blanc sur case noire f2 · Fou blanc sur case blanche g2 · Tour blanche sur case noire a1 · Tour blanche sur case noire e1 · Roi blanc sur case noire g1 | Tour noire sur case blanche a8 · Dame noire sur case noire b8 · Tour noire sur case blanche c8 · Roi noir sur case blanche g8 · Dame blanche sur case blanche d7 · Fou noir sur case noire e7 · Pion noir sur case blanche f7 · Pion noir sur case blanche a6 · Cavalier noir sur case blanche c6 · Pion noir sur case blanche e6 · Pion noir sur case blanche g6 · Pion noir sur case blanche b5 · Pion noir sur case noire c5 · Pion blanc sur case blanche c4 · Pion blanc sur case noire f4 · Cavalier blanc sur case noire c3 · Pion blanc sur case noire g3 · Pion blanc sur case blanche a2 · Pion blanc sur case noire b2 · Pion blanc sur case noire f2 · Fou blanc sur case blanche g2 · Tour blanche sur case noire a1 · Tour blanche sur case noire e1 · Roi blanc sur case noire g1 | Tour noire sur case blanche a8 · Dame noire sur case noire b8 · Tour noire sur case blanche c8 · Roi noir sur case blanche g8 · Dame blanche sur case blanche d7 · Fou noir sur case noire e7 · Pion noir sur case blanche f7 · Pion noir sur case blanche a6 · Cavalier noir sur case blanche c6 · Pion noir sur case blanche e6 · Pion noir sur case blanche g6 · Pion noir sur case blanche b5 · Pion noir sur case noire c5 · Pion blanc sur case blanche c4 · Pion blanc sur case noire f4 · Cavalier blanc sur case noire c3 · Pion blanc sur case noire g3 · Pion blanc sur case blanche a2 · Pion blanc sur case noire b2 · Pion blanc sur case noire f2 · Fou blanc sur case blanche g2 · Tour blanche sur case noire a1 · Tour blanche sur case noire e1 · Roi blanc sur case noire g1 | Tour noire sur case blanche a8 · Dame noire sur case noire b8 · Tour noire sur case blanche c8 · Roi noir sur case blanche g8 · Dame blanche sur case blanche d7 · Fou noir sur case noire e7 · Pion noir sur case blanche f7 · Pion noir sur case blanche a6 · Cavalier noir sur case blanche c6 · Pion noir sur case blanche e6 · Pion noir sur case blanche g6 · Pion noir sur case blanche b5 · Pion noir sur case noire c5 · Pion blanc sur case blanche c4 · Pion blanc sur case noire f4 · Cavalier blanc sur case noire c3 · Pion blanc sur case noire g3 · Pion blanc sur case blanche a2 · Pion blanc sur case noire b2 · Pion blanc sur case noire f2 · Fou blanc sur case blanche g2 · Tour blanche sur case noire a1 · Tour blanche sur case noire e1 · Roi blanc sur case noire g1 | Tour noire sur case blanche a8 · Dame noire sur case noire b8 · Tour noire sur case blanche c8 · Roi noir sur case blanche g8 · Dame blanche sur case blanche d7 · Fou noir sur case noire e7 · Pion noir sur case blanche f7 · Pion noir sur case blanche a6 · Cavalier noir sur case blanche c6 · Pion noir sur case blanche e6 · Pion noir sur case blanche g6 · Pion noir sur case blanche b5 · Pion noir sur case noire c5 · Pion blanc sur case blanche c4 · Pion blanc sur case noire f4 · Cavalier blanc sur case noire c3 · Pion blanc sur case noire g3 · Pion blanc sur case blanche a2 · Pion blanc sur case noire b2 · Pion blanc sur case noire f2 · Fou blanc sur case blanche g2 · Tour blanche sur case noire a1 · Tour blanche sur case noire e1 · Roi blanc sur case noire g1 | Tour noire sur case blanche a8 · Dame noire sur case noire b8 · Tour noire sur case blanche c8 · Roi noir sur case blanche g8 · Dame blanche sur case blanche d7 · Fou noir sur case noire e7 · Pion noir sur case blanche f7 · Pion noir sur case blanche a6 · Cavalier noir sur case blanche c6 · Pion noir sur case blanche e6 · Pion noir sur case blanche g6 · Pion noir sur case blanche b5 · Pion noir sur case noire c5 · Pion blanc sur case blanche c4 · Pion blanc sur case noire f4 · Cavalier blanc sur case noire c3 · Pion blanc sur case noire g3 · Pion blanc sur case blanche a2 · Pion blanc sur case noire b2 · Pion blanc sur case noire f2 · Fou blanc sur case blanche g2 · Tour blanche sur case noire a1 · Tour blanche sur case noire e1 · Roi blanc sur case noire g1 | 8 |
| 7 | Tour noire sur case blanche a8 · Dame noire sur case noire b8 · Tour noire sur case blanche c8 · Roi noir sur case blanche g8 · Dame blanche sur case blanche d7 · Fou noir sur case noire e7 · Pion noir sur case blanche f7 · Pion noir sur case blanche a6 · Cavalier noir sur case blanche c6 · Pion noir sur case blanche e6 · Pion noir sur case blanche g6 · Pion noir sur case blanche b5 · Pion noir sur case noire c5 · Pion blanc sur case blanche c4 · Pion blanc sur case noire f4 · Cavalier blanc sur case noire c3 · Pion blanc sur case noire g3 · Pion blanc sur case blanche a2 · Pion blanc sur case noire b2 · Pion blanc sur case noire f2 · Fou blanc sur case blanche g2 · Tour blanche sur case noire a1 · Tour blanche sur case noire e1 · Roi blanc sur case noire g1 | Tour noire sur case blanche a8 · Dame noire sur case noire b8 · Tour noire sur case blanche c8 · Roi noir sur case blanche g8 · Dame blanche sur case blanche d7 · Fou noir sur case noire e7 · Pion noir sur case blanche f7 · Pion noir sur case blanche a6 · Cavalier noir sur case blanche c6 · Pion noir sur case blanche e6 · Pion noir sur case blanche g6 · Pion noir sur case blanche b5 · Pion noir sur case noire c5 · Pion blanc sur case blanche c4 · Pion blanc sur case noire f4 · Cavalier blanc sur case noire c3 · Pion blanc sur case noire g3 · Pion blanc sur case blanche a2 · Pion blanc sur case noire b2 · Pion blanc sur case noire f2 · Fou blanc sur case blanche g2 · Tour blanche sur case noire a1 · Tour blanche sur case noire e1 · Roi blanc sur case noire g1 | Tour noire sur case blanche a8 · Dame noire sur case noire b8 · Tour noire sur case blanche c8 · Roi noir sur case blanche g8 · Dame blanche sur case blanche d7 · Fou noir sur case noire e7 · Pion noir sur case blanche f7 · Pion noir sur case blanche a6 · Cavalier noir sur case blanche c6 · Pion noir sur case blanche e6 · Pion noir sur case blanche g6 · Pion noir sur case blanche b5 · Pion noir sur case noire c5 · Pion blanc sur case blanche c4 · Pion blanc sur case noire f4 · Cavalier blanc sur case noire c3 · Pion blanc sur case noire g3 · Pion blanc sur case blanche a2 · Pion blanc sur case noire b2 · Pion blanc sur case noire f2 · Fou blanc sur case blanche g2 · Tour blanche sur case noire a1 · Tour blanche sur case noire e1 · Roi blanc sur case noire g1 | Tour noire sur case blanche a8 · Dame noire sur case noire b8 · Tour noire sur case blanche c8 · Roi noir sur case blanche g8 · Dame blanche sur case blanche d7 · Fou noir sur case noire e7 · Pion noir sur case blanche f7 · Pion noir sur case blanche a6 · Cavalier noir sur case blanche c6 · Pion noir sur case blanche e6 · Pion noir sur case blanche g6 · Pion noir sur case blanche b5 · Pion noir sur case noire c5 · Pion blanc sur case blanche c4 · Pion blanc sur case noire f4 · Cavalier blanc sur case noire c3 · Pion blanc sur case noire g3 · Pion blanc sur case blanche a2 · Pion blanc sur case noire b2 · Pion blanc sur case noire f2 · Fou blanc sur case blanche g2 · Tour blanche sur case noire a1 · Tour blanche sur case noire e1 · Roi blanc sur case noire g1 | Tour noire sur case blanche a8 · Dame noire sur case noire b8 · Tour noire sur case blanche c8 · Roi noir sur case blanche g8 · Dame blanche sur case blanche d7 · Fou noir sur case noire e7 · Pion noir sur case blanche f7 · Pion noir sur case blanche a6 · Cavalier noir sur case blanche c6 · Pion noir sur case blanche e6 · Pion noir sur case blanche g6 · Pion noir sur case blanche b5 · Pion noir sur case noire c5 · Pion blanc sur case blanche c4 · Pion blanc sur case noire f4 · Cavalier blanc sur case noire c3 · Pion blanc sur case noire g3 · Pion blanc sur case blanche a2 · Pion blanc sur case noire b2 · Pion blanc sur case noire f2 · Fou blanc sur case blanche g2 · Tour blanche sur case noire a1 · Tour blanche sur case noire e1 · Roi blanc sur case noire g1 | Tour noire sur case blanche a8 · Dame noire sur case noire b8 · Tour noire sur case blanche c8 · Roi noir sur case blanche g8 · Dame blanche sur case blanche d7 · Fou noir sur case noire e7 · Pion noir sur case blanche f7 · Pion noir sur case blanche a6 · Cavalier noir sur case blanche c6 · Pion noir sur case blanche e6 · Pion noir sur case blanche g6 · Pion noir sur case blanche b5 · Pion noir sur case noire c5 · Pion blanc sur case blanche c4 · Pion blanc sur case noire f4 · Cavalier blanc sur case noire c3 · Pion blanc sur case noire g3 · Pion blanc sur case blanche a2 · Pion blanc sur case noire b2 · Pion blanc sur case noire f2 · Fou blanc sur case blanche g2 · Tour blanche sur case noire a1 · Tour blanche sur case noire e1 · Roi blanc sur case noire g1 | Tour noire sur case blanche a8 · Dame noire sur case noire b8 · Tour noire sur case blanche c8 · Roi noir sur case blanche g8 · Dame blanche sur case blanche d7 · Fou noir sur case noire e7 · Pion noir sur case blanche f7 · Pion noir sur case blanche a6 · Cavalier noir sur case blanche c6 · Pion noir sur case blanche e6 · Pion noir sur case blanche g6 · Pion noir sur case blanche b5 · Pion noir sur case noire c5 · Pion blanc sur case blanche c4 · Pion blanc sur case noire f4 · Cavalier blanc sur case noire c3 · Pion blanc sur case noire g3 · Pion blanc sur case blanche a2 · Pion blanc sur case noire b2 · Pion blanc sur case noire f2 · Fou blanc sur case blanche g2 · Tour blanche sur case noire a1 · Tour blanche sur case noire e1 · Roi blanc sur case noire g1 | Tour noire sur case blanche a8 · Dame noire sur case noire b8 · Tour noire sur case blanche c8 · Roi noir sur case blanche g8 · Dame blanche sur case blanche d7 · Fou noir sur case noire e7 · Pion noir sur case blanche f7 · Pion noir sur case blanche a6 · Cavalier noir sur case blanche c6 · Pion noir sur case blanche e6 · Pion noir sur case blanche g6 · Pion noir sur case blanche b5 · Pion noir sur case noire c5 · Pion blanc sur case blanche c4 · Pion blanc sur case noire f4 · Cavalier blanc sur case noire c3 · Pion blanc sur case noire g3 · Pion blanc sur case blanche a2 · Pion blanc sur case noire b2 · Pion blanc sur case noire f2 · Fou blanc sur case blanche g2 · Tour blanche sur case noire a1 · Tour blanche sur case noire e1 · Roi blanc sur case noire g1 | 7 |
| 6 | Tour noire sur case blanche a8 · Dame noire sur case noire b8 · Tour noire sur case blanche c8 · Roi noir sur case blanche g8 · Dame blanche sur case blanche d7 · Fou noir sur case noire e7 · Pion noir sur case blanche f7 · Pion noir sur case blanche a6 · Cavalier noir sur case blanche c6 · Pion noir sur case blanche e6 · Pion noir sur case blanche g6 · Pion noir sur case blanche b5 · Pion noir sur case noire c5 · Pion blanc sur case blanche c4 · Pion blanc sur case noire f4 · Cavalier blanc sur case noire c3 · Pion blanc sur case noire g3 · Pion blanc sur case blanche a2 · Pion blanc sur case noire b2 · Pion blanc sur case noire f2 · Fou blanc sur case blanche g2 · Tour blanche sur case noire a1 · Tour blanche sur case noire e1 · Roi blanc sur case noire g1 | Tour noire sur case blanche a8 · Dame noire sur case noire b8 · Tour noire sur case blanche c8 · Roi noir sur case blanche g8 · Dame blanche sur case blanche d7 · Fou noir sur case noire e7 · Pion noir sur case blanche f7 · Pion noir sur case blanche a6 · Cavalier noir sur case blanche c6 · Pion noir sur case blanche e6 · Pion noir sur case blanche g6 · Pion noir sur case blanche b5 · Pion noir sur case noire c5 · Pion blanc sur case blanche c4 · Pion blanc sur case noire f4 · Cavalier blanc sur case noire c3 · Pion blanc sur case noire g3 · Pion blanc sur case blanche a2 · Pion blanc sur case noire b2 · Pion blanc sur case noire f2 · Fou blanc sur case blanche g2 · Tour blanche sur case noire a1 · Tour blanche sur case noire e1 · Roi blanc sur case noire g1 | Tour noire sur case blanche a8 · Dame noire sur case noire b8 · Tour noire sur case blanche c8 · Roi noir sur case blanche g8 · Dame blanche sur case blanche d7 · Fou noir sur case noire e7 · Pion noir sur case blanche f7 · Pion noir sur case blanche a6 · Cavalier noir sur case blanche c6 · Pion noir sur case blanche e6 · Pion noir sur case blanche g6 · Pion noir sur case blanche b5 · Pion noir sur case noire c5 · Pion blanc sur case blanche c4 · Pion blanc sur case noire f4 · Cavalier blanc sur case noire c3 · Pion blanc sur case noire g3 · Pion blanc sur case blanche a2 · Pion blanc sur case noire b2 · Pion blanc sur case noire f2 · Fou blanc sur case blanche g2 · Tour blanche sur case noire a1 · Tour blanche sur case noire e1 · Roi blanc sur case noire g1 | Tour noire sur case blanche a8 · Dame noire sur case noire b8 · Tour noire sur case blanche c8 · Roi noir sur case blanche g8 · Dame blanche sur case blanche d7 · Fou noir sur case noire e7 · Pion noir sur case blanche f7 · Pion noir sur case blanche a6 · Cavalier noir sur case blanche c6 · Pion noir sur case blanche e6 · Pion noir sur case blanche g6 · Pion noir sur case blanche b5 · Pion noir sur case noire c5 · Pion blanc sur case blanche c4 · Pion blanc sur case noire f4 · Cavalier blanc sur case noire c3 · Pion blanc sur case noire g3 · Pion blanc sur case blanche a2 · Pion blanc sur case noire b2 · Pion blanc sur case noire f2 · Fou blanc sur case blanche g2 · Tour blanche sur case noire a1 · Tour blanche sur case noire e1 · Roi blanc sur case noire g1 | Tour noire sur case blanche a8 · Dame noire sur case noire b8 · Tour noire sur case blanche c8 · Roi noir sur case blanche g8 · Dame blanche sur case blanche d7 · Fou noir sur case noire e7 · Pion noir sur case blanche f7 · Pion noir sur case blanche a6 · Cavalier noir sur case blanche c6 · Pion noir sur case blanche e6 · Pion noir sur case blanche g6 · Pion noir sur case blanche b5 · Pion noir sur case noire c5 · Pion blanc sur case blanche c4 · Pion blanc sur case noire f4 · Cavalier blanc sur case noire c3 · Pion blanc sur case noire g3 · Pion blanc sur case blanche a2 · Pion blanc sur case noire b2 · Pion blanc sur case noire f2 · Fou blanc sur case blanche g2 · Tour blanche sur case noire a1 · Tour blanche sur case noire e1 · Roi blanc sur case noire g1 | Tour noire sur case blanche a8 · Dame noire sur case noire b8 · Tour noire sur case blanche c8 · Roi noir sur case blanche g8 · Dame blanche sur case blanche d7 · Fou noir sur case noire e7 · Pion noir sur case blanche f7 · Pion noir sur case blanche a6 · Cavalier noir sur case blanche c6 · Pion noir sur case blanche e6 · Pion noir sur case blanche g6 · Pion noir sur case blanche b5 · Pion noir sur case noire c5 · Pion blanc sur case blanche c4 · Pion blanc sur case noire f4 · Cavalier blanc sur case noire c3 · Pion blanc sur case noire g3 · Pion blanc sur case blanche a2 · Pion blanc sur case noire b2 · Pion blanc sur case noire f2 · Fou blanc sur case blanche g2 · Tour blanche sur case noire a1 · Tour blanche sur case noire e1 · Roi blanc sur case noire g1 | Tour noire sur case blanche a8 · Dame noire sur case noire b8 · Tour noire sur case blanche c8 · Roi noir sur case blanche g8 · Dame blanche sur case blanche d7 · Fou noir sur case noire e7 · Pion noir sur case blanche f7 · Pion noir sur case blanche a6 · Cavalier noir sur case blanche c6 · Pion noir sur case blanche e6 · Pion noir sur case blanche g6 · Pion noir sur case blanche b5 · Pion noir sur case noire c5 · Pion blanc sur case blanche c4 · Pion blanc sur case noire f4 · Cavalier blanc sur case noire c3 · Pion blanc sur case noire g3 · Pion blanc sur case blanche a2 · Pion blanc sur case noire b2 · Pion blanc sur case noire f2 · Fou blanc sur case blanche g2 · Tour blanche sur case noire a1 · Tour blanche sur case noire e1 · Roi blanc sur case noire g1 | Tour noire sur case blanche a8 · Dame noire sur case noire b8 · Tour noire sur case blanche c8 · Roi noir sur case blanche g8 · Dame blanche sur case blanche d7 · Fou noir sur case noire e7 · Pion noir sur case blanche f7 · Pion noir sur case blanche a6 · Cavalier noir sur case blanche c6 · Pion noir sur case blanche e6 · Pion noir sur case blanche g6 · Pion noir sur case blanche b5 · Pion noir sur case noire c5 · Pion blanc sur case blanche c4 · Pion blanc sur case noire f4 · Cavalier blanc sur case noire c3 · Pion blanc sur case noire g3 · Pion blanc sur case blanche a2 · Pion blanc sur case noire b2 · Pion blanc sur case noire f2 · Fou blanc sur case blanche g2 · Tour blanche sur case noire a1 · Tour blanche sur case noire e1 · Roi blanc sur case noire g1 | 6 |
| 5 | Tour noire sur case blanche a8 · Dame noire sur case noire b8 · Tour noire sur case blanche c8 · Roi noir sur case blanche g8 · Dame blanche sur case blanche d7 · Fou noir sur case noire e7 · Pion noir sur case blanche f7 · Pion noir sur case blanche a6 · Cavalier noir sur case blanche c6 · Pion noir sur case blanche e6 · Pion noir sur case blanche g6 · Pion noir sur case blanche b5 · Pion noir sur case noire c5 · Pion blanc sur case blanche c4 · Pion blanc sur case noire f4 · Cavalier blanc sur case noire c3 · Pion blanc sur case noire g3 · Pion blanc sur case blanche a2 · Pion blanc sur case noire b2 · Pion blanc sur case noire f2 · Fou blanc sur case blanche g2 · Tour blanche sur case noire a1 · Tour blanche sur case noire e1 · Roi blanc sur case noire g1 | Tour noire sur case blanche a8 · Dame noire sur case noire b8 · Tour noire sur case blanche c8 · Roi noir sur case blanche g8 · Dame blanche sur case blanche d7 · Fou noir sur case noire e7 · Pion noir sur case blanche f7 · Pion noir sur case blanche a6 · Cavalier noir sur case blanche c6 · Pion noir sur case blanche e6 · Pion noir sur case blanche g6 · Pion noir sur case blanche b5 · Pion noir sur case noire c5 · Pion blanc sur case blanche c4 · Pion blanc sur case noire f4 · Cavalier blanc sur case noire c3 · Pion blanc sur case noire g3 · Pion blanc sur case blanche a2 · Pion blanc sur case noire b2 · Pion blanc sur case noire f2 · Fou blanc sur case blanche g2 · Tour blanche sur case noire a1 · Tour blanche sur case noire e1 · Roi blanc sur case noire g1 | Tour noire sur case blanche a8 · Dame noire sur case noire b8 · Tour noire sur case blanche c8 · Roi noir sur case blanche g8 · Dame blanche sur case blanche d7 · Fou noir sur case noire e7 · Pion noir sur case blanche f7 · Pion noir sur case blanche a6 · Cavalier noir sur case blanche c6 · Pion noir sur case blanche e6 · Pion noir sur case blanche g6 · Pion noir sur case blanche b5 · Pion noir sur case noire c5 · Pion blanc sur case blanche c4 · Pion blanc sur case noire f4 · Cavalier blanc sur case noire c3 · Pion blanc sur case noire g3 · Pion blanc sur case blanche a2 · Pion blanc sur case noire b2 · Pion blanc sur case noire f2 · Fou blanc sur case blanche g2 · Tour blanche sur case noire a1 · Tour blanche sur case noire e1 · Roi blanc sur case noire g1 | Tour noire sur case blanche a8 · Dame noire sur case noire b8 · Tour noire sur case blanche c8 · Roi noir sur case blanche g8 · Dame blanche sur case blanche d7 · Fou noir sur case noire e7 · Pion noir sur case blanche f7 · Pion noir sur case blanche a6 · Cavalier noir sur case blanche c6 · Pion noir sur case blanche e6 · Pion noir sur case blanche g6 · Pion noir sur case blanche b5 · Pion noir sur case noire c5 · Pion blanc sur case blanche c4 · Pion blanc sur case noire f4 · Cavalier blanc sur case noire c3 · Pion blanc sur case noire g3 · Pion blanc sur case blanche a2 · Pion blanc sur case noire b2 · Pion blanc sur case noire f2 · Fou blanc sur case blanche g2 · Tour blanche sur case noire a1 · Tour blanche sur case noire e1 · Roi blanc sur case noire g1 | Tour noire sur case blanche a8 · Dame noire sur case noire b8 · Tour noire sur case blanche c8 · Roi noir sur case blanche g8 · Dame blanche sur case blanche d7 · Fou noir sur case noire e7 · Pion noir sur case blanche f7 · Pion noir sur case blanche a6 · Cavalier noir sur case blanche c6 · Pion noir sur case blanche e6 · Pion noir sur case blanche g6 · Pion noir sur case blanche b5 · Pion noir sur case noire c5 · Pion blanc sur case blanche c4 · Pion blanc sur case noire f4 · Cavalier blanc sur case noire c3 · Pion blanc sur case noire g3 · Pion blanc sur case blanche a2 · Pion blanc sur case noire b2 · Pion blanc sur case noire f2 · Fou blanc sur case blanche g2 · Tour blanche sur case noire a1 · Tour blanche sur case noire e1 · Roi blanc sur case noire g1 | Tour noire sur case blanche a8 · Dame noire sur case noire b8 · Tour noire sur case blanche c8 · Roi noir sur case blanche g8 · Dame blanche sur case blanche d7 · Fou noir sur case noire e7 · Pion noir sur case blanche f7 · Pion noir sur case blanche a6 · Cavalier noir sur case blanche c6 · Pion noir sur case blanche e6 · Pion noir sur case blanche g6 · Pion noir sur case blanche b5 · Pion noir sur case noire c5 · Pion blanc sur case blanche c4 · Pion blanc sur case noire f4 · Cavalier blanc sur case noire c3 · Pion blanc sur case noire g3 · Pion blanc sur case blanche a2 · Pion blanc sur case noire b2 · Pion blanc sur case noire f2 · Fou blanc sur case blanche g2 · Tour blanche sur case noire a1 · Tour blanche sur case noire e1 · Roi blanc sur case noire g1 | Tour noire sur case blanche a8 · Dame noire sur case noire b8 · Tour noire sur case blanche c8 · Roi noir sur case blanche g8 · Dame blanche sur case blanche d7 · Fou noir sur case noire e7 · Pion noir sur case blanche f7 · Pion noir sur case blanche a6 · Cavalier noir sur case blanche c6 · Pion noir sur case blanche e6 · Pion noir sur case blanche g6 · Pion noir sur case blanche b5 · Pion noir sur case noire c5 · Pion blanc sur case blanche c4 · Pion blanc sur case noire f4 · Cavalier blanc sur case noire c3 · Pion blanc sur case noire g3 · Pion blanc sur case blanche a2 · Pion blanc sur case noire b2 · Pion blanc sur case noire f2 · Fou blanc sur case blanche g2 · Tour blanche sur case noire a1 · Tour blanche sur case noire e1 · Roi blanc sur case noire g1 | Tour noire sur case blanche a8 · Dame noire sur case noire b8 · Tour noire sur case blanche c8 · Roi noir sur case blanche g8 · Dame blanche sur case blanche d7 · Fou noir sur case noire e7 · Pion noir sur case blanche f7 · Pion noir sur case blanche a6 · Cavalier noir sur case blanche c6 · Pion noir sur case blanche e6 · Pion noir sur case blanche g6 · Pion noir sur case blanche b5 · Pion noir sur case noire c5 · Pion blanc sur case blanche c4 · Pion blanc sur case noire f4 · Cavalier blanc sur case noire c3 · Pion blanc sur case noire g3 · Pion blanc sur case blanche a2 · Pion blanc sur case noire b2 · Pion blanc sur case noire f2 · Fou blanc sur case blanche g2 · Tour blanche sur case noire a1 · Tour blanche sur case noire e1 · Roi blanc sur case noire g1 | 5 |
| 4 | Tour noire sur case blanche a8 · Dame noire sur case noire b8 · Tour noire sur case blanche c8 · Roi noir sur case blanche g8 · Dame blanche sur case blanche d7 · Fou noir sur case noire e7 · Pion noir sur case blanche f7 · Pion noir sur case blanche a6 · Cavalier noir sur case blanche c6 · Pion noir sur case blanche e6 · Pion noir sur case blanche g6 · Pion noir sur case blanche b5 · Pion noir sur case noire c5 · Pion blanc sur case blanche c4 · Pion blanc sur case noire f4 · Cavalier blanc sur case noire c3 · Pion blanc sur case noire g3 · Pion blanc sur case blanche a2 · Pion blanc sur case noire b2 · Pion blanc sur case noire f2 · Fou blanc sur case blanche g2 · Tour blanche sur case noire a1 · Tour blanche sur case noire e1 · Roi blanc sur case noire g1 | Tour noire sur case blanche a8 · Dame noire sur case noire b8 · Tour noire sur case blanche c8 · Roi noir sur case blanche g8 · Dame blanche sur case blanche d7 · Fou noir sur case noire e7 · Pion noir sur case blanche f7 · Pion noir sur case blanche a6 · Cavalier noir sur case blanche c6 · Pion noir sur case blanche e6 · Pion noir sur case blanche g6 · Pion noir sur case blanche b5 · Pion noir sur case noire c5 · Pion blanc sur case blanche c4 · Pion blanc sur case noire f4 · Cavalier blanc sur case noire c3 · Pion blanc sur case noire g3 · Pion blanc sur case blanche a2 · Pion blanc sur case noire b2 · Pion blanc sur case noire f2 · Fou blanc sur case blanche g2 · Tour blanche sur case noire a1 · Tour blanche sur case noire e1 · Roi blanc sur case noire g1 | Tour noire sur case blanche a8 · Dame noire sur case noire b8 · Tour noire sur case blanche c8 · Roi noir sur case blanche g8 · Dame blanche sur case blanche d7 · Fou noir sur case noire e7 · Pion noir sur case blanche f7 · Pion noir sur case blanche a6 · Cavalier noir sur case blanche c6 · Pion noir sur case blanche e6 · Pion noir sur case blanche g6 · Pion noir sur case blanche b5 · Pion noir sur case noire c5 · Pion blanc sur case blanche c4 · Pion blanc sur case noire f4 · Cavalier blanc sur case noire c3 · Pion blanc sur case noire g3 · Pion blanc sur case blanche a2 · Pion blanc sur case noire b2 · Pion blanc sur case noire f2 · Fou blanc sur case blanche g2 · Tour blanche sur case noire a1 · Tour blanche sur case noire e1 · Roi blanc sur case noire g1 | Tour noire sur case blanche a8 · Dame noire sur case noire b8 · Tour noire sur case blanche c8 · Roi noir sur case blanche g8 · Dame blanche sur case blanche d7 · Fou noir sur case noire e7 · Pion noir sur case blanche f7 · Pion noir sur case blanche a6 · Cavalier noir sur case blanche c6 · Pion noir sur case blanche e6 · Pion noir sur case blanche g6 · Pion noir sur case blanche b5 · Pion noir sur case noire c5 · Pion blanc sur case blanche c4 · Pion blanc sur case noire f4 · Cavalier blanc sur case noire c3 · Pion blanc sur case noire g3 · Pion blanc sur case blanche a2 · Pion blanc sur case noire b2 · Pion blanc sur case noire f2 · Fou blanc sur case blanche g2 · Tour blanche sur case noire a1 · Tour blanche sur case noire e1 · Roi blanc sur case noire g1 | Tour noire sur case blanche a8 · Dame noire sur case noire b8 · Tour noire sur case blanche c8 · Roi noir sur case blanche g8 · Dame blanche sur case blanche d7 · Fou noir sur case noire e7 · Pion noir sur case blanche f7 · Pion noir sur case blanche a6 · Cavalier noir sur case blanche c6 · Pion noir sur case blanche e6 · Pion noir sur case blanche g6 · Pion noir sur case blanche b5 · Pion noir sur case noire c5 · Pion blanc sur case blanche c4 · Pion blanc sur case noire f4 · Cavalier blanc sur case noire c3 · Pion blanc sur case noire g3 · Pion blanc sur case blanche a2 · Pion blanc sur case noire b2 · Pion blanc sur case noire f2 · Fou blanc sur case blanche g2 · Tour blanche sur case noire a1 · Tour blanche sur case noire e1 · Roi blanc sur case noire g1 | Tour noire sur case blanche a8 · Dame noire sur case noire b8 · Tour noire sur case blanche c8 · Roi noir sur case blanche g8 · Dame blanche sur case blanche d7 · Fou noir sur case noire e7 · Pion noir sur case blanche f7 · Pion noir sur case blanche a6 · Cavalier noir sur case blanche c6 · Pion noir sur case blanche e6 · Pion noir sur case blanche g6 · Pion noir sur case blanche b5 · Pion noir sur case noire c5 · Pion blanc sur case blanche c4 · Pion blanc sur case noire f4 · Cavalier blanc sur case noire c3 · Pion blanc sur case noire g3 · Pion blanc sur case blanche a2 · Pion blanc sur case noire b2 · Pion blanc sur case noire f2 · Fou blanc sur case blanche g2 · Tour blanche sur case noire a1 · Tour blanche sur case noire e1 · Roi blanc sur case noire g1 | Tour noire sur case blanche a8 · Dame noire sur case noire b8 · Tour noire sur case blanche c8 · Roi noir sur case blanche g8 · Dame blanche sur case blanche d7 · Fou noir sur case noire e7 · Pion noir sur case blanche f7 · Pion noir sur case blanche a6 · Cavalier noir sur case blanche c6 · Pion noir sur case blanche e6 · Pion noir sur case blanche g6 · Pion noir sur case blanche b5 · Pion noir sur case noire c5 · Pion blanc sur case blanche c4 · Pion blanc sur case noire f4 · Cavalier blanc sur case noire c3 · Pion blanc sur case noire g3 · Pion blanc sur case blanche a2 · Pion blanc sur case noire b2 · Pion blanc sur case noire f2 · Fou blanc sur case blanche g2 · Tour blanche sur case noire a1 · Tour blanche sur case noire e1 · Roi blanc sur case noire g1 | Tour noire sur case blanche a8 · Dame noire sur case noire b8 · Tour noire sur case blanche c8 · Roi noir sur case blanche g8 · Dame blanche sur case blanche d7 · Fou noir sur case noire e7 · Pion noir sur case blanche f7 · Pion noir sur case blanche a6 · Cavalier noir sur case blanche c6 · Pion noir sur case blanche e6 · Pion noir sur case blanche g6 · Pion noir sur case blanche b5 · Pion noir sur case noire c5 · Pion blanc sur case blanche c4 · Pion blanc sur case noire f4 · Cavalier blanc sur case noire c3 · Pion blanc sur case noire g3 · Pion blanc sur case blanche a2 · Pion blanc sur case noire b2 · Pion blanc sur case noire f2 · Fou blanc sur case blanche g2 · Tour blanche sur case noire a1 · Tour blanche sur case noire e1 · Roi blanc sur case noire g1 | 4 |
| 3 | Tour noire sur case blanche a8 · Dame noire sur case noire b8 · Tour noire sur case blanche c8 · Roi noir sur case blanche g8 · Dame blanche sur case blanche d7 · Fou noir sur case noire e7 · Pion noir sur case blanche f7 · Pion noir sur case blanche a6 · Cavalier noir sur case blanche c6 · Pion noir sur case blanche e6 · Pion noir sur case blanche g6 · Pion noir sur case blanche b5 · Pion noir sur case noire c5 · Pion blanc sur case blanche c4 · Pion blanc sur case noire f4 · Cavalier blanc sur case noire c3 · Pion blanc sur case noire g3 · Pion blanc sur case blanche a2 · Pion blanc sur case noire b2 · Pion blanc sur case noire f2 · Fou blanc sur case blanche g2 · Tour blanche sur case noire a1 · Tour blanche sur case noire e1 · Roi blanc sur case noire g1 | Tour noire sur case blanche a8 · Dame noire sur case noire b8 · Tour noire sur case blanche c8 · Roi noir sur case blanche g8 · Dame blanche sur case blanche d7 · Fou noir sur case noire e7 · Pion noir sur case blanche f7 · Pion noir sur case blanche a6 · Cavalier noir sur case blanche c6 · Pion noir sur case blanche e6 · Pion noir sur case blanche g6 · Pion noir sur case blanche b5 · Pion noir sur case noire c5 · Pion blanc sur case blanche c4 · Pion blanc sur case noire f4 · Cavalier blanc sur case noire c3 · Pion blanc sur case noire g3 · Pion blanc sur case blanche a2 · Pion blanc sur case noire b2 · Pion blanc sur case noire f2 · Fou blanc sur case blanche g2 · Tour blanche sur case noire a1 · Tour blanche sur case noire e1 · Roi blanc sur case noire g1 | Tour noire sur case blanche a8 · Dame noire sur case noire b8 · Tour noire sur case blanche c8 · Roi noir sur case blanche g8 · Dame blanche sur case blanche d7 · Fou noir sur case noire e7 · Pion noir sur case blanche f7 · Pion noir sur case blanche a6 · Cavalier noir sur case blanche c6 · Pion noir sur case blanche e6 · Pion noir sur case blanche g6 · Pion noir sur case blanche b5 · Pion noir sur case noire c5 · Pion blanc sur case blanche c4 · Pion blanc sur case noire f4 · Cavalier blanc sur case noire c3 · Pion blanc sur case noire g3 · Pion blanc sur case blanche a2 · Pion blanc sur case noire b2 · Pion blanc sur case noire f2 · Fou blanc sur case blanche g2 · Tour blanche sur case noire a1 · Tour blanche sur case noire e1 · Roi blanc sur case noire g1 | Tour noire sur case blanche a8 · Dame noire sur case noire b8 · Tour noire sur case blanche c8 · Roi noir sur case blanche g8 · Dame blanche sur case blanche d7 · Fou noir sur case noire e7 · Pion noir sur case blanche f7 · Pion noir sur case blanche a6 · Cavalier noir sur case blanche c6 · Pion noir sur case blanche e6 · Pion noir sur case blanche g6 · Pion noir sur case blanche b5 · Pion noir sur case noire c5 · Pion blanc sur case blanche c4 · Pion blanc sur case noire f4 · Cavalier blanc sur case noire c3 · Pion blanc sur case noire g3 · Pion blanc sur case blanche a2 · Pion blanc sur case noire b2 · Pion blanc sur case noire f2 · Fou blanc sur case blanche g2 · Tour blanche sur case noire a1 · Tour blanche sur case noire e1 · Roi blanc sur case noire g1 | Tour noire sur case blanche a8 · Dame noire sur case noire b8 · Tour noire sur case blanche c8 · Roi noir sur case blanche g8 · Dame blanche sur case blanche d7 · Fou noir sur case noire e7 · Pion noir sur case blanche f7 · Pion noir sur case blanche a6 · Cavalier noir sur case blanche c6 · Pion noir sur case blanche e6 · Pion noir sur case blanche g6 · Pion noir sur case blanche b5 · Pion noir sur case noire c5 · Pion blanc sur case blanche c4 · Pion blanc sur case noire f4 · Cavalier blanc sur case noire c3 · Pion blanc sur case noire g3 · Pion blanc sur case blanche a2 · Pion blanc sur case noire b2 · Pion blanc sur case noire f2 · Fou blanc sur case blanche g2 · Tour blanche sur case noire a1 · Tour blanche sur case noire e1 · Roi blanc sur case noire g1 | Tour noire sur case blanche a8 · Dame noire sur case noire b8 · Tour noire sur case blanche c8 · Roi noir sur case blanche g8 · Dame blanche sur case blanche d7 · Fou noir sur case noire e7 · Pion noir sur case blanche f7 · Pion noir sur case blanche a6 · Cavalier noir sur case blanche c6 · Pion noir sur case blanche e6 · Pion noir sur case blanche g6 · Pion noir sur case blanche b5 · Pion noir sur case noire c5 · Pion blanc sur case blanche c4 · Pion blanc sur case noire f4 · Cavalier blanc sur case noire c3 · Pion blanc sur case noire g3 · Pion blanc sur case blanche a2 · Pion blanc sur case noire b2 · Pion blanc sur case noire f2 · Fou blanc sur case blanche g2 · Tour blanche sur case noire a1 · Tour blanche sur case noire e1 · Roi blanc sur case noire g1 | Tour noire sur case blanche a8 · Dame noire sur case noire b8 · Tour noire sur case blanche c8 · Roi noir sur case blanche g8 · Dame blanche sur case blanche d7 · Fou noir sur case noire e7 · Pion noir sur case blanche f7 · Pion noir sur case blanche a6 · Cavalier noir sur case blanche c6 · Pion noir sur case blanche e6 · Pion noir sur case blanche g6 · Pion noir sur case blanche b5 · Pion noir sur case noire c5 · Pion blanc sur case blanche c4 · Pion blanc sur case noire f4 · Cavalier blanc sur case noire c3 · Pion blanc sur case noire g3 · Pion blanc sur case blanche a2 · Pion blanc sur case noire b2 · Pion blanc sur case noire f2 · Fou blanc sur case blanche g2 · Tour blanche sur case noire a1 · Tour blanche sur case noire e1 · Roi blanc sur case noire g1 | Tour noire sur case blanche a8 · Dame noire sur case noire b8 · Tour noire sur case blanche c8 · Roi noir sur case blanche g8 · Dame blanche sur case blanche d7 · Fou noir sur case noire e7 · Pion noir sur case blanche f7 · Pion noir sur case blanche a6 · Cavalier noir sur case blanche c6 · Pion noir sur case blanche e6 · Pion noir sur case blanche g6 · Pion noir sur case blanche b5 · Pion noir sur case noire c5 · Pion blanc sur case blanche c4 · Pion blanc sur case noire f4 · Cavalier blanc sur case noire c3 · Pion blanc sur case noire g3 · Pion blanc sur case blanche a2 · Pion blanc sur case noire b2 · Pion blanc sur case noire f2 · Fou blanc sur case blanche g2 · Tour blanche sur case noire a1 · Tour blanche sur case noire e1 · Roi blanc sur case noire g1 | 3 |
| 2 | Tour noire sur case blanche a8 · Dame noire sur case noire b8 · Tour noire sur case blanche c8 · Roi noir sur case blanche g8 · Dame blanche sur case blanche d7 · Fou noir sur case noire e7 · Pion noir sur case blanche f7 · Pion noir sur case blanche a6 · Cavalier noir sur case blanche c6 · Pion noir sur case blanche e6 · Pion noir sur case blanche g6 · Pion noir sur case blanche b5 · Pion noir sur case noire c5 · Pion blanc sur case blanche c4 · Pion blanc sur case noire f4 · Cavalier blanc sur case noire c3 · Pion blanc sur case noire g3 · Pion blanc sur case blanche a2 · Pion blanc sur case noire b2 · Pion blanc sur case noire f2 · Fou blanc sur case blanche g2 · Tour blanche sur case noire a1 · Tour blanche sur case noire e1 · Roi blanc sur case noire g1 | Tour noire sur case blanche a8 · Dame noire sur case noire b8 · Tour noire sur case blanche c8 · Roi noir sur case blanche g8 · Dame blanche sur case blanche d7 · Fou noir sur case noire e7 · Pion noir sur case blanche f7 · Pion noir sur case blanche a6 · Cavalier noir sur case blanche c6 · Pion noir sur case blanche e6 · Pion noir sur case blanche g6 · Pion noir sur case blanche b5 · Pion noir sur case noire c5 · Pion blanc sur case blanche c4 · Pion blanc sur case noire f4 · Cavalier blanc sur case noire c3 · Pion blanc sur case noire g3 · Pion blanc sur case blanche a2 · Pion blanc sur case noire b2 · Pion blanc sur case noire f2 · Fou blanc sur case blanche g2 · Tour blanche sur case noire a1 · Tour blanche sur case noire e1 · Roi blanc sur case noire g1 | Tour noire sur case blanche a8 · Dame noire sur case noire b8 · Tour noire sur case blanche c8 · Roi noir sur case blanche g8 · Dame blanche sur case blanche d7 · Fou noir sur case noire e7 · Pion noir sur case blanche f7 · Pion noir sur case blanche a6 · Cavalier noir sur case blanche c6 · Pion noir sur case blanche e6 · Pion noir sur case blanche g6 · Pion noir sur case blanche b5 · Pion noir sur case noire c5 · Pion blanc sur case blanche c4 · Pion blanc sur case noire f4 · Cavalier blanc sur case noire c3 · Pion blanc sur case noire g3 · Pion blanc sur case blanche a2 · Pion blanc sur case noire b2 · Pion blanc sur case noire f2 · Fou blanc sur case blanche g2 · Tour blanche sur case noire a1 · Tour blanche sur case noire e1 · Roi blanc sur case noire g1 | Tour noire sur case blanche a8 · Dame noire sur case noire b8 · Tour noire sur case blanche c8 · Roi noir sur case blanche g8 · Dame blanche sur case blanche d7 · Fou noir sur case noire e7 · Pion noir sur case blanche f7 · Pion noir sur case blanche a6 · Cavalier noir sur case blanche c6 · Pion noir sur case blanche e6 · Pion noir sur case blanche g6 · Pion noir sur case blanche b5 · Pion noir sur case noire c5 · Pion blanc sur case blanche c4 · Pion blanc sur case noire f4 · Cavalier blanc sur case noire c3 · Pion blanc sur case noire g3 · Pion blanc sur case blanche a2 · Pion blanc sur case noire b2 · Pion blanc sur case noire f2 · Fou blanc sur case blanche g2 · Tour blanche sur case noire a1 · Tour blanche sur case noire e1 · Roi blanc sur case noire g1 | Tour noire sur case blanche a8 · Dame noire sur case noire b8 · Tour noire sur case blanche c8 · Roi noir sur case blanche g8 · Dame blanche sur case blanche d7 · Fou noir sur case noire e7 · Pion noir sur case blanche f7 · Pion noir sur case blanche a6 · Cavalier noir sur case blanche c6 · Pion noir sur case blanche e6 · Pion noir sur case blanche g6 · Pion noir sur case blanche b5 · Pion noir sur case noire c5 · Pion blanc sur case blanche c4 · Pion blanc sur case noire f4 · Cavalier blanc sur case noire c3 · Pion blanc sur case noire g3 · Pion blanc sur case blanche a2 · Pion blanc sur case noire b2 · Pion blanc sur case noire f2 · Fou blanc sur case blanche g2 · Tour blanche sur case noire a1 · Tour blanche sur case noire e1 · Roi blanc sur case noire g1 | Tour noire sur case blanche a8 · Dame noire sur case noire b8 · Tour noire sur case blanche c8 · Roi noir sur case blanche g8 · Dame blanche sur case blanche d7 · Fou noir sur case noire e7 · Pion noir sur case blanche f7 · Pion noir sur case blanche a6 · Cavalier noir sur case blanche c6 · Pion noir sur case blanche e6 · Pion noir sur case blanche g6 · Pion noir sur case blanche b5 · Pion noir sur case noire c5 · Pion blanc sur case blanche c4 · Pion blanc sur case noire f4 · Cavalier blanc sur case noire c3 · Pion blanc sur case noire g3 · Pion blanc sur case blanche a2 · Pion blanc sur case noire b2 · Pion blanc sur case noire f2 · Fou blanc sur case blanche g2 · Tour blanche sur case noire a1 · Tour blanche sur case noire e1 · Roi blanc sur case noire g1 | Tour noire sur case blanche a8 · Dame noire sur case noire b8 · Tour noire sur case blanche c8 · Roi noir sur case blanche g8 · Dame blanche sur case blanche d7 · Fou noir sur case noire e7 · Pion noir sur case blanche f7 · Pion noir sur case blanche a6 · Cavalier noir sur case blanche c6 · Pion noir sur case blanche e6 · Pion noir sur case blanche g6 · Pion noir sur case blanche b5 · Pion noir sur case noire c5 · Pion blanc sur case blanche c4 · Pion blanc sur case noire f4 · Cavalier blanc sur case noire c3 · Pion blanc sur case noire g3 · Pion blanc sur case blanche a2 · Pion blanc sur case noire b2 · Pion blanc sur case noire f2 · Fou blanc sur case blanche g2 · Tour blanche sur case noire a1 · Tour blanche sur case noire e1 · Roi blanc sur case noire g1 | Tour noire sur case blanche a8 · Dame noire sur case noire b8 · Tour noire sur case blanche c8 · Roi noir sur case blanche g8 · Dame blanche sur case blanche d7 · Fou noir sur case noire e7 · Pion noir sur case blanche f7 · Pion noir sur case blanche a6 · Cavalier noir sur case blanche c6 · Pion noir sur case blanche e6 · Pion noir sur case blanche g6 · Pion noir sur case blanche b5 · Pion noir sur case noire c5 · Pion blanc sur case blanche c4 · Pion blanc sur case noire f4 · Cavalier blanc sur case noire c3 · Pion blanc sur case noire g3 · Pion blanc sur case blanche a2 · Pion blanc sur case noire b2 · Pion blanc sur case noire f2 · Fou blanc sur case blanche g2 · Tour blanche sur case noire a1 · Tour blanche sur case noire e1 · Roi blanc sur case noire g1 | 2 |
| 1 | Tour noire sur case blanche a8 · Dame noire sur case noire b8 · Tour noire sur case blanche c8 · Roi noir sur case blanche g8 · Dame blanche sur case blanche d7 · Fou noir sur case noire e7 · Pion noir sur case blanche f7 · Pion noir sur case blanche a6 · Cavalier noir sur case blanche c6 · Pion noir sur case blanche e6 · Pion noir sur case blanche g6 · Pion noir sur case blanche b5 · Pion noir sur case noire c5 · Pion blanc sur case blanche c4 · Pion blanc sur case noire f4 · Cavalier blanc sur case noire c3 · Pion blanc sur case noire g3 · Pion blanc sur case blanche a2 · Pion blanc sur case noire b2 · Pion blanc sur case noire f2 · Fou blanc sur case blanche g2 · Tour blanche sur case noire a1 · Tour blanche sur case noire e1 · Roi blanc sur case noire g1 | Tour noire sur case blanche a8 · Dame noire sur case noire b8 · Tour noire sur case blanche c8 · Roi noir sur case blanche g8 · Dame blanche sur case blanche d7 · Fou noir sur case noire e7 · Pion noir sur case blanche f7 · Pion noir sur case blanche a6 · Cavalier noir sur case blanche c6 · Pion noir sur case blanche e6 · Pion noir sur case blanche g6 · Pion noir sur case blanche b5 · Pion noir sur case noire c5 · Pion blanc sur case blanche c4 · Pion blanc sur case noire f4 · Cavalier blanc sur case noire c3 · Pion blanc sur case noire g3 · Pion blanc sur case blanche a2 · Pion blanc sur case noire b2 · Pion blanc sur case noire f2 · Fou blanc sur case blanche g2 · Tour blanche sur case noire a1 · Tour blanche sur case noire e1 · Roi blanc sur case noire g1 | Tour noire sur case blanche a8 · Dame noire sur case noire b8 · Tour noire sur case blanche c8 · Roi noir sur case blanche g8 · Dame blanche sur case blanche d7 · Fou noir sur case noire e7 · Pion noir sur case blanche f7 · Pion noir sur case blanche a6 · Cavalier noir sur case blanche c6 · Pion noir sur case blanche e6 · Pion noir sur case blanche g6 · Pion noir sur case blanche b5 · Pion noir sur case noire c5 · Pion blanc sur case blanche c4 · Pion blanc sur case noire f4 · Cavalier blanc sur case noire c3 · Pion blanc sur case noire g3 · Pion blanc sur case blanche a2 · Pion blanc sur case noire b2 · Pion blanc sur case noire f2 · Fou blanc sur case blanche g2 · Tour blanche sur case noire a1 · Tour blanche sur case noire e1 · Roi blanc sur case noire g1 | Tour noire sur case blanche a8 · Dame noire sur case noire b8 · Tour noire sur case blanche c8 · Roi noir sur case blanche g8 · Dame blanche sur case blanche d7 · Fou noir sur case noire e7 · Pion noir sur case blanche f7 · Pion noir sur case blanche a6 · Cavalier noir sur case blanche c6 · Pion noir sur case blanche e6 · Pion noir sur case blanche g6 · Pion noir sur case blanche b5 · Pion noir sur case noire c5 · Pion blanc sur case blanche c4 · Pion blanc sur case noire f4 · Cavalier blanc sur case noire c3 · Pion blanc sur case noire g3 · Pion blanc sur case blanche a2 · Pion blanc sur case noire b2 · Pion blanc sur case noire f2 · Fou blanc sur case blanche g2 · Tour blanche sur case noire a1 · Tour blanche sur case noire e1 · Roi blanc sur case noire g1 | Tour noire sur case blanche a8 · Dame noire sur case noire b8 · Tour noire sur case blanche c8 · Roi noir sur case blanche g8 · Dame blanche sur case blanche d7 · Fou noir sur case noire e7 · Pion noir sur case blanche f7 · Pion noir sur case blanche a6 · Cavalier noir sur case blanche c6 · Pion noir sur case blanche e6 · Pion noir sur case blanche g6 · Pion noir sur case blanche b5 · Pion noir sur case noire c5 · Pion blanc sur case blanche c4 · Pion blanc sur case noire f4 · Cavalier blanc sur case noire c3 · Pion blanc sur case noire g3 · Pion blanc sur case blanche a2 · Pion blanc sur case noire b2 · Pion blanc sur case noire f2 · Fou blanc sur case blanche g2 · Tour blanche sur case noire a1 · Tour blanche sur case noire e1 · Roi blanc sur case noire g1 | Tour noire sur case blanche a8 · Dame noire sur case noire b8 · Tour noire sur case blanche c8 · Roi noir sur case blanche g8 · Dame blanche sur case blanche d7 · Fou noir sur case noire e7 · Pion noir sur case blanche f7 · Pion noir sur case blanche a6 · Cavalier noir sur case blanche c6 · Pion noir sur case blanche e6 · Pion noir sur case blanche g6 · Pion noir sur case blanche b5 · Pion noir sur case noire c5 · Pion blanc sur case blanche c4 · Pion blanc sur case noire f4 · Cavalier blanc sur case noire c3 · Pion blanc sur case noire g3 · Pion blanc sur case blanche a2 · Pion blanc sur case noire b2 · Pion blanc sur case noire f2 · Fou blanc sur case blanche g2 · Tour blanche sur case noire a1 · Tour blanche sur case noire e1 · Roi blanc sur case noire g1 | Tour noire sur case blanche a8 · Dame noire sur case noire b8 · Tour noire sur case blanche c8 · Roi noir sur case blanche g8 · Dame blanche sur case blanche d7 · Fou noir sur case noire e7 · Pion noir sur case blanche f7 · Pion noir sur case blanche a6 · Cavalier noir sur case blanche c6 · Pion noir sur case blanche e6 · Pion noir sur case blanche g6 · Pion noir sur case blanche b5 · Pion noir sur case noire c5 · Pion blanc sur case blanche c4 · Pion blanc sur case noire f4 · Cavalier blanc sur case noire c3 · Pion blanc sur case noire g3 · Pion blanc sur case blanche a2 · Pion blanc sur case noire b2 · Pion blanc sur case noire f2 · Fou blanc sur case blanche g2 · Tour blanche sur case noire a1 · Tour blanche sur case noire e1 · Roi blanc sur case noire g1 | Tour noire sur case blanche a8 · Dame noire sur case noire b8 · Tour noire sur case blanche c8 · Roi noir sur case blanche g8 · Dame blanche sur case blanche d7 · Fou noir sur case noire e7 · Pion noir sur case blanche f7 · Pion noir sur case blanche a6 · Cavalier noir sur case blanche c6 · Pion noir sur case blanche e6 · Pion noir sur case blanche g6 · Pion noir sur case blanche b5 · Pion noir sur case noire c5 · Pion blanc sur case blanche c4 · Pion blanc sur case noire f4 · Cavalier blanc sur case noire c3 · Pion blanc sur case noire g3 · Pion blanc sur case blanche a2 · Pion blanc sur case noire b2 · Pion blanc sur case noire f2 · Fou blanc sur case blanche g2 · Tour blanche sur case noire a1 · Tour blanche sur case noire e1 · Roi blanc sur case noire g1 | 1 |
|   | a | b | c | d | e | f | g | h |   |

Anatoli Karpov - Veselin Topalov, Tournoi de Linares, ronde 4, 27 février 1994
Ouverture anglaise, variante symétrique (Code ECO : A32) :

1. d4 Cf6 2. c4 c5 3. Cf3 cxd4 4. Cxd4 e6 5. g3 Cc6 6. Fg2 Fc5 7. Cb3 Fe7 8. Cc3 O-O 9. O-O d6 10. Ff4 Ch5 11. e3 Cxf4 12. exf4 Fd7 13. Dd2 Db8 14. Tfe1! g6 15. h4 a6 16. h5 b5 17. hxg6 hxg6 18. Cc5 dxc5 19. Dxd7 Tc8 (diagramme)
20. Txe6!! Ta7 (20...fxe6 21.Fxc6 Ta7 22.Dxe6+ Rg7 23.Fd7 et les blancs gardent leur avantage matériel) 21. Txg6+! fxg6 22. De6+ Rg7 23. Fxc6 Td8 24. cxb5 Ff6 25. Ce4 Fd4 26. bxa6 Db6 27. Td1 Dxa6 28. Txd4!! Txd4 (28...cxd4 29.Df6+ Rh6 30.Dh4+ Rg7 31.Dxd8 Dxc6 32.Dxd4+ et les blancs sont mieux) 29. Df6+ Rg8 30. Dxg6+ Rf8 31. De8+ Rg7 32. De5+ Rg8 33. Cf6+ Rf7 34. Fe8+ Rf8 35. Dxc5+ Dd6 36. Dxa7 Dxf6 37. Fh5 Td2 38. b3 Tb2 39. Rg2 1-0

### Karpov-Kramnik, 1994
Anatoli Karpov - Vladimir Kramnik, Tournoi de Linares, ronde 11, 11 mars 1994

Défense semi-slave, variante de Méran (Code ECO : D48) :

1. d4 d5 2. c4 c6 3. Cf3 Cf6 4. Cc3 e6 5. e3 Cbd7 6. Fd3 dxc4 7. Fxc4 b5 8. Fd3 a6 9. e4 c5 10. d5 c4 11. dxe6 fxe6 12. Fc2 Fb7 13. 0-0 Dc7 14. Cg5 Cc5 15. e5! Dxe5 16. Te1 Dd6 17. Dxd6 Fxd6 18. Fe3!N (N pour « nouveauté théorique »)
Ce coup a été jugé la plus importante nouveauté théorique dans l'Informateur d'échecs no 60, qui a ainsi décerné ses deux principales récompenses à la même personne et pour le même Tournoi. Karpov aurait déclaré : « Cela survient très rarement dans l'histoire de ces compétitions ! ». 18. Fe3 est une idée originale, de nature stratégique plutôt que tactique, dans une ouverture (défense semi-slave) dont les arcanes étaient alors un des prés carrés de Kramnik.
Ce dernier mit près de 50 minutes pour répondre : 18...0-0 19. Tad1 Fe7 20. Fxc5 Fxc5 21. Cxe6 Tfc8 22. h3! (« un coup modeste, typique de Karpov, qui prépare une offensive à grande échelle sur l'aile-roi », selon Kasparov) 22....Ff8? (Viktor Kortchnoï recommanda 22...Tab8!)
23. g4 h6 24. f4! Ff3 25. Td2 Fc6 26. g5 hxg5 27. fxg5 Cd7 28. Cxf8! Cxf8 29. Td6! b4 30. Ce4 (30. Cd5!) Fe8 31. Cg3! Td8 32. Cf5 Txd6 33. Cxd6 Fg6? (33...Ff7) 34. Fxg6 Cxg6 35. Cxc4 Td8 36. Te4! b3 37. axb3 Td3 38. Rg2 Txb3 39. h4 Cf8?! 40. Te8! et les Noirs perdirent au temps dans une position difficile  1-0

## Contributions principales aux échecs

### Contributions à la théorie des ouvertures

#### Deuxième partie du match des candidats Karpov-Kortchnoï, 1974
Plusieurs apports de Karpov à la théorie des ouvertures sont détaillés par Garry Kasparov dans son ouvrage On my great predecessors, Part V. Cependant, beaucoup des nouveautés théoriques dans le jeu de Karpov étaient en fait dues à ses nombreux secondants.
|   | a | b | c | d | e | f | g | h |   |
| 8 | Dame noire sur case noire d8 · Tour noire sur case noire f8 · Roi noir sur case blanche g8 · Pion noir sur case noire a7 · Pion noir sur case blanche b7 · Fou noir sur case blanche d7 · Pion noir sur case noire e7 · Pion noir sur case blanche f7 · Fou noir sur case noire g7 · Pion noir sur case blanche h7 · Pion noir sur case noire d6 · Cavalier noir sur case noire f6 · Pion noir sur case blanche g6 · Tour noire sur case blanche c4 · Cavalier blanc sur case noire d4 · Pion blanc sur case blanche e4 · Pion blanc sur case blanche g4 · Cavalier blanc sur case noire c3 · Fou blanc sur case noire e3 · Pion blanc sur case blanche f3 · Pion blanc sur case blanche a2 · Pion blanc sur case noire b2 · Pion blanc sur case blanche c2 · Dame blanche sur case noire d2 · Roi blanc sur case noire c1 · Tour blanche sur case blanche d1 · Tour blanche sur case blanche h1 | Dame noire sur case noire d8 · Tour noire sur case noire f8 · Roi noir sur case blanche g8 · Pion noir sur case noire a7 · Pion noir sur case blanche b7 · Fou noir sur case blanche d7 · Pion noir sur case noire e7 · Pion noir sur case blanche f7 · Fou noir sur case noire g7 · Pion noir sur case blanche h7 · Pion noir sur case noire d6 · Cavalier noir sur case noire f6 · Pion noir sur case blanche g6 · Tour noire sur case blanche c4 · Cavalier blanc sur case noire d4 · Pion blanc sur case blanche e4 · Pion blanc sur case blanche g4 · Cavalier blanc sur case noire c3 · Fou blanc sur case noire e3 · Pion blanc sur case blanche f3 · Pion blanc sur case blanche a2 · Pion blanc sur case noire b2 · Pion blanc sur case blanche c2 · Dame blanche sur case noire d2 · Roi blanc sur case noire c1 · Tour blanche sur case blanche d1 · Tour blanche sur case blanche h1 | Dame noire sur case noire d8 · Tour noire sur case noire f8 · Roi noir sur case blanche g8 · Pion noir sur case noire a7 · Pion noir sur case blanche b7 · Fou noir sur case blanche d7 · Pion noir sur case noire e7 · Pion noir sur case blanche f7 · Fou noir sur case noire g7 · Pion noir sur case blanche h7 · Pion noir sur case noire d6 · Cavalier noir sur case noire f6 · Pion noir sur case blanche g6 · Tour noire sur case blanche c4 · Cavalier blanc sur case noire d4 · Pion blanc sur case blanche e4 · Pion blanc sur case blanche g4 · Cavalier blanc sur case noire c3 · Fou blanc sur case noire e3 · Pion blanc sur case blanche f3 · Pion blanc sur case blanche a2 · Pion blanc sur case noire b2 · Pion blanc sur case blanche c2 · Dame blanche sur case noire d2 · Roi blanc sur case noire c1 · Tour blanche sur case blanche d1 · Tour blanche sur case blanche h1 | Dame noire sur case noire d8 · Tour noire sur case noire f8 · Roi noir sur case blanche g8 · Pion noir sur case noire a7 · Pion noir sur case blanche b7 · Fou noir sur case blanche d7 · Pion noir sur case noire e7 · Pion noir sur case blanche f7 · Fou noir sur case noire g7 · Pion noir sur case blanche h7 · Pion noir sur case noire d6 · Cavalier noir sur case noire f6 · Pion noir sur case blanche g6 · Tour noire sur case blanche c4 · Cavalier blanc sur case noire d4 · Pion blanc sur case blanche e4 · Pion blanc sur case blanche g4 · Cavalier blanc sur case noire c3 · Fou blanc sur case noire e3 · Pion blanc sur case blanche f3 · Pion blanc sur case blanche a2 · Pion blanc sur case noire b2 · Pion blanc sur case blanche c2 · Dame blanche sur case noire d2 · Roi blanc sur case noire c1 · Tour blanche sur case blanche d1 · Tour blanche sur case blanche h1 | Dame noire sur case noire d8 · Tour noire sur case noire f8 · Roi noir sur case blanche g8 · Pion noir sur case noire a7 · Pion noir sur case blanche b7 · Fou noir sur case blanche d7 · Pion noir sur case noire e7 · Pion noir sur case blanche f7 · Fou noir sur case noire g7 · Pion noir sur case blanche h7 · Pion noir sur case noire d6 · Cavalier noir sur case noire f6 · Pion noir sur case blanche g6 · Tour noire sur case blanche c4 · Cavalier blanc sur case noire d4 · Pion blanc sur case blanche e4 · Pion blanc sur case blanche g4 · Cavalier blanc sur case noire c3 · Fou blanc sur case noire e3 · Pion blanc sur case blanche f3 · Pion blanc sur case blanche a2 · Pion blanc sur case noire b2 · Pion blanc sur case blanche c2 · Dame blanche sur case noire d2 · Roi blanc sur case noire c1 · Tour blanche sur case blanche d1 · Tour blanche sur case blanche h1 | Dame noire sur case noire d8 · Tour noire sur case noire f8 · Roi noir sur case blanche g8 · Pion noir sur case noire a7 · Pion noir sur case blanche b7 · Fou noir sur case blanche d7 · Pion noir sur case noire e7 · Pion noir sur case blanche f7 · Fou noir sur case noire g7 · Pion noir sur case blanche h7 · Pion noir sur case noire d6 · Cavalier noir sur case noire f6 · Pion noir sur case blanche g6 · Tour noire sur case blanche c4 · Cavalier blanc sur case noire d4 · Pion blanc sur case blanche e4 · Pion blanc sur case blanche g4 · Cavalier blanc sur case noire c3 · Fou blanc sur case noire e3 · Pion blanc sur case blanche f3 · Pion blanc sur case blanche a2 · Pion blanc sur case noire b2 · Pion blanc sur case blanche c2 · Dame blanche sur case noire d2 · Roi blanc sur case noire c1 · Tour blanche sur case blanche d1 · Tour blanche sur case blanche h1 | Dame noire sur case noire d8 · Tour noire sur case noire f8 · Roi noir sur case blanche g8 · Pion noir sur case noire a7 · Pion noir sur case blanche b7 · Fou noir sur case blanche d7 · Pion noir sur case noire e7 · Pion noir sur case blanche f7 · Fou noir sur case noire g7 · Pion noir sur case blanche h7 · Pion noir sur case noire d6 · Cavalier noir sur case noire f6 · Pion noir sur case blanche g6 · Tour noire sur case blanche c4 · Cavalier blanc sur case noire d4 · Pion blanc sur case blanche e4 · Pion blanc sur case blanche g4 · Cavalier blanc sur case noire c3 · Fou blanc sur case noire e3 · Pion blanc sur case blanche f3 · Pion blanc sur case blanche a2 · Pion blanc sur case noire b2 · Pion blanc sur case blanche c2 · Dame blanche sur case noire d2 · Roi blanc sur case noire c1 · Tour blanche sur case blanche d1 · Tour blanche sur case blanche h1 | Dame noire sur case noire d8 · Tour noire sur case noire f8 · Roi noir sur case blanche g8 · Pion noir sur case noire a7 · Pion noir sur case blanche b7 · Fou noir sur case blanche d7 · Pion noir sur case noire e7 · Pion noir sur case blanche f7 · Fou noir sur case noire g7 · Pion noir sur case blanche h7 · Pion noir sur case noire d6 · Cavalier noir sur case noire f6 · Pion noir sur case blanche g6 · Tour noire sur case blanche c4 · Cavalier blanc sur case noire d4 · Pion blanc sur case blanche e4 · Pion blanc sur case blanche g4 · Cavalier blanc sur case noire c3 · Fou blanc sur case noire e3 · Pion blanc sur case blanche f3 · Pion blanc sur case blanche a2 · Pion blanc sur case noire b2 · Pion blanc sur case blanche c2 · Dame blanche sur case noire d2 · Roi blanc sur case noire c1 · Tour blanche sur case blanche d1 · Tour blanche sur case blanche h1 | 8 |
| 7 | Dame noire sur case noire d8 · Tour noire sur case noire f8 · Roi noir sur case blanche g8 · Pion noir sur case noire a7 · Pion noir sur case blanche b7 · Fou noir sur case blanche d7 · Pion noir sur case noire e7 · Pion noir sur case blanche f7 · Fou noir sur case noire g7 · Pion noir sur case blanche h7 · Pion noir sur case noire d6 · Cavalier noir sur case noire f6 · Pion noir sur case blanche g6 · Tour noire sur case blanche c4 · Cavalier blanc sur case noire d4 · Pion blanc sur case blanche e4 · Pion blanc sur case blanche g4 · Cavalier blanc sur case noire c3 · Fou blanc sur case noire e3 · Pion blanc sur case blanche f3 · Pion blanc sur case blanche a2 · Pion blanc sur case noire b2 · Pion blanc sur case blanche c2 · Dame blanche sur case noire d2 · Roi blanc sur case noire c1 · Tour blanche sur case blanche d1 · Tour blanche sur case blanche h1 | Dame noire sur case noire d8 · Tour noire sur case noire f8 · Roi noir sur case blanche g8 · Pion noir sur case noire a7 · Pion noir sur case blanche b7 · Fou noir sur case blanche d7 · Pion noir sur case noire e7 · Pion noir sur case blanche f7 · Fou noir sur case noire g7 · Pion noir sur case blanche h7 · Pion noir sur case noire d6 · Cavalier noir sur case noire f6 · Pion noir sur case blanche g6 · Tour noire sur case blanche c4 · Cavalier blanc sur case noire d4 · Pion blanc sur case blanche e4 · Pion blanc sur case blanche g4 · Cavalier blanc sur case noire c3 · Fou blanc sur case noire e3 · Pion blanc sur case blanche f3 · Pion blanc sur case blanche a2 · Pion blanc sur case noire b2 · Pion blanc sur case blanche c2 · Dame blanche sur case noire d2 · Roi blanc sur case noire c1 · Tour blanche sur case blanche d1 · Tour blanche sur case blanche h1 | Dame noire sur case noire d8 · Tour noire sur case noire f8 · Roi noir sur case blanche g8 · Pion noir sur case noire a7 · Pion noir sur case blanche b7 · Fou noir sur case blanche d7 · Pion noir sur case noire e7 · Pion noir sur case blanche f7 · Fou noir sur case noire g7 · Pion noir sur case blanche h7 · Pion noir sur case noire d6 · Cavalier noir sur case noire f6 · Pion noir sur case blanche g6 · Tour noire sur case blanche c4 · Cavalier blanc sur case noire d4 · Pion blanc sur case blanche e4 · Pion blanc sur case blanche g4 · Cavalier blanc sur case noire c3 · Fou blanc sur case noire e3 · Pion blanc sur case blanche f3 · Pion blanc sur case blanche a2 · Pion blanc sur case noire b2 · Pion blanc sur case blanche c2 · Dame blanche sur case noire d2 · Roi blanc sur case noire c1 · Tour blanche sur case blanche d1 · Tour blanche sur case blanche h1 | Dame noire sur case noire d8 · Tour noire sur case noire f8 · Roi noir sur case blanche g8 · Pion noir sur case noire a7 · Pion noir sur case blanche b7 · Fou noir sur case blanche d7 · Pion noir sur case noire e7 · Pion noir sur case blanche f7 · Fou noir sur case noire g7 · Pion noir sur case blanche h7 · Pion noir sur case noire d6 · Cavalier noir sur case noire f6 · Pion noir sur case blanche g6 · Tour noire sur case blanche c4 · Cavalier blanc sur case noire d4 · Pion blanc sur case blanche e4 · Pion blanc sur case blanche g4 · Cavalier blanc sur case noire c3 · Fou blanc sur case noire e3 · Pion blanc sur case blanche f3 · Pion blanc sur case blanche a2 · Pion blanc sur case noire b2 · Pion blanc sur case blanche c2 · Dame blanche sur case noire d2 · Roi blanc sur case noire c1 · Tour blanche sur case blanche d1 · Tour blanche sur case blanche h1 | Dame noire sur case noire d8 · Tour noire sur case noire f8 · Roi noir sur case blanche g8 · Pion noir sur case noire a7 · Pion noir sur case blanche b7 · Fou noir sur case blanche d7 · Pion noir sur case noire e7 · Pion noir sur case blanche f7 · Fou noir sur case noire g7 · Pion noir sur case blanche h7 · Pion noir sur case noire d6 · Cavalier noir sur case noire f6 · Pion noir sur case blanche g6 · Tour noire sur case blanche c4 · Cavalier blanc sur case noire d4 · Pion blanc sur case blanche e4 · Pion blanc sur case blanche g4 · Cavalier blanc sur case noire c3 · Fou blanc sur case noire e3 · Pion blanc sur case blanche f3 · Pion blanc sur case blanche a2 · Pion blanc sur case noire b2 · Pion blanc sur case blanche c2 · Dame blanche sur case noire d2 · Roi blanc sur case noire c1 · Tour blanche sur case blanche d1 · Tour blanche sur case blanche h1 | Dame noire sur case noire d8 · Tour noire sur case noire f8 · Roi noir sur case blanche g8 · Pion noir sur case noire a7 · Pion noir sur case blanche b7 · Fou noir sur case blanche d7 · Pion noir sur case noire e7 · Pion noir sur case blanche f7 · Fou noir sur case noire g7 · Pion noir sur case blanche h7 · Pion noir sur case noire d6 · Cavalier noir sur case noire f6 · Pion noir sur case blanche g6 · Tour noire sur case blanche c4 · Cavalier blanc sur case noire d4 · Pion blanc sur case blanche e4 · Pion blanc sur case blanche g4 · Cavalier blanc sur case noire c3 · Fou blanc sur case noire e3 · Pion blanc sur case blanche f3 · Pion blanc sur case blanche a2 · Pion blanc sur case noire b2 · Pion blanc sur case blanche c2 · Dame blanche sur case noire d2 · Roi blanc sur case noire c1 · Tour blanche sur case blanche d1 · Tour blanche sur case blanche h1 | Dame noire sur case noire d8 · Tour noire sur case noire f8 · Roi noir sur case blanche g8 · Pion noir sur case noire a7 · Pion noir sur case blanche b7 · Fou noir sur case blanche d7 · Pion noir sur case noire e7 · Pion noir sur case blanche f7 · Fou noir sur case noire g7 · Pion noir sur case blanche h7 · Pion noir sur case noire d6 · Cavalier noir sur case noire f6 · Pion noir sur case blanche g6 · Tour noire sur case blanche c4 · Cavalier blanc sur case noire d4 · Pion blanc sur case blanche e4 · Pion blanc sur case blanche g4 · Cavalier blanc sur case noire c3 · Fou blanc sur case noire e3 · Pion blanc sur case blanche f3 · Pion blanc sur case blanche a2 · Pion blanc sur case noire b2 · Pion blanc sur case blanche c2 · Dame blanche sur case noire d2 · Roi blanc sur case noire c1 · Tour blanche sur case blanche d1 · Tour blanche sur case blanche h1 | Dame noire sur case noire d8 · Tour noire sur case noire f8 · Roi noir sur case blanche g8 · Pion noir sur case noire a7 · Pion noir sur case blanche b7 · Fou noir sur case blanche d7 · Pion noir sur case noire e7 · Pion noir sur case blanche f7 · Fou noir sur case noire g7 · Pion noir sur case blanche h7 · Pion noir sur case noire d6 · Cavalier noir sur case noire f6 · Pion noir sur case blanche g6 · Tour noire sur case blanche c4 · Cavalier blanc sur case noire d4 · Pion blanc sur case blanche e4 · Pion blanc sur case blanche g4 · Cavalier blanc sur case noire c3 · Fou blanc sur case noire e3 · Pion blanc sur case blanche f3 · Pion blanc sur case blanche a2 · Pion blanc sur case noire b2 · Pion blanc sur case blanche c2 · Dame blanche sur case noire d2 · Roi blanc sur case noire c1 · Tour blanche sur case blanche d1 · Tour blanche sur case blanche h1 | 7 |
| 6 | Dame noire sur case noire d8 · Tour noire sur case noire f8 · Roi noir sur case blanche g8 · Pion noir sur case noire a7 · Pion noir sur case blanche b7 · Fou noir sur case blanche d7 · Pion noir sur case noire e7 · Pion noir sur case blanche f7 · Fou noir sur case noire g7 · Pion noir sur case blanche h7 · Pion noir sur case noire d6 · Cavalier noir sur case noire f6 · Pion noir sur case blanche g6 · Tour noire sur case blanche c4 · Cavalier blanc sur case noire d4 · Pion blanc sur case blanche e4 · Pion blanc sur case blanche g4 · Cavalier blanc sur case noire c3 · Fou blanc sur case noire e3 · Pion blanc sur case blanche f3 · Pion blanc sur case blanche a2 · Pion blanc sur case noire b2 · Pion blanc sur case blanche c2 · Dame blanche sur case noire d2 · Roi blanc sur case noire c1 · Tour blanche sur case blanche d1 · Tour blanche sur case blanche h1 | Dame noire sur case noire d8 · Tour noire sur case noire f8 · Roi noir sur case blanche g8 · Pion noir sur case noire a7 · Pion noir sur case blanche b7 · Fou noir sur case blanche d7 · Pion noir sur case noire e7 · Pion noir sur case blanche f7 · Fou noir sur case noire g7 · Pion noir sur case blanche h7 · Pion noir sur case noire d6 · Cavalier noir sur case noire f6 · Pion noir sur case blanche g6 · Tour noire sur case blanche c4 · Cavalier blanc sur case noire d4 · Pion blanc sur case blanche e4 · Pion blanc sur case blanche g4 · Cavalier blanc sur case noire c3 · Fou blanc sur case noire e3 · Pion blanc sur case blanche f3 · Pion blanc sur case blanche a2 · Pion blanc sur case noire b2 · Pion blanc sur case blanche c2 · Dame blanche sur case noire d2 · Roi blanc sur case noire c1 · Tour blanche sur case blanche d1 · Tour blanche sur case blanche h1 | Dame noire sur case noire d8 · Tour noire sur case noire f8 · Roi noir sur case blanche g8 · Pion noir sur case noire a7 · Pion noir sur case blanche b7 · Fou noir sur case blanche d7 · Pion noir sur case noire e7 · Pion noir sur case blanche f7 · Fou noir sur case noire g7 · Pion noir sur case blanche h7 · Pion noir sur case noire d6 · Cavalier noir sur case noire f6 · Pion noir sur case blanche g6 · Tour noire sur case blanche c4 · Cavalier blanc sur case noire d4 · Pion blanc sur case blanche e4 · Pion blanc sur case blanche g4 · Cavalier blanc sur case noire c3 · Fou blanc sur case noire e3 · Pion blanc sur case blanche f3 · Pion blanc sur case blanche a2 · Pion blanc sur case noire b2 · Pion blanc sur case blanche c2 · Dame blanche sur case noire d2 · Roi blanc sur case noire c1 · Tour blanche sur case blanche d1 · Tour blanche sur case blanche h1 | Dame noire sur case noire d8 · Tour noire sur case noire f8 · Roi noir sur case blanche g8 · Pion noir sur case noire a7 · Pion noir sur case blanche b7 · Fou noir sur case blanche d7 · Pion noir sur case noire e7 · Pion noir sur case blanche f7 · Fou noir sur case noire g7 · Pion noir sur case blanche h7 · Pion noir sur case noire d6 · Cavalier noir sur case noire f6 · Pion noir sur case blanche g6 · Tour noire sur case blanche c4 · Cavalier blanc sur case noire d4 · Pion blanc sur case blanche e4 · Pion blanc sur case blanche g4 · Cavalier blanc sur case noire c3 · Fou blanc sur case noire e3 · Pion blanc sur case blanche f3 · Pion blanc sur case blanche a2 · Pion blanc sur case noire b2 · Pion blanc sur case blanche c2 · Dame blanche sur case noire d2 · Roi blanc sur case noire c1 · Tour blanche sur case blanche d1 · Tour blanche sur case blanche h1 | Dame noire sur case noire d8 · Tour noire sur case noire f8 · Roi noir sur case blanche g8 · Pion noir sur case noire a7 · Pion noir sur case blanche b7 · Fou noir sur case blanche d7 · Pion noir sur case noire e7 · Pion noir sur case blanche f7 · Fou noir sur case noire g7 · Pion noir sur case blanche h7 · Pion noir sur case noire d6 · Cavalier noir sur case noire f6 · Pion noir sur case blanche g6 · Tour noire sur case blanche c4 · Cavalier blanc sur case noire d4 · Pion blanc sur case blanche e4 · Pion blanc sur case blanche g4 · Cavalier blanc sur case noire c3 · Fou blanc sur case noire e3 · Pion blanc sur case blanche f3 · Pion blanc sur case blanche a2 · Pion blanc sur case noire b2 · Pion blanc sur case blanche c2 · Dame blanche sur case noire d2 · Roi blanc sur case noire c1 · Tour blanche sur case blanche d1 · Tour blanche sur case blanche h1 | Dame noire sur case noire d8 · Tour noire sur case noire f8 · Roi noir sur case blanche g8 · Pion noir sur case noire a7 · Pion noir sur case blanche b7 · Fou noir sur case blanche d7 · Pion noir sur case noire e7 · Pion noir sur case blanche f7 · Fou noir sur case noire g7 · Pion noir sur case blanche h7 · Pion noir sur case noire d6 · Cavalier noir sur case noire f6 · Pion noir sur case blanche g6 · Tour noire sur case blanche c4 · Cavalier blanc sur case noire d4 · Pion blanc sur case blanche e4 · Pion blanc sur case blanche g4 · Cavalier blanc sur case noire c3 · Fou blanc sur case noire e3 · Pion blanc sur case blanche f3 · Pion blanc sur case blanche a2 · Pion blanc sur case noire b2 · Pion blanc sur case blanche c2 · Dame blanche sur case noire d2 · Roi blanc sur case noire c1 · Tour blanche sur case blanche d1 · Tour blanche sur case blanche h1 | Dame noire sur case noire d8 · Tour noire sur case noire f8 · Roi noir sur case blanche g8 · Pion noir sur case noire a7 · Pion noir sur case blanche b7 · Fou noir sur case blanche d7 · Pion noir sur case noire e7 · Pion noir sur case blanche f7 · Fou noir sur case noire g7 · Pion noir sur case blanche h7 · Pion noir sur case noire d6 · Cavalier noir sur case noire f6 · Pion noir sur case blanche g6 · Tour noire sur case blanche c4 · Cavalier blanc sur case noire d4 · Pion blanc sur case blanche e4 · Pion blanc sur case blanche g4 · Cavalier blanc sur case noire c3 · Fou blanc sur case noire e3 · Pion blanc sur case blanche f3 · Pion blanc sur case blanche a2 · Pion blanc sur case noire b2 · Pion blanc sur case blanche c2 · Dame blanche sur case noire d2 · Roi blanc sur case noire c1 · Tour blanche sur case blanche d1 · Tour blanche sur case blanche h1 | Dame noire sur case noire d8 · Tour noire sur case noire f8 · Roi noir sur case blanche g8 · Pion noir sur case noire a7 · Pion noir sur case blanche b7 · Fou noir sur case blanche d7 · Pion noir sur case noire e7 · Pion noir sur case blanche f7 · Fou noir sur case noire g7 · Pion noir sur case blanche h7 · Pion noir sur case noire d6 · Cavalier noir sur case noire f6 · Pion noir sur case blanche g6 · Tour noire sur case blanche c4 · Cavalier blanc sur case noire d4 · Pion blanc sur case blanche e4 · Pion blanc sur case blanche g4 · Cavalier blanc sur case noire c3 · Fou blanc sur case noire e3 · Pion blanc sur case blanche f3 · Pion blanc sur case blanche a2 · Pion blanc sur case noire b2 · Pion blanc sur case blanche c2 · Dame blanche sur case noire d2 · Roi blanc sur case noire c1 · Tour blanche sur case blanche d1 · Tour blanche sur case blanche h1 | 6 |
| 5 | Dame noire sur case noire d8 · Tour noire sur case noire f8 · Roi noir sur case blanche g8 · Pion noir sur case noire a7 · Pion noir sur case blanche b7 · Fou noir sur case blanche d7 · Pion noir sur case noire e7 · Pion noir sur case blanche f7 · Fou noir sur case noire g7 · Pion noir sur case blanche h7 · Pion noir sur case noire d6 · Cavalier noir sur case noire f6 · Pion noir sur case blanche g6 · Tour noire sur case blanche c4 · Cavalier blanc sur case noire d4 · Pion blanc sur case blanche e4 · Pion blanc sur case blanche g4 · Cavalier blanc sur case noire c3 · Fou blanc sur case noire e3 · Pion blanc sur case blanche f3 · Pion blanc sur case blanche a2 · Pion blanc sur case noire b2 · Pion blanc sur case blanche c2 · Dame blanche sur case noire d2 · Roi blanc sur case noire c1 · Tour blanche sur case blanche d1 · Tour blanche sur case blanche h1 | Dame noire sur case noire d8 · Tour noire sur case noire f8 · Roi noir sur case blanche g8 · Pion noir sur case noire a7 · Pion noir sur case blanche b7 · Fou noir sur case blanche d7 · Pion noir sur case noire e7 · Pion noir sur case blanche f7 · Fou noir sur case noire g7 · Pion noir sur case blanche h7 · Pion noir sur case noire d6 · Cavalier noir sur case noire f6 · Pion noir sur case blanche g6 · Tour noire sur case blanche c4 · Cavalier blanc sur case noire d4 · Pion blanc sur case blanche e4 · Pion blanc sur case blanche g4 · Cavalier blanc sur case noire c3 · Fou blanc sur case noire e3 · Pion blanc sur case blanche f3 · Pion blanc sur case blanche a2 · Pion blanc sur case noire b2 · Pion blanc sur case blanche c2 · Dame blanche sur case noire d2 · Roi blanc sur case noire c1 · Tour blanche sur case blanche d1 · Tour blanche sur case blanche h1 | Dame noire sur case noire d8 · Tour noire sur case noire f8 · Roi noir sur case blanche g8 · Pion noir sur case noire a7 · Pion noir sur case blanche b7 · Fou noir sur case blanche d7 · Pion noir sur case noire e7 · Pion noir sur case blanche f7 · Fou noir sur case noire g7 · Pion noir sur case blanche h7 · Pion noir sur case noire d6 · Cavalier noir sur case noire f6 · Pion noir sur case blanche g6 · Tour noire sur case blanche c4 · Cavalier blanc sur case noire d4 · Pion blanc sur case blanche e4 · Pion blanc sur case blanche g4 · Cavalier blanc sur case noire c3 · Fou blanc sur case noire e3 · Pion blanc sur case blanche f3 · Pion blanc sur case blanche a2 · Pion blanc sur case noire b2 · Pion blanc sur case blanche c2 · Dame blanche sur case noire d2 · Roi blanc sur case noire c1 · Tour blanche sur case blanche d1 · Tour blanche sur case blanche h1 | Dame noire sur case noire d8 · Tour noire sur case noire f8 · Roi noir sur case blanche g8 · Pion noir sur case noire a7 · Pion noir sur case blanche b7 · Fou noir sur case blanche d7 · Pion noir sur case noire e7 · Pion noir sur case blanche f7 · Fou noir sur case noire g7 · Pion noir sur case blanche h7 · Pion noir sur case noire d6 · Cavalier noir sur case noire f6 · Pion noir sur case blanche g6 · Tour noire sur case blanche c4 · Cavalier blanc sur case noire d4 · Pion blanc sur case blanche e4 · Pion blanc sur case blanche g4 · Cavalier blanc sur case noire c3 · Fou blanc sur case noire e3 · Pion blanc sur case blanche f3 · Pion blanc sur case blanche a2 · Pion blanc sur case noire b2 · Pion blanc sur case blanche c2 · Dame blanche sur case noire d2 · Roi blanc sur case noire c1 · Tour blanche sur case blanche d1 · Tour blanche sur case blanche h1 | Dame noire sur case noire d8 · Tour noire sur case noire f8 · Roi noir sur case blanche g8 · Pion noir sur case noire a7 · Pion noir sur case blanche b7 · Fou noir sur case blanche d7 · Pion noir sur case noire e7 · Pion noir sur case blanche f7 · Fou noir sur case noire g7 · Pion noir sur case blanche h7 · Pion noir sur case noire d6 · Cavalier noir sur case noire f6 · Pion noir sur case blanche g6 · Tour noire sur case blanche c4 · Cavalier blanc sur case noire d4 · Pion blanc sur case blanche e4 · Pion blanc sur case blanche g4 · Cavalier blanc sur case noire c3 · Fou blanc sur case noire e3 · Pion blanc sur case blanche f3 · Pion blanc sur case blanche a2 · Pion blanc sur case noire b2 · Pion blanc sur case blanche c2 · Dame blanche sur case noire d2 · Roi blanc sur case noire c1 · Tour blanche sur case blanche d1 · Tour blanche sur case blanche h1 | Dame noire sur case noire d8 · Tour noire sur case noire f8 · Roi noir sur case blanche g8 · Pion noir sur case noire a7 · Pion noir sur case blanche b7 · Fou noir sur case blanche d7 · Pion noir sur case noire e7 · Pion noir sur case blanche f7 · Fou noir sur case noire g7 · Pion noir sur case blanche h7 · Pion noir sur case noire d6 · Cavalier noir sur case noire f6 · Pion noir sur case blanche g6 · Tour noire sur case blanche c4 · Cavalier blanc sur case noire d4 · Pion blanc sur case blanche e4 · Pion blanc sur case blanche g4 · Cavalier blanc sur case noire c3 · Fou blanc sur case noire e3 · Pion blanc sur case blanche f3 · Pion blanc sur case blanche a2 · Pion blanc sur case noire b2 · Pion blanc sur case blanche c2 · Dame blanche sur case noire d2 · Roi blanc sur case noire c1 · Tour blanche sur case blanche d1 · Tour blanche sur case blanche h1 | Dame noire sur case noire d8 · Tour noire sur case noire f8 · Roi noir sur case blanche g8 · Pion noir sur case noire a7 · Pion noir sur case blanche b7 · Fou noir sur case blanche d7 · Pion noir sur case noire e7 · Pion noir sur case blanche f7 · Fou noir sur case noire g7 · Pion noir sur case blanche h7 · Pion noir sur case noire d6 · Cavalier noir sur case noire f6 · Pion noir sur case blanche g6 · Tour noire sur case blanche c4 · Cavalier blanc sur case noire d4 · Pion blanc sur case blanche e4 · Pion blanc sur case blanche g4 · Cavalier blanc sur case noire c3 · Fou blanc sur case noire e3 · Pion blanc sur case blanche f3 · Pion blanc sur case blanche a2 · Pion blanc sur case noire b2 · Pion blanc sur case blanche c2 · Dame blanche sur case noire d2 · Roi blanc sur case noire c1 · Tour blanche sur case blanche d1 · Tour blanche sur case blanche h1 | Dame noire sur case noire d8 · Tour noire sur case noire f8 · Roi noir sur case blanche g8 · Pion noir sur case noire a7 · Pion noir sur case blanche b7 · Fou noir sur case blanche d7 · Pion noir sur case noire e7 · Pion noir sur case blanche f7 · Fou noir sur case noire g7 · Pion noir sur case blanche h7 · Pion noir sur case noire d6 · Cavalier noir sur case noire f6 · Pion noir sur case blanche g6 · Tour noire sur case blanche c4 · Cavalier blanc sur case noire d4 · Pion blanc sur case blanche e4 · Pion blanc sur case blanche g4 · Cavalier blanc sur case noire c3 · Fou blanc sur case noire e3 · Pion blanc sur case blanche f3 · Pion blanc sur case blanche a2 · Pion blanc sur case noire b2 · Pion blanc sur case blanche c2 · Dame blanche sur case noire d2 · Roi blanc sur case noire c1 · Tour blanche sur case blanche d1 · Tour blanche sur case blanche h1 | 5 |
| 4 | Dame noire sur case noire d8 · Tour noire sur case noire f8 · Roi noir sur case blanche g8 · Pion noir sur case noire a7 · Pion noir sur case blanche b7 · Fou noir sur case blanche d7 · Pion noir sur case noire e7 · Pion noir sur case blanche f7 · Fou noir sur case noire g7 · Pion noir sur case blanche h7 · Pion noir sur case noire d6 · Cavalier noir sur case noire f6 · Pion noir sur case blanche g6 · Tour noire sur case blanche c4 · Cavalier blanc sur case noire d4 · Pion blanc sur case blanche e4 · Pion blanc sur case blanche g4 · Cavalier blanc sur case noire c3 · Fou blanc sur case noire e3 · Pion blanc sur case blanche f3 · Pion blanc sur case blanche a2 · Pion blanc sur case noire b2 · Pion blanc sur case blanche c2 · Dame blanche sur case noire d2 · Roi blanc sur case noire c1 · Tour blanche sur case blanche d1 · Tour blanche sur case blanche h1 | Dame noire sur case noire d8 · Tour noire sur case noire f8 · Roi noir sur case blanche g8 · Pion noir sur case noire a7 · Pion noir sur case blanche b7 · Fou noir sur case blanche d7 · Pion noir sur case noire e7 · Pion noir sur case blanche f7 · Fou noir sur case noire g7 · Pion noir sur case blanche h7 · Pion noir sur case noire d6 · Cavalier noir sur case noire f6 · Pion noir sur case blanche g6 · Tour noire sur case blanche c4 · Cavalier blanc sur case noire d4 · Pion blanc sur case blanche e4 · Pion blanc sur case blanche g4 · Cavalier blanc sur case noire c3 · Fou blanc sur case noire e3 · Pion blanc sur case blanche f3 · Pion blanc sur case blanche a2 · Pion blanc sur case noire b2 · Pion blanc sur case blanche c2 · Dame blanche sur case noire d2 · Roi blanc sur case noire c1 · Tour blanche sur case blanche d1 · Tour blanche sur case blanche h1 | Dame noire sur case noire d8 · Tour noire sur case noire f8 · Roi noir sur case blanche g8 · Pion noir sur case noire a7 · Pion noir sur case blanche b7 · Fou noir sur case blanche d7 · Pion noir sur case noire e7 · Pion noir sur case blanche f7 · Fou noir sur case noire g7 · Pion noir sur case blanche h7 · Pion noir sur case noire d6 · Cavalier noir sur case noire f6 · Pion noir sur case blanche g6 · Tour noire sur case blanche c4 · Cavalier blanc sur case noire d4 · Pion blanc sur case blanche e4 · Pion blanc sur case blanche g4 · Cavalier blanc sur case noire c3 · Fou blanc sur case noire e3 · Pion blanc sur case blanche f3 · Pion blanc sur case blanche a2 · Pion blanc sur case noire b2 · Pion blanc sur case blanche c2 · Dame blanche sur case noire d2 · Roi blanc sur case noire c1 · Tour blanche sur case blanche d1 · Tour blanche sur case blanche h1 | Dame noire sur case noire d8 · Tour noire sur case noire f8 · Roi noir sur case blanche g8 · Pion noir sur case noire a7 · Pion noir sur case blanche b7 · Fou noir sur case blanche d7 · Pion noir sur case noire e7 · Pion noir sur case blanche f7 · Fou noir sur case noire g7 · Pion noir sur case blanche h7 · Pion noir sur case noire d6 · Cavalier noir sur case noire f6 · Pion noir sur case blanche g6 · Tour noire sur case blanche c4 · Cavalier blanc sur case noire d4 · Pion blanc sur case blanche e4 · Pion blanc sur case blanche g4 · Cavalier blanc sur case noire c3 · Fou blanc sur case noire e3 · Pion blanc sur case blanche f3 · Pion blanc sur case blanche a2 · Pion blanc sur case noire b2 · Pion blanc sur case blanche c2 · Dame blanche sur case noire d2 · Roi blanc sur case noire c1 · Tour blanche sur case blanche d1 · Tour blanche sur case blanche h1 | Dame noire sur case noire d8 · Tour noire sur case noire f8 · Roi noir sur case blanche g8 · Pion noir sur case noire a7 · Pion noir sur case blanche b7 · Fou noir sur case blanche d7 · Pion noir sur case noire e7 · Pion noir sur case blanche f7 · Fou noir sur case noire g7 · Pion noir sur case blanche h7 · Pion noir sur case noire d6 · Cavalier noir sur case noire f6 · Pion noir sur case blanche g6 · Tour noire sur case blanche c4 · Cavalier blanc sur case noire d4 · Pion blanc sur case blanche e4 · Pion blanc sur case blanche g4 · Cavalier blanc sur case noire c3 · Fou blanc sur case noire e3 · Pion blanc sur case blanche f3 · Pion blanc sur case blanche a2 · Pion blanc sur case noire b2 · Pion blanc sur case blanche c2 · Dame blanche sur case noire d2 · Roi blanc sur case noire c1 · Tour blanche sur case blanche d1 · Tour blanche sur case blanche h1 | Dame noire sur case noire d8 · Tour noire sur case noire f8 · Roi noir sur case blanche g8 · Pion noir sur case noire a7 · Pion noir sur case blanche b7 · Fou noir sur case blanche d7 · Pion noir sur case noire e7 · Pion noir sur case blanche f7 · Fou noir sur case noire g7 · Pion noir sur case blanche h7 · Pion noir sur case noire d6 · Cavalier noir sur case noire f6 · Pion noir sur case blanche g6 · Tour noire sur case blanche c4 · Cavalier blanc sur case noire d4 · Pion blanc sur case blanche e4 · Pion blanc sur case blanche g4 · Cavalier blanc sur case noire c3 · Fou blanc sur case noire e3 · Pion blanc sur case blanche f3 · Pion blanc sur case blanche a2 · Pion blanc sur case noire b2 · Pion blanc sur case blanche c2 · Dame blanche sur case noire d2 · Roi blanc sur case noire c1 · Tour blanche sur case blanche d1 · Tour blanche sur case blanche h1 | Dame noire sur case noire d8 · Tour noire sur case noire f8 · Roi noir sur case blanche g8 · Pion noir sur case noire a7 · Pion noir sur case blanche b7 · Fou noir sur case blanche d7 · Pion noir sur case noire e7 · Pion noir sur case blanche f7 · Fou noir sur case noire g7 · Pion noir sur case blanche h7 · Pion noir sur case noire d6 · Cavalier noir sur case noire f6 · Pion noir sur case blanche g6 · Tour noire sur case blanche c4 · Cavalier blanc sur case noire d4 · Pion blanc sur case blanche e4 · Pion blanc sur case blanche g4 · Cavalier blanc sur case noire c3 · Fou blanc sur case noire e3 · Pion blanc sur case blanche f3 · Pion blanc sur case blanche a2 · Pion blanc sur case noire b2 · Pion blanc sur case blanche c2 · Dame blanche sur case noire d2 · Roi blanc sur case noire c1 · Tour blanche sur case blanche d1 · Tour blanche sur case blanche h1 | Dame noire sur case noire d8 · Tour noire sur case noire f8 · Roi noir sur case blanche g8 · Pion noir sur case noire a7 · Pion noir sur case blanche b7 · Fou noir sur case blanche d7 · Pion noir sur case noire e7 · Pion noir sur case blanche f7 · Fou noir sur case noire g7 · Pion noir sur case blanche h7 · Pion noir sur case noire d6 · Cavalier noir sur case noire f6 · Pion noir sur case blanche g6 · Tour noire sur case blanche c4 · Cavalier blanc sur case noire d4 · Pion blanc sur case blanche e4 · Pion blanc sur case blanche g4 · Cavalier blanc sur case noire c3 · Fou blanc sur case noire e3 · Pion blanc sur case blanche f3 · Pion blanc sur case blanche a2 · Pion blanc sur case noire b2 · Pion blanc sur case blanche c2 · Dame blanche sur case noire d2 · Roi blanc sur case noire c1 · Tour blanche sur case blanche d1 · Tour blanche sur case blanche h1 | 4 |
| 3 | Dame noire sur case noire d8 · Tour noire sur case noire f8 · Roi noir sur case blanche g8 · Pion noir sur case noire a7 · Pion noir sur case blanche b7 · Fou noir sur case blanche d7 · Pion noir sur case noire e7 · Pion noir sur case blanche f7 · Fou noir sur case noire g7 · Pion noir sur case blanche h7 · Pion noir sur case noire d6 · Cavalier noir sur case noire f6 · Pion noir sur case blanche g6 · Tour noire sur case blanche c4 · Cavalier blanc sur case noire d4 · Pion blanc sur case blanche e4 · Pion blanc sur case blanche g4 · Cavalier blanc sur case noire c3 · Fou blanc sur case noire e3 · Pion blanc sur case blanche f3 · Pion blanc sur case blanche a2 · Pion blanc sur case noire b2 · Pion blanc sur case blanche c2 · Dame blanche sur case noire d2 · Roi blanc sur case noire c1 · Tour blanche sur case blanche d1 · Tour blanche sur case blanche h1 | Dame noire sur case noire d8 · Tour noire sur case noire f8 · Roi noir sur case blanche g8 · Pion noir sur case noire a7 · Pion noir sur case blanche b7 · Fou noir sur case blanche d7 · Pion noir sur case noire e7 · Pion noir sur case blanche f7 · Fou noir sur case noire g7 · Pion noir sur case blanche h7 · Pion noir sur case noire d6 · Cavalier noir sur case noire f6 · Pion noir sur case blanche g6 · Tour noire sur case blanche c4 · Cavalier blanc sur case noire d4 · Pion blanc sur case blanche e4 · Pion blanc sur case blanche g4 · Cavalier blanc sur case noire c3 · Fou blanc sur case noire e3 · Pion blanc sur case blanche f3 · Pion blanc sur case blanche a2 · Pion blanc sur case noire b2 · Pion blanc sur case blanche c2 · Dame blanche sur case noire d2 · Roi blanc sur case noire c1 · Tour blanche sur case blanche d1 · Tour blanche sur case blanche h1 | Dame noire sur case noire d8 · Tour noire sur case noire f8 · Roi noir sur case blanche g8 · Pion noir sur case noire a7 · Pion noir sur case blanche b7 · Fou noir sur case blanche d7 · Pion noir sur case noire e7 · Pion noir sur case blanche f7 · Fou noir sur case noire g7 · Pion noir sur case blanche h7 · Pion noir sur case noire d6 · Cavalier noir sur case noire f6 · Pion noir sur case blanche g6 · Tour noire sur case blanche c4 · Cavalier blanc sur case noire d4 · Pion blanc sur case blanche e4 · Pion blanc sur case blanche g4 · Cavalier blanc sur case noire c3 · Fou blanc sur case noire e3 · Pion blanc sur case blanche f3 · Pion blanc sur case blanche a2 · Pion blanc sur case noire b2 · Pion blanc sur case blanche c2 · Dame blanche sur case noire d2 · Roi blanc sur case noire c1 · Tour blanche sur case blanche d1 · Tour blanche sur case blanche h1 | Dame noire sur case noire d8 · Tour noire sur case noire f8 · Roi noir sur case blanche g8 · Pion noir sur case noire a7 · Pion noir sur case blanche b7 · Fou noir sur case blanche d7 · Pion noir sur case noire e7 · Pion noir sur case blanche f7 · Fou noir sur case noire g7 · Pion noir sur case blanche h7 · Pion noir sur case noire d6 · Cavalier noir sur case noire f6 · Pion noir sur case blanche g6 · Tour noire sur case blanche c4 · Cavalier blanc sur case noire d4 · Pion blanc sur case blanche e4 · Pion blanc sur case blanche g4 · Cavalier blanc sur case noire c3 · Fou blanc sur case noire e3 · Pion blanc sur case blanche f3 · Pion blanc sur case blanche a2 · Pion blanc sur case noire b2 · Pion blanc sur case blanche c2 · Dame blanche sur case noire d2 · Roi blanc sur case noire c1 · Tour blanche sur case blanche d1 · Tour blanche sur case blanche h1 | Dame noire sur case noire d8 · Tour noire sur case noire f8 · Roi noir sur case blanche g8 · Pion noir sur case noire a7 · Pion noir sur case blanche b7 · Fou noir sur case blanche d7 · Pion noir sur case noire e7 · Pion noir sur case blanche f7 · Fou noir sur case noire g7 · Pion noir sur case blanche h7 · Pion noir sur case noire d6 · Cavalier noir sur case noire f6 · Pion noir sur case blanche g6 · Tour noire sur case blanche c4 · Cavalier blanc sur case noire d4 · Pion blanc sur case blanche e4 · Pion blanc sur case blanche g4 · Cavalier blanc sur case noire c3 · Fou blanc sur case noire e3 · Pion blanc sur case blanche f3 · Pion blanc sur case blanche a2 · Pion blanc sur case noire b2 · Pion blanc sur case blanche c2 · Dame blanche sur case noire d2 · Roi blanc sur case noire c1 · Tour blanche sur case blanche d1 · Tour blanche sur case blanche h1 | Dame noire sur case noire d8 · Tour noire sur case noire f8 · Roi noir sur case blanche g8 · Pion noir sur case noire a7 · Pion noir sur case blanche b7 · Fou noir sur case blanche d7 · Pion noir sur case noire e7 · Pion noir sur case blanche f7 · Fou noir sur case noire g7 · Pion noir sur case blanche h7 · Pion noir sur case noire d6 · Cavalier noir sur case noire f6 · Pion noir sur case blanche g6 · Tour noire sur case blanche c4 · Cavalier blanc sur case noire d4 · Pion blanc sur case blanche e4 · Pion blanc sur case blanche g4 · Cavalier blanc sur case noire c3 · Fou blanc sur case noire e3 · Pion blanc sur case blanche f3 · Pion blanc sur case blanche a2 · Pion blanc sur case noire b2 · Pion blanc sur case blanche c2 · Dame blanche sur case noire d2 · Roi blanc sur case noire c1 · Tour blanche sur case blanche d1 · Tour blanche sur case blanche h1 | Dame noire sur case noire d8 · Tour noire sur case noire f8 · Roi noir sur case blanche g8 · Pion noir sur case noire a7 · Pion noir sur case blanche b7 · Fou noir sur case blanche d7 · Pion noir sur case noire e7 · Pion noir sur case blanche f7 · Fou noir sur case noire g7 · Pion noir sur case blanche h7 · Pion noir sur case noire d6 · Cavalier noir sur case noire f6 · Pion noir sur case blanche g6 · Tour noire sur case blanche c4 · Cavalier blanc sur case noire d4 · Pion blanc sur case blanche e4 · Pion blanc sur case blanche g4 · Cavalier blanc sur case noire c3 · Fou blanc sur case noire e3 · Pion blanc sur case blanche f3 · Pion blanc sur case blanche a2 · Pion blanc sur case noire b2 · Pion blanc sur case blanche c2 · Dame blanche sur case noire d2 · Roi blanc sur case noire c1 · Tour blanche sur case blanche d1 · Tour blanche sur case blanche h1 | Dame noire sur case noire d8 · Tour noire sur case noire f8 · Roi noir sur case blanche g8 · Pion noir sur case noire a7 · Pion noir sur case blanche b7 · Fou noir sur case blanche d7 · Pion noir sur case noire e7 · Pion noir sur case blanche f7 · Fou noir sur case noire g7 · Pion noir sur case blanche h7 · Pion noir sur case noire d6 · Cavalier noir sur case noire f6 · Pion noir sur case blanche g6 · Tour noire sur case blanche c4 · Cavalier blanc sur case noire d4 · Pion blanc sur case blanche e4 · Pion blanc sur case blanche g4 · Cavalier blanc sur case noire c3 · Fou blanc sur case noire e3 · Pion blanc sur case blanche f3 · Pion blanc sur case blanche a2 · Pion blanc sur case noire b2 · Pion blanc sur case blanche c2 · Dame blanche sur case noire d2 · Roi blanc sur case noire c1 · Tour blanche sur case blanche d1 · Tour blanche sur case blanche h1 | 3 |
| 2 | Dame noire sur case noire d8 · Tour noire sur case noire f8 · Roi noir sur case blanche g8 · Pion noir sur case noire a7 · Pion noir sur case blanche b7 · Fou noir sur case blanche d7 · Pion noir sur case noire e7 · Pion noir sur case blanche f7 · Fou noir sur case noire g7 · Pion noir sur case blanche h7 · Pion noir sur case noire d6 · Cavalier noir sur case noire f6 · Pion noir sur case blanche g6 · Tour noire sur case blanche c4 · Cavalier blanc sur case noire d4 · Pion blanc sur case blanche e4 · Pion blanc sur case blanche g4 · Cavalier blanc sur case noire c3 · Fou blanc sur case noire e3 · Pion blanc sur case blanche f3 · Pion blanc sur case blanche a2 · Pion blanc sur case noire b2 · Pion blanc sur case blanche c2 · Dame blanche sur case noire d2 · Roi blanc sur case noire c1 · Tour blanche sur case blanche d1 · Tour blanche sur case blanche h1 | Dame noire sur case noire d8 · Tour noire sur case noire f8 · Roi noir sur case blanche g8 · Pion noir sur case noire a7 · Pion noir sur case blanche b7 · Fou noir sur case blanche d7 · Pion noir sur case noire e7 · Pion noir sur case blanche f7 · Fou noir sur case noire g7 · Pion noir sur case blanche h7 · Pion noir sur case noire d6 · Cavalier noir sur case noire f6 · Pion noir sur case blanche g6 · Tour noire sur case blanche c4 · Cavalier blanc sur case noire d4 · Pion blanc sur case blanche e4 · Pion blanc sur case blanche g4 · Cavalier blanc sur case noire c3 · Fou blanc sur case noire e3 · Pion blanc sur case blanche f3 · Pion blanc sur case blanche a2 · Pion blanc sur case noire b2 · Pion blanc sur case blanche c2 · Dame blanche sur case noire d2 · Roi blanc sur case noire c1 · Tour blanche sur case blanche d1 · Tour blanche sur case blanche h1 | Dame noire sur case noire d8 · Tour noire sur case noire f8 · Roi noir sur case blanche g8 · Pion noir sur case noire a7 · Pion noir sur case blanche b7 · Fou noir sur case blanche d7 · Pion noir sur case noire e7 · Pion noir sur case blanche f7 · Fou noir sur case noire g7 · Pion noir sur case blanche h7 · Pion noir sur case noire d6 · Cavalier noir sur case noire f6 · Pion noir sur case blanche g6 · Tour noire sur case blanche c4 · Cavalier blanc sur case noire d4 · Pion blanc sur case blanche e4 · Pion blanc sur case blanche g4 · Cavalier blanc sur case noire c3 · Fou blanc sur case noire e3 · Pion blanc sur case blanche f3 · Pion blanc sur case blanche a2 · Pion blanc sur case noire b2 · Pion blanc sur case blanche c2 · Dame blanche sur case noire d2 · Roi blanc sur case noire c1 · Tour blanche sur case blanche d1 · Tour blanche sur case blanche h1 | Dame noire sur case noire d8 · Tour noire sur case noire f8 · Roi noir sur case blanche g8 · Pion noir sur case noire a7 · Pion noir sur case blanche b7 · Fou noir sur case blanche d7 · Pion noir sur case noire e7 · Pion noir sur case blanche f7 · Fou noir sur case noire g7 · Pion noir sur case blanche h7 · Pion noir sur case noire d6 · Cavalier noir sur case noire f6 · Pion noir sur case blanche g6 · Tour noire sur case blanche c4 · Cavalier blanc sur case noire d4 · Pion blanc sur case blanche e4 · Pion blanc sur case blanche g4 · Cavalier blanc sur case noire c3 · Fou blanc sur case noire e3 · Pion blanc sur case blanche f3 · Pion blanc sur case blanche a2 · Pion blanc sur case noire b2 · Pion blanc sur case blanche c2 · Dame blanche sur case noire d2 · Roi blanc sur case noire c1 · Tour blanche sur case blanche d1 · Tour blanche sur case blanche h1 | Dame noire sur case noire d8 · Tour noire sur case noire f8 · Roi noir sur case blanche g8 · Pion noir sur case noire a7 · Pion noir sur case blanche b7 · Fou noir sur case blanche d7 · Pion noir sur case noire e7 · Pion noir sur case blanche f7 · Fou noir sur case noire g7 · Pion noir sur case blanche h7 · Pion noir sur case noire d6 · Cavalier noir sur case noire f6 · Pion noir sur case blanche g6 · Tour noire sur case blanche c4 · Cavalier blanc sur case noire d4 · Pion blanc sur case blanche e4 · Pion blanc sur case blanche g4 · Cavalier blanc sur case noire c3 · Fou blanc sur case noire e3 · Pion blanc sur case blanche f3 · Pion blanc sur case blanche a2 · Pion blanc sur case noire b2 · Pion blanc sur case blanche c2 · Dame blanche sur case noire d2 · Roi blanc sur case noire c1 · Tour blanche sur case blanche d1 · Tour blanche sur case blanche h1 | Dame noire sur case noire d8 · Tour noire sur case noire f8 · Roi noir sur case blanche g8 · Pion noir sur case noire a7 · Pion noir sur case blanche b7 · Fou noir sur case blanche d7 · Pion noir sur case noire e7 · Pion noir sur case blanche f7 · Fou noir sur case noire g7 · Pion noir sur case blanche h7 · Pion noir sur case noire d6 · Cavalier noir sur case noire f6 · Pion noir sur case blanche g6 · Tour noire sur case blanche c4 · Cavalier blanc sur case noire d4 · Pion blanc sur case blanche e4 · Pion blanc sur case blanche g4 · Cavalier blanc sur case noire c3 · Fou blanc sur case noire e3 · Pion blanc sur case blanche f3 · Pion blanc sur case blanche a2 · Pion blanc sur case noire b2 · Pion blanc sur case blanche c2 · Dame blanche sur case noire d2 · Roi blanc sur case noire c1 · Tour blanche sur case blanche d1 · Tour blanche sur case blanche h1 | Dame noire sur case noire d8 · Tour noire sur case noire f8 · Roi noir sur case blanche g8 · Pion noir sur case noire a7 · Pion noir sur case blanche b7 · Fou noir sur case blanche d7 · Pion noir sur case noire e7 · Pion noir sur case blanche f7 · Fou noir sur case noire g7 · Pion noir sur case blanche h7 · Pion noir sur case noire d6 · Cavalier noir sur case noire f6 · Pion noir sur case blanche g6 · Tour noire sur case blanche c4 · Cavalier blanc sur case noire d4 · Pion blanc sur case blanche e4 · Pion blanc sur case blanche g4 · Cavalier blanc sur case noire c3 · Fou blanc sur case noire e3 · Pion blanc sur case blanche f3 · Pion blanc sur case blanche a2 · Pion blanc sur case noire b2 · Pion blanc sur case blanche c2 · Dame blanche sur case noire d2 · Roi blanc sur case noire c1 · Tour blanche sur case blanche d1 · Tour blanche sur case blanche h1 | Dame noire sur case noire d8 · Tour noire sur case noire f8 · Roi noir sur case blanche g8 · Pion noir sur case noire a7 · Pion noir sur case blanche b7 · Fou noir sur case blanche d7 · Pion noir sur case noire e7 · Pion noir sur case blanche f7 · Fou noir sur case noire g7 · Pion noir sur case blanche h7 · Pion noir sur case noire d6 · Cavalier noir sur case noire f6 · Pion noir sur case blanche g6 · Tour noire sur case blanche c4 · Cavalier blanc sur case noire d4 · Pion blanc sur case blanche e4 · Pion blanc sur case blanche g4 · Cavalier blanc sur case noire c3 · Fou blanc sur case noire e3 · Pion blanc sur case blanche f3 · Pion blanc sur case blanche a2 · Pion blanc sur case noire b2 · Pion blanc sur case blanche c2 · Dame blanche sur case noire d2 · Roi blanc sur case noire c1 · Tour blanche sur case blanche d1 · Tour blanche sur case blanche h1 | 2 |
| 1 | Dame noire sur case noire d8 · Tour noire sur case noire f8 · Roi noir sur case blanche g8 · Pion noir sur case noire a7 · Pion noir sur case blanche b7 · Fou noir sur case blanche d7 · Pion noir sur case noire e7 · Pion noir sur case blanche f7 · Fou noir sur case noire g7 · Pion noir sur case blanche h7 · Pion noir sur case noire d6 · Cavalier noir sur case noire f6 · Pion noir sur case blanche g6 · Tour noire sur case blanche c4 · Cavalier blanc sur case noire d4 · Pion blanc sur case blanche e4 · Pion blanc sur case blanche g4 · Cavalier blanc sur case noire c3 · Fou blanc sur case noire e3 · Pion blanc sur case blanche f3 · Pion blanc sur case blanche a2 · Pion blanc sur case noire b2 · Pion blanc sur case blanche c2 · Dame blanche sur case noire d2 · Roi blanc sur case noire c1 · Tour blanche sur case blanche d1 · Tour blanche sur case blanche h1 | Dame noire sur case noire d8 · Tour noire sur case noire f8 · Roi noir sur case blanche g8 · Pion noir sur case noire a7 · Pion noir sur case blanche b7 · Fou noir sur case blanche d7 · Pion noir sur case noire e7 · Pion noir sur case blanche f7 · Fou noir sur case noire g7 · Pion noir sur case blanche h7 · Pion noir sur case noire d6 · Cavalier noir sur case noire f6 · Pion noir sur case blanche g6 · Tour noire sur case blanche c4 · Cavalier blanc sur case noire d4 · Pion blanc sur case blanche e4 · Pion blanc sur case blanche g4 · Cavalier blanc sur case noire c3 · Fou blanc sur case noire e3 · Pion blanc sur case blanche f3 · Pion blanc sur case blanche a2 · Pion blanc sur case noire b2 · Pion blanc sur case blanche c2 · Dame blanche sur case noire d2 · Roi blanc sur case noire c1 · Tour blanche sur case blanche d1 · Tour blanche sur case blanche h1 | Dame noire sur case noire d8 · Tour noire sur case noire f8 · Roi noir sur case blanche g8 · Pion noir sur case noire a7 · Pion noir sur case blanche b7 · Fou noir sur case blanche d7 · Pion noir sur case noire e7 · Pion noir sur case blanche f7 · Fou noir sur case noire g7 · Pion noir sur case blanche h7 · Pion noir sur case noire d6 · Cavalier noir sur case noire f6 · Pion noir sur case blanche g6 · Tour noire sur case blanche c4 · Cavalier blanc sur case noire d4 · Pion blanc sur case blanche e4 · Pion blanc sur case blanche g4 · Cavalier blanc sur case noire c3 · Fou blanc sur case noire e3 · Pion blanc sur case blanche f3 · Pion blanc sur case blanche a2 · Pion blanc sur case noire b2 · Pion blanc sur case blanche c2 · Dame blanche sur case noire d2 · Roi blanc sur case noire c1 · Tour blanche sur case blanche d1 · Tour blanche sur case blanche h1 | Dame noire sur case noire d8 · Tour noire sur case noire f8 · Roi noir sur case blanche g8 · Pion noir sur case noire a7 · Pion noir sur case blanche b7 · Fou noir sur case blanche d7 · Pion noir sur case noire e7 · Pion noir sur case blanche f7 · Fou noir sur case noire g7 · Pion noir sur case blanche h7 · Pion noir sur case noire d6 · Cavalier noir sur case noire f6 · Pion noir sur case blanche g6 · Tour noire sur case blanche c4 · Cavalier blanc sur case noire d4 · Pion blanc sur case blanche e4 · Pion blanc sur case blanche g4 · Cavalier blanc sur case noire c3 · Fou blanc sur case noire e3 · Pion blanc sur case blanche f3 · Pion blanc sur case blanche a2 · Pion blanc sur case noire b2 · Pion blanc sur case blanche c2 · Dame blanche sur case noire d2 · Roi blanc sur case noire c1 · Tour blanche sur case blanche d1 · Tour blanche sur case blanche h1 | Dame noire sur case noire d8 · Tour noire sur case noire f8 · Roi noir sur case blanche g8 · Pion noir sur case noire a7 · Pion noir sur case blanche b7 · Fou noir sur case blanche d7 · Pion noir sur case noire e7 · Pion noir sur case blanche f7 · Fou noir sur case noire g7 · Pion noir sur case blanche h7 · Pion noir sur case noire d6 · Cavalier noir sur case noire f6 · Pion noir sur case blanche g6 · Tour noire sur case blanche c4 · Cavalier blanc sur case noire d4 · Pion blanc sur case blanche e4 · Pion blanc sur case blanche g4 · Cavalier blanc sur case noire c3 · Fou blanc sur case noire e3 · Pion blanc sur case blanche f3 · Pion blanc sur case blanche a2 · Pion blanc sur case noire b2 · Pion blanc sur case blanche c2 · Dame blanche sur case noire d2 · Roi blanc sur case noire c1 · Tour blanche sur case blanche d1 · Tour blanche sur case blanche h1 | Dame noire sur case noire d8 · Tour noire sur case noire f8 · Roi noir sur case blanche g8 · Pion noir sur case noire a7 · Pion noir sur case blanche b7 · Fou noir sur case blanche d7 · Pion noir sur case noire e7 · Pion noir sur case blanche f7 · Fou noir sur case noire g7 · Pion noir sur case blanche h7 · Pion noir sur case noire d6 · Cavalier noir sur case noire f6 · Pion noir sur case blanche g6 · Tour noire sur case blanche c4 · Cavalier blanc sur case noire d4 · Pion blanc sur case blanche e4 · Pion blanc sur case blanche g4 · Cavalier blanc sur case noire c3 · Fou blanc sur case noire e3 · Pion blanc sur case blanche f3 · Pion blanc sur case blanche a2 · Pion blanc sur case noire b2 · Pion blanc sur case blanche c2 · Dame blanche sur case noire d2 · Roi blanc sur case noire c1 · Tour blanche sur case blanche d1 · Tour blanche sur case blanche h1 | Dame noire sur case noire d8 · Tour noire sur case noire f8 · Roi noir sur case blanche g8 · Pion noir sur case noire a7 · Pion noir sur case blanche b7 · Fou noir sur case blanche d7 · Pion noir sur case noire e7 · Pion noir sur case blanche f7 · Fou noir sur case noire g7 · Pion noir sur case blanche h7 · Pion noir sur case noire d6 · Cavalier noir sur case noire f6 · Pion noir sur case blanche g6 · Tour noire sur case blanche c4 · Cavalier blanc sur case noire d4 · Pion blanc sur case blanche e4 · Pion blanc sur case blanche g4 · Cavalier blanc sur case noire c3 · Fou blanc sur case noire e3 · Pion blanc sur case blanche f3 · Pion blanc sur case blanche a2 · Pion blanc sur case noire b2 · Pion blanc sur case blanche c2 · Dame blanche sur case noire d2 · Roi blanc sur case noire c1 · Tour blanche sur case blanche d1 · Tour blanche sur case blanche h1 | Dame noire sur case noire d8 · Tour noire sur case noire f8 · Roi noir sur case blanche g8 · Pion noir sur case noire a7 · Pion noir sur case blanche b7 · Fou noir sur case blanche d7 · Pion noir sur case noire e7 · Pion noir sur case blanche f7 · Fou noir sur case noire g7 · Pion noir sur case blanche h7 · Pion noir sur case noire d6 · Cavalier noir sur case noire f6 · Pion noir sur case blanche g6 · Tour noire sur case blanche c4 · Cavalier blanc sur case noire d4 · Pion blanc sur case blanche e4 · Pion blanc sur case blanche g4 · Cavalier blanc sur case noire c3 · Fou blanc sur case noire e3 · Pion blanc sur case blanche f3 · Pion blanc sur case blanche a2 · Pion blanc sur case noire b2 · Pion blanc sur case blanche c2 · Dame blanche sur case noire d2 · Roi blanc sur case noire c1 · Tour blanche sur case blanche d1 · Tour blanche sur case blanche h1 | 1 |
|   | a | b | c | d | e | f | g | h |   |

Un exemple en est donné par la célèbre deuxième partie - une défense sicilienne, variante du dragon - entre Karpov et Viktor Kortchnoï (ce dernier ayant les Noirs) du match des candidats à Moscou en 1974 où Karpov exploita tout un lot de nouveautés théoriques préparées avec son équipe :
Anatoli Karpov - Viktor Kortchnoï, 1974, 2e partie :

1. e4 c5 2. Cf3 d6 3. d4 cxd4 4. Cxd4 Cf6 5. Cc3 g6 6. Fe3 Fg7 7. f3 Cc6 8. Dd2 O-O 9. Fc4 Fd7 10. h4 Tac8 11. Fb3 Ce5 12. 0-0-0 Cc4 13. Fxc4 Txc4 14. h5! (bon coup) Cxh5 15. g4 Cf6 (voir diagramme)
16. Cde2 !? (nouveauté théorique) 16... Da5? (coup douteux, 16...Te8! est meilleur) 17. Fh6! Fxh6 18. Dxh6 Tfc8 19. Td3! (une autre nouveauté théorique) 19... T4c5? 20. g5!! (très bon coup) Txg5 21. Td5!! Txd5 22. Cxd5 Tce8 23. Cef4 Fc6 24. e5!! Fxd5 25. exf6 exf6 26. Dxh7+ Rf8 27. Dh8+ 1-0.
Cette partie superbe a reçu 89 points sur un maximum possible de 90 accordés par le Jury de l'Informateur d'échecs no 18 (8 des 9 juges votèrent pour qu'elle soit la meilleure partie, et le neuvième (Max Euwe) la classa seconde). Une telle unanimité est rare. La partie a également été élue meilleure nouveauté théorique du numéro 18 de l'Informateur.

### Idées stratégiques
Dès son plus jeune âge, Karpov était un spécialiste de la partie espagnole avec les Blancs et avec les Noirs.
Karpov s'est fait le champion de lignes positionnelles telles que 4...Cd7 dans la défense Caro-Kann, 3. Cd2 contre la défense française ou bien des lignes avec le modeste coup Ff1-e2 contre la défense sicilienne. Ces ouvertures existaient déjà avant Karpov, mais il a démontré, grâce à son excellente technique, qu'elles pouvaient avoir du mordant. Cela n'était pas évident car une opinion communément répandue était notamment qu'en jouant 1. e4, les Blancs devaient adopter des lignes agressives pour l'emporter.
Par conséquent, si Karpov n'était pas un grand découvreur de nouveautés théoriques, il a popularisé une nouvelle approche du milieu de jeu, plus patiente et moins spectaculaire. On peut ainsi lire dans le livre de poche Les échecs de Frits van Seters: « Ses matchs victorieux contre Kortchnoï (Baguio 1978 et Mérano 1981), sa défaite contre Kasparov laissent à la postérité un matériel où des idées stratégiques souvent inédites foisonnent ». Michel Roos a écrit: « Dans une série de parties brillantes, le champion du monde a montré qu'il n'est pas tellement important de pénétrer dès l'ouverture dans le camp adverse avec ses pièces. Bien plus important est de contrôler visuellement les déplacements de l'adversaire et, pendant ce temps, de s'efforcer de créer dans son propre camp un organisme échiquéen élastique, flexible, de modifier l'agencement des pièces à l'affût de futures actions et attaques. Cette nouvelle conception modifie le jugement porté sur un certain nombre d'ouvertures qui, considérées jusqu'ici comme passives, sont à présent reconnues comme favorables parce que permettant de souples préparations à des plans futurs ».

### Publications

#### Recueils de parties
- Parties choisies, 1969-1979, Éd. du Progrès (Moscou), 1981
- Mes meilleures parties, mes analyses, mes commentaires, Éd. Garnier, 1982
- Des échecs à l'infini, Éd. Grasset, 1984 (coécrit avec Evgueni Guik)
- (ru) Сто победных партий, Fizikoultoura i sport, 1984
- (en) Chess at the top (1979-1984), Éd. Pergamon Press, 1984
- (en) Learn from your defeats, Batsford, 1985
- (ru) А. Е. Карпов (гл. ред.), Шахматы энциклопедический словарь, Советская энциклопедия, Москва, 1990,  (ISBN 5-85270-005-3).
- Mes plus belles victoires (1969-1994), Éd. Economica, 1996
- 101 glorieuses victoires, Éd. Economica, 2009
- (en) My 300 Best Games, Chess Stars, 1997 Parties commentées avec des symboles (notation figurine)

#### Théorie des ouvertures
- Comment jouer les débuts semi-fermés, Éd. A. Colin, 1992
- Comment jouer les débuts semi-ouverts, Éd. A. Colin, 1992
- La Défense Grünfeld, Éd. A. Colin, 1992
- La Partie espagnole, Éd. A. Colin, 1992
- La Défense Pétroff - partie russe, Éd. A. Colin, 1992
- (en) The Open Game in Action, The Semi-Open Game in Action, Batsford, 1988
- (en) The Closed Openings in Action, The Semi-Closed Openings in Action, Batsford, 1989
- (en) deux ouvrages sur la défense Caro-Kann coécrits avec Mikhaïl Podgaets (ru) : 
  - Advance and Gambit Systems, Batsford Chess Books, 2006
  - Panov's Attack, Batsford Chess Books, 2006

#### Récits autobiographiques
- avec Aleksandr Rochal : (en) Chess is my Life, Pergamon, 1979
- (en) From Baguio to Merano: The World Championship Matches of 1978 and 1981, Éd. Macmillan, 1986
- (en) Karpov on Karpov: Memoirs of a Chess World Champion, Atheneum, 1992

### Citations
Citation de Karpov : 

« Je crois qu'il existe des manières très spécifiques de jouer efficacement contre une machine. Évidemment, nous n'avons aucune chance en tactique pure, parce que l'ordinateur calcule de façon parfaite. Mais lorsque nous faisons appel à notre cerveau en utilisant l'intuition et la compréhension, alors nous restons beaucoup plus forts. »

Citation au sujet de Karpov : 

« Dans l'absolu, Karpov restera sans doute comme le joueur le plus complet de l'histoire. »

## Anecdotes
En novembre 2016, Karpov a joué une partie de blitz avec 2 minutes de temps de réflexion contre 10 minutes à son adversaire, un jeune âgé de 3 ans et demi, Misha Osipov. La vidéo est devenue virale sur le net,,. Cette vidéo a contribué « à raviver l'intérêt des Russes pour un [jeu] qui a déjà été une source de fierté nationale, une revitalisation qui a commencé (...) lorsque le Russe Sergey Karjakin a affronté le Norvégien Magnus Carlsen dans le cadre du Championnat du Monde ».